# 잠수함
- 제2차 세계 대전 함대 잠수함 (가토급 잠수함, 밸라오급 잠수함 또는 텐치급 잠수함) 1941년~1945년 취역
- 최초의 원자력 잠수함 USS Nautilus (SSN-571), 1954년 취역
- 탄도미사일 잠수함 USS George Washington (SSBN-598), 1959년 취역

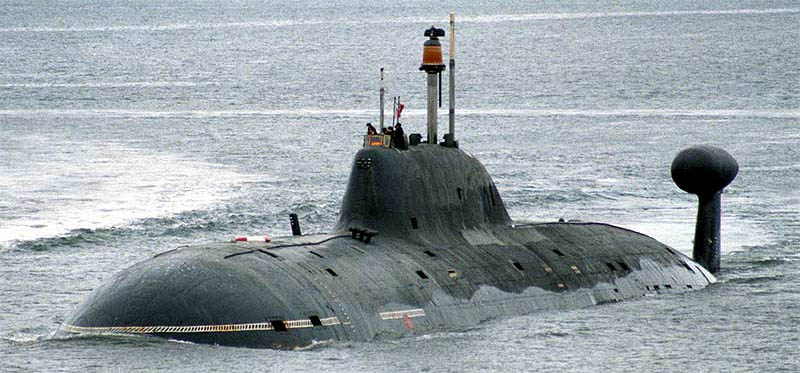
2008년 북방함대의 러시아 프로젝트 971 슈카-B형 잠수함

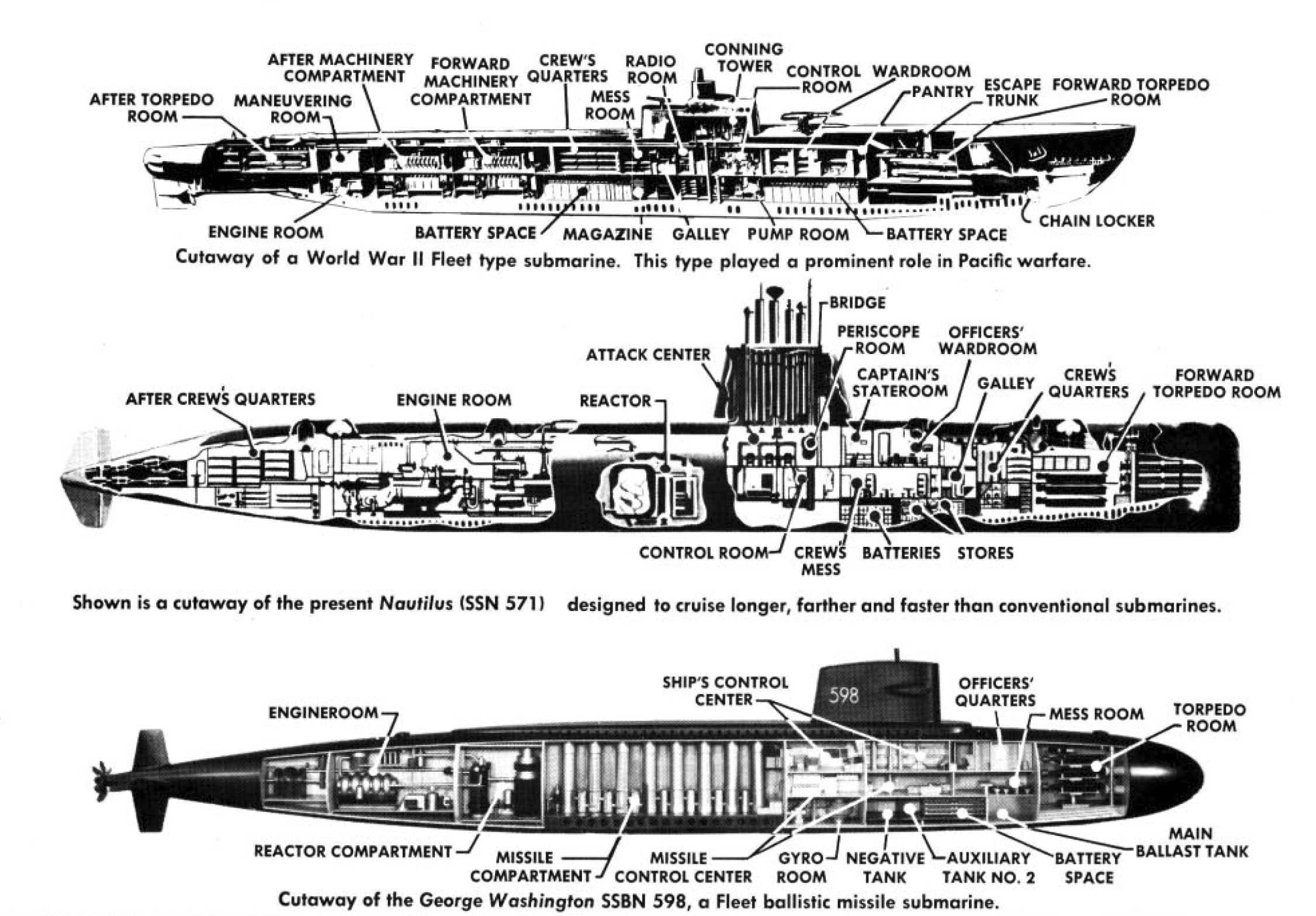

잠수함(潛水艦, 영어: submarine)은 수중에서 독립적인 운용이 가능한 워터크래프트이다. (수중 능력이 더 제한적인 잠수정과는 다르다.) "잠수함"이라는 용어는 역사적으로 또는 비공식적으로 무인 잠수정 및 자율 무인 잠수정 또는 중형 또는 소형 선박(예: 소형 잠수정 및 습식 잠수정)을 지칭하는 데 사용되기도 한다. 잠수함은 크기에 관계없이 선박보다는 보트라고 불린다.
이전에도 실험적인 잠수함이 건조되었지만, 19세기에 잠수함 설계가 본격화되어 여러 해군에서 채택되었다. 잠수함은 제1차 세계 대전(1914년~1918년) 동안 처음으로 널리 사용되었으며, 현재는 크고 작은 많은 해군에서 사용되고 있다. 군사적 용도로는 다음과 같은 것들이 있다: 적의 수상 선박(상선 및 군함) 또는 다른 잠수함 공격; 항공모함 보호; 봉쇄 돌파선; 탄도미사일 잠수함을 이용한 핵 억지력; 접근 금지 구역에서 정보 수집 및 수색정찰을 위한 스텔스 작전; 적의 이동 방해 또는 영향력 행사; 재래식 지상 공격(예: 순항 미사일 발사); 잠수부 또는 특수부대의 은밀한 침투. 민간 용도로는 다음과 같은 것들이 있다: 해양 과학; 해상 구조; 탐험; 시설 검사 및 유지 보수. 잠수함은 수색 및 구조 임무, 해저 케이블 수리 등 특수 기능에 맞게 개조될 수 있다. 또한 관광 산업 및 해저 고고학에서도 사용된다. 현대의 심해 잠수함은 잠수종에서 진화한 바티스카프에서 파생되었다.
대부분의 대형 잠수함은 반구형(또는 원뿔형) 끝을 가진 원통형 몸체와 일반적으로 선박 중앙에 위치한 수직 구조물로 구성되어 있으며, 이 구조물에는 통신 및 감지 장치와 잠망경이 수용되어 있다. 현대 잠수함에서 이 구조물을 미국에서는 "세일"이라고 부르고 유럽에서는 "핀"이라고 부른다. 초기 설계의 특징은 "사령탑"이었다: 짧은 잠망경을 사용할 수 있도록 보트의 본체 위에 별도의 압력 선체가 있었다. 후미에는 프로펠러(또는 펌프 제트)가 있고 다양한 유체역학적 제어 핀이 있다. 소형, 심해 잠수함 및 특수 잠수함은 이러한 전통적인 설계와 상당히 다를 수 있다. 잠수함은 잠수타륜을 사용하고 밸러스트 탱크의 물과 공기의 양을 변경하여 부력에 영향을 줌으로써 잠수 및 재부상한다.
잠수함은 다양한 종류와 능력을 포괄한다. 몇 시간 동안 작동하는 1~2인용 잠수정 같은 소형 자율 잠수함부터 러시아의 Typhoon급(역사상 가장 큰 잠수함)처럼 6개월 동안 잠수 상태를 유지할 수 있는 선박까지 다양하다. 잠수함은 인간 잠수에게는 비실용적(심지어 생존 불가능)인 깊이에서도 작동할 수 있다.

## 역사

### 어원
잠수함이라는 단어는 '수중' 또는 '해저'(예: 해저협곡, 해저 파이프라인)를 의미하지만, 명사로는 일반적으로 수중을 이동할 수 있는 선박을 지칭한다. 이 용어는 잠수함 보트(submarine boat)의 축약어이며 여러 언어에서 사용된다(예: 프랑스어(sous-marin), 스페인어(submarino)). 그러나 다른 언어에서는 네덜란드어(Onderzeeboot), 독일어(Unterseeboot), 스웨덴어(Undervattensbåt), 러시아어(подводная лодка: podvodnaya lodka)와 같이 원래 용어를 유지하고 있으며, 이들 모두 '잠수함 보트'를 의미한다. 해군 전통에 따르면 잠수함은 크기에 관계없이 일반적으로 선박이 아닌 보트로 불린다. 비공식적으로 보트라고 불리지만, 미국 잠수함은 USS Alabama와 같이 이름 앞에 USS(United States Ship) 명칭을 사용한다. 영국 해군에서는 HMS라는 명칭이 "His Majesty's Ship" 또는 "His Majesty's Submarine"을 의미할 수 있지만, 후자는 때때로 "HMS/m"으로 표현되기도 한다. 잠수함은 일반적으로 선박이 아닌 보트로 불린다.

### 초기 인력 잠수정

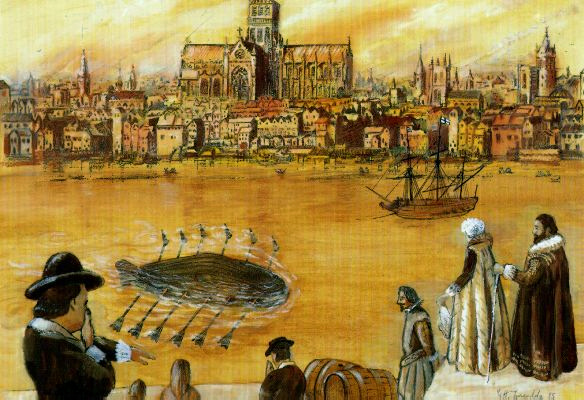
코르넬리스 드레벨이 제작한 초기 잠수정으로 노로 추진된다.

#### 16세기 및 17세기
1562년에 출판된 오푸스쿨룸 타이스니에리 보고서에 따르면:
두 명의 그리스인이 카를 5세 신성 로마 황제와 수많은 관중 앞에서 톨레도 시 근처의 타구스강에 여러 번 잠수하고 부상했으며, 몸이 젖지 않고 손에 들고 있던 불꽃도 그대로 타고 있었다.

1578년, 영국의 윌리엄 본 수학자는 그의 책 '발명 또는 장치(Inventions or Devises)'에 수중 항해 차량에 대한 최초의 계획 중 하나를 기록했다. 몇 년 후 스코틀랜드 수학자이자 신학자인 존 네이피어는 그의 '비밀 발명품(Secret Inventions)'(1596년)에서 "이 발명품들은 수중 항해 장치와 적에게 해를 끼치기 위한 다양한 다른 장치 및 전략 외에도 하나님의 은혜와 숙련된 장인의 작업으로 성취되기를 바란다"라고 썼다. 그가 자신의 아이디어를 실행했는지는 불분명하다.
헤로니모 데 아얀스 이 베아우몬트(1553년~1613년)는 두 가지 유형의 공기 재생 잠수정 차량에 대한 상세한 설계를 만들었다. 이 차량들은 노, 내부 펌프에 의해 작동하는 자율 부유 스노클, 현창 및 승무원이 수중 물체를 조작하는 데 사용되는 장갑을 갖추고 있었다. 아얀스는 이들을 전쟁에 사용하여 적함을 은밀히 접근하고 선체에 시한식 화약 폭발물을 설치할 계획이었다.
건설에 대한 신뢰할 수 있는 정보가 남아 있는 최초의 잠수정은 1620년에 제임스 1세 (잉글랜드)를 섬기던 네덜란드인 코르넬리스 드레벨이 설계하고 건조했다. 이 잠수정은 노로 추진되었다.

#### 18세기
18세기 중반까지 잉글랜드에서는 잠수함/잠수 보트에 대한 10여 개 이상의 특허가 부여되었다. 1747년, 너새니얼 시몬스는 잠수를 위한 밸러스트 탱크 사용의 첫 번째 알려진 작동 예시를 특허를 내고 제작했다. 그의 설계는 물을 채워 잠수할 수 있는 가죽 주머니를 사용했다. 메커니즘은 주머니에서 물을 짜내고 보트가 다시 떠오르도록 하는 데 사용되었다. 1749년, 젠틀맨스 매거진은 유사한 설계가 1680년에 조반니 보렐리에 의해 처음 제안되었다고 보도했다. 추진 및 안정성을 위한 새로운 테크놀로지의 적용이 이루어지기까지 1세기 이상 설계 개선이 정체되었다.
최초의 군사 잠수정은 데이비드 부시넬이 한 사람을 수용하도록 설계한 손으로 움직이는 도토리 모양의 장치인 Turtle(1775년)였다. 이는 독립적인 수중 작동과 이동이 가능하며, 프로펠러를 추진에 사용한 최초의 검증된 잠수함이었다.

#### 19세기

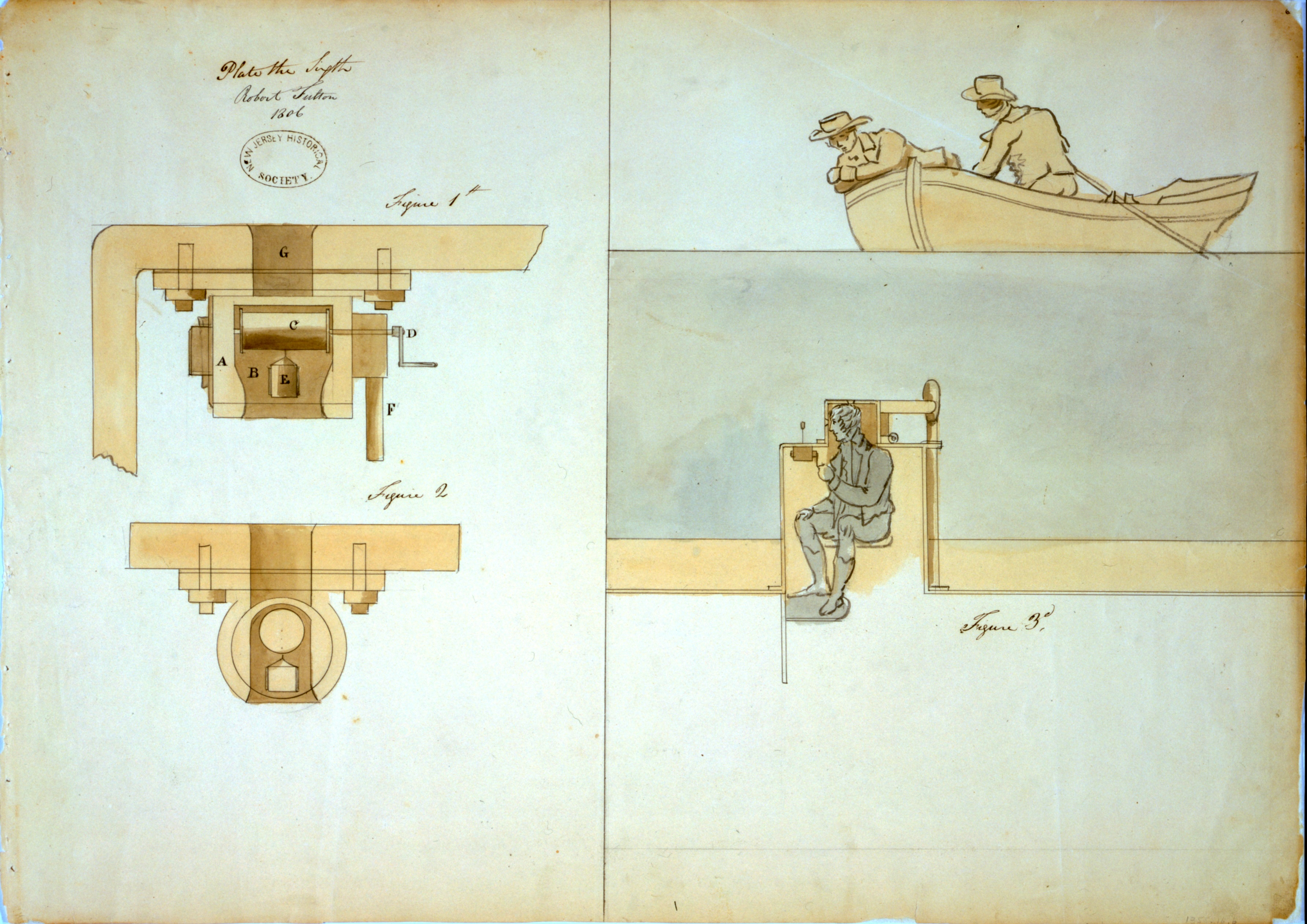
로버트 풀턴이 1806년에 "급강하 보트"를 보여주는 그림

1800년, 프랑스는 미국인 로버트 풀턴이 설계한 인력 추진 잠수함 Nautilus를 건조했다. 프랑스는 1804년에 이 실험을 포기했고, 영국도 풀턴의 잠수함 설계를 재고한 후 포기했다.
1850년, 빌헬름 바우어의  Brandtaucher가 독일에서 건조되었다. 이 잠수함은 현재까지 남아 있는 가장 오래된 잠수함으로 알려져 있다.
1864년, 남북 전쟁 말기에 남부군 해군의 H. L. Hunley는 역사상 최초로 적함, 즉 북군 슬루프형 포함 USS Housatonic을 침몰시킨 군용 잠수함이 되었다. 이 잠수함은 기뢰용 장대에 장착된 화약통을 사용했다. 헌리 또한 침몰했다. 폭발의 충격파가 승무원들을 즉사시켰을 수 있으며, 이는 그들이 빌지를 퍼내거나 잠수함을 추진하는 것을 막았을 것이다.
1866년,  Sub Marine Explorer는 승무원의 통제하에 성공적으로 잠수, 수중 항해 및 재부상한 최초의 잠수함이었다. 독일계 미국인 율리우스 H. 크뢰르의 설계는 현대 잠수함에서도 여전히 사용되는 요소를 통합했다.
1866년, 카를 플라흐 독일인 엔지니어이자 이민자가 칠레 정부의 요청으로 Flach를 건조했다. 이는 세계에서 다섯 번째로 건조된 잠수함이었으며 두 번째 잠수함과 함께 친차 제도 전쟁 동안 발파라이소 항구를 스페인 해군의 공격으로부터 방어하기 위한 것이었다.

### 기계 추진 잠수함
잠수함은 적절한 엔진이 개발될 때까지 해군에 널리 또는 일상적으로 사용될 수 없었다. 1863년부터 1904년까지의 시대는 잠수함 개발에 있어서 중추적인 시기였으며, 여러 중요한 기술이 등장했다. 여러 나라가 잠수함을 건조하고 사용했다. 디젤–전기 추진이 지배적인 동력 시스템이 되었고, 잠망경과 같은 장비가 표준화되었다. 각국은 잠수함을 위한 효과적인 전술과 무기에 대한 많은 실험을 수행했으며, 이는 제1차 세계 대전에서 큰 영향으로 이어졌다.

#### 1863–1904년

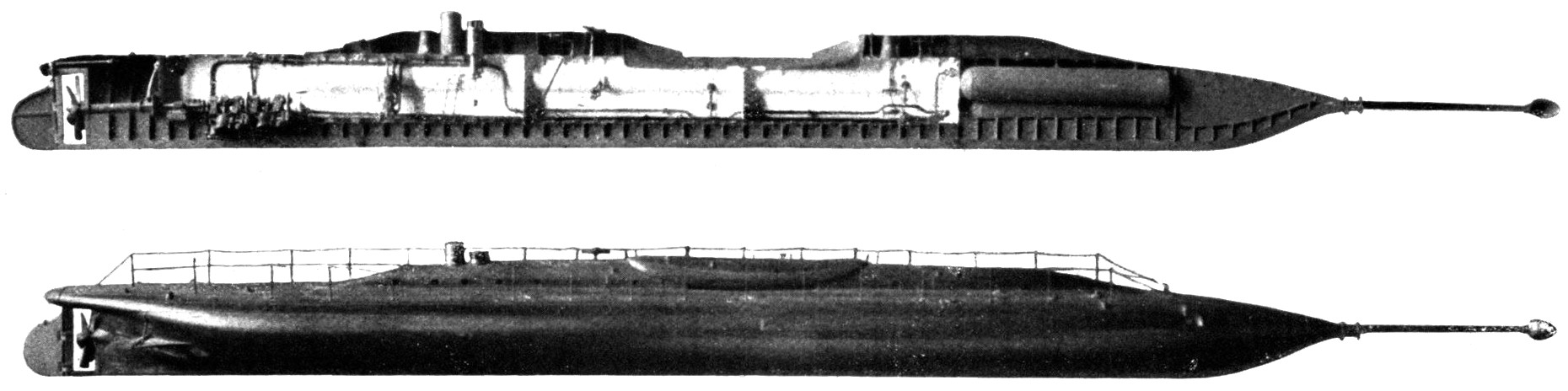
프랑스 잠수함 플롱죄르

인력 추진에 의존하지 않는 최초의 잠수함은 1863년에 진수된 프랑스 Plongeur(잠수함)로, 1,200 kPa (180 psi)의 압축공기를 사용했다. 나르시스 몬투리올은 1864년 스페인 바르셀로나에서 진수된 최초의 공기 불요 추진 및 연소 추진 잠수함인  Ictíneo II를 설계했다.
잠수함이 잠재적 무기로서 실현 가능하게 된 것은 1866년 영국 엔지니어 로버트 화이트헤드가 설계한 최초의 실용적인 자추진 어뢰인 화이트헤드 어뢰가 개발되면서였다. 이전에 남부군 해군이 개발했던 활대기뢰는 비실용적이라고 여겨졌는데, 이는 이 어뢰가 목표물과 이를 배치한 잠수함인 H. L. Hunley 모두를 침몰시켰다고 믿어졌기 때문이다.
아일랜드의 발명가 존 필립 홀랜드는 1876년에 잠수함 모형을 제작했고 1878년에는 홀랜드 1호 시제품을 선보였다. 이후 여러 번의 실패한 설계가 뒤따랐다. 1896년, 그는 수상에서는 내연기관 동력을 사용하고 수중에서는 전지 동력을 사용하는 홀랜드 타입 VI 잠수함을 설계했다. 1897년 5월 17일 뉴저지주 엘리자베스에 있는 루이스 닉슨 해군 중위의 크레센트 조선소에서 진수된 홀랜드 VI는 1900년 4월 11일 미국 해군에 인수되어 해군 최초의 취역 잠수함이 되었고, USS Holland로 명명되었다.
영국 성공회 성직자이자 발명가인 조지 개럿과 스웨덴 산업가 토르스텐 노르덴펠트 간의 논의는 어뢰로 무장하고 군사적 사용이 가능한 최초의 실용적인 증기 추진 잠수함으로 이어졌다. 첫 번째는 노르덴펠트 1호로, 56톤, 19.5-미터 (64 ft) 크기의 선박으로 개럿의 불운한  Resurgam(1879년)과 유사하며, 1885년에 240 킬로미터 (130 nmi; 150 mi)의 사거리를 가지고 단일 어뢰로 무장했다.

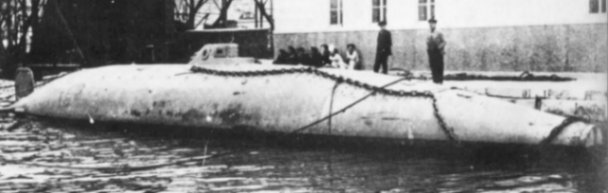
1888년 페랄이 스페인 카르타헤나에 정박해 있다.

수중 선박의 신뢰할 수 있는 추진 수단은 1880년대에 필요한 전지 기술이 등장하면서 가능해졌다. 최초의 전기로 추진되는 보트는 스페인의 아이작 페랄(Peral를 건조), 프랑스의 앙리 듀푸이 드 롬(Gymnote를 건조)과 구스타브 제데(시렌를 건조), 그리고 잉글랜드의 제임스 프랭클린 워딩턴(돌고래를 건조)에 의해 건조되었다. 페랄의 설계는 나중에 잠수함의 표준이 된 어뢰와 기타 시스템을 특징으로 했다.

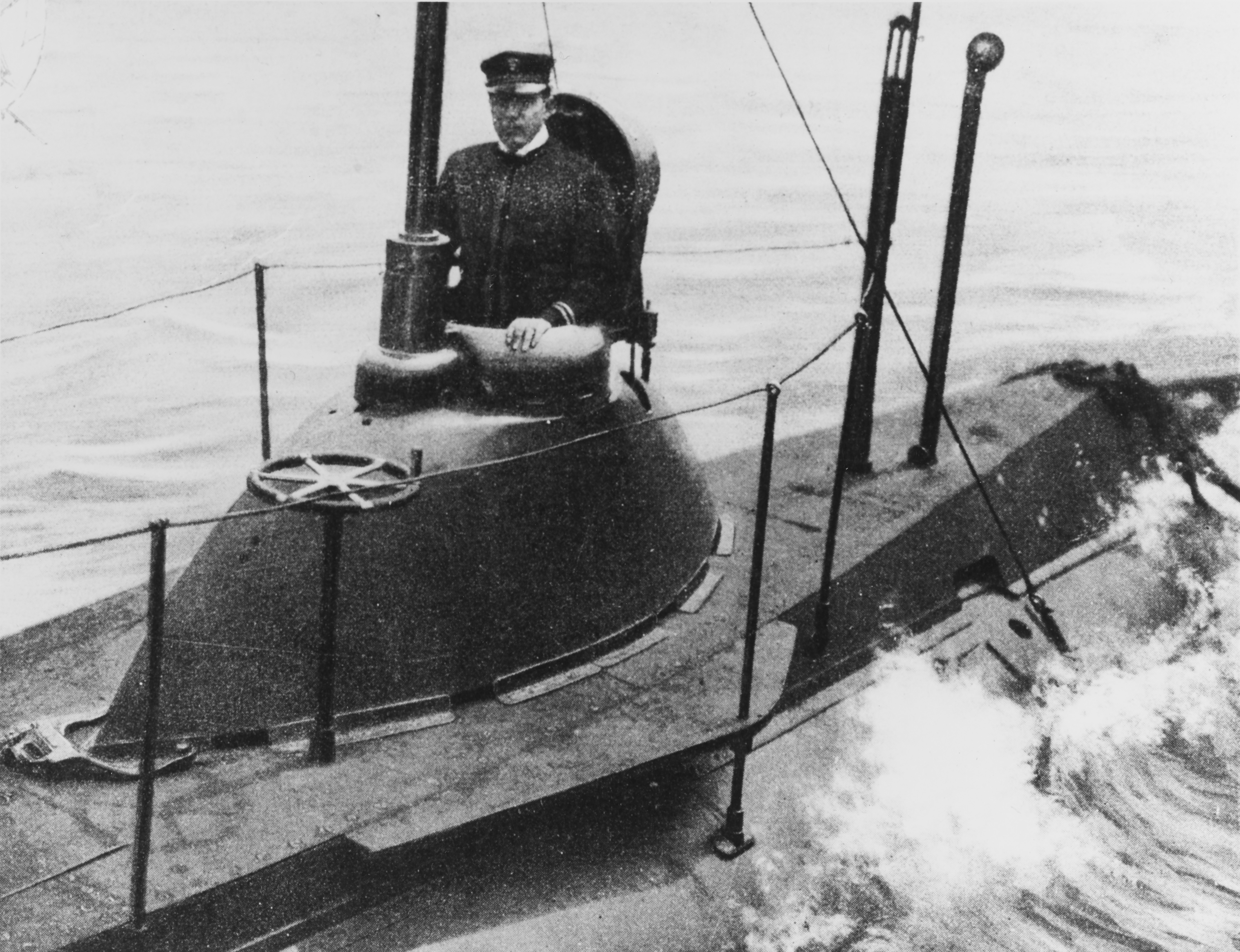
1902년에 진수된

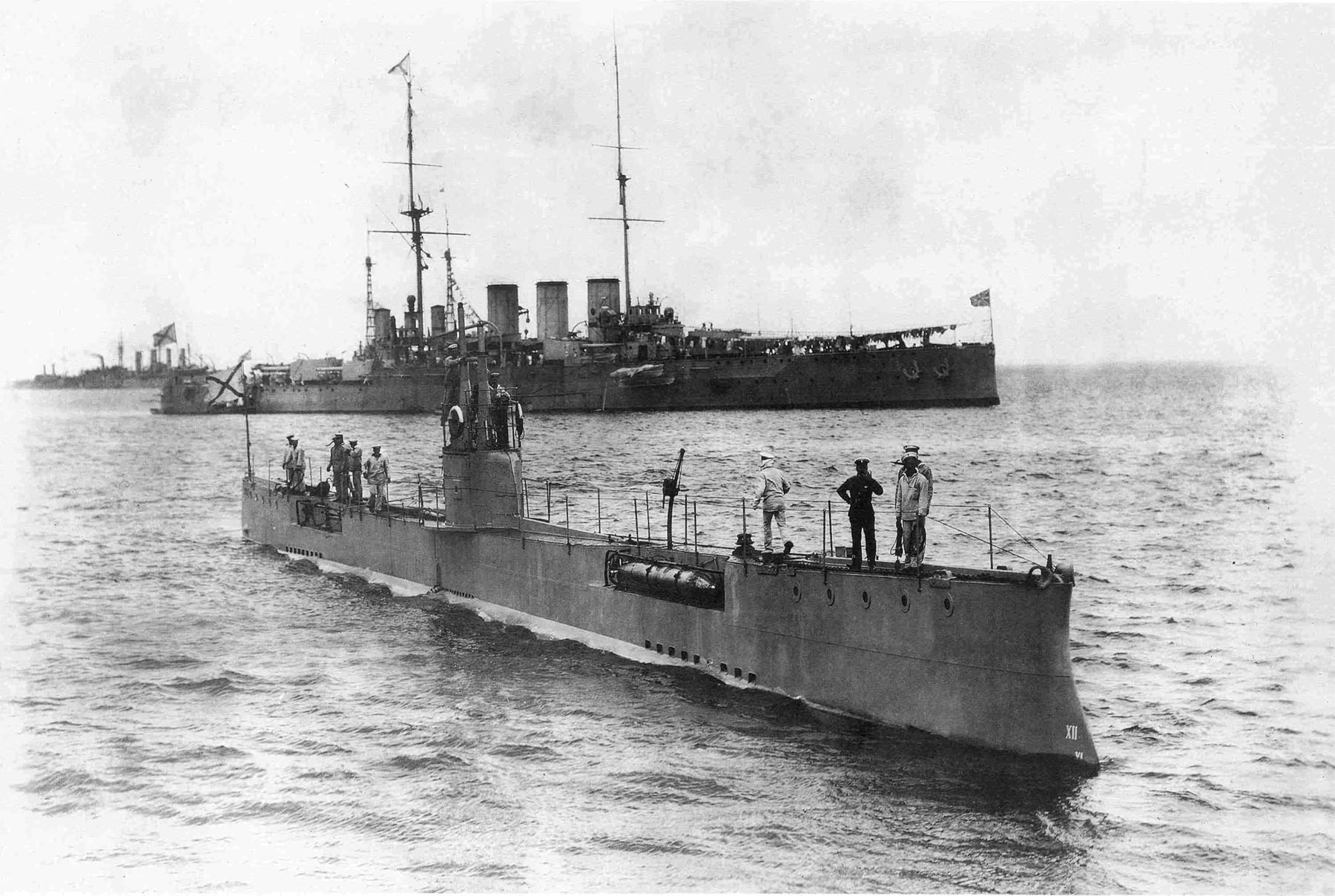
(1907년 진수)는 장거리 항해가 가능한 최초의 러시아 잠수함이었다.

1900년 6월 취역한 프랑스 증기 및 전기 잠수함 Narval은 현재의 전형적인 이중 선체 설계를 채택했으며, 외피 안에 압력 선체가 있었다. 이 200톤급 선박은 수중에서 160 km (100 mi) 이상의 항속 거리를 가졌다. 1904년 프랑스 잠수함 아이그레트는 수상 동력으로 가솔린 엔진 대신 디젤 엔진을 사용하여 개념을 더욱 개선했다. 이러한 잠수함은 대량으로 건조되었으며, 1914년 이전에 76척이 완성되었다.
영국 해군은 홀랜드 어뢰정 회사의 면허를 받아 1901년부터 1903년까지 배로인퍼니스의 빅커스로부터 5척의 Holland급 submarine를 주문했다. 함정 건조는 예상보다 오래 걸려 첫 함정이 1902년 4월 6일에야 해상 잠수 시험을 할 수 있었다. 이 설계는 전적으로 미국 회사에서 구매되었지만, 실제로 사용된 설계는 새로운 180 마력 (130 kW) 가솔린 엔진을 사용한 원래 홀랜드 설계의 시험되지 않은 개선 버전이었다.
이러한 유형의 잠수함은 1904년~1905년 러일 전쟁 중에 처음 사용되었다. 여순항 봉쇄로 인해 러시아는 잠수함을 블라디보스토크로 보냈고, 1905년 1월 1일에는 7척의 잠수함이 있어 세계 최초의 "작전 잠수함 함대"를 만들기에 충분했다. 새로운 잠수함 함대는 2월 14일에 순찰을 시작했으며, 보통 각 순찰은 약 24시간 동안 지속되었다. 일본 군함과의 첫 대결은 1905년 4월 29일 러시아 잠수함 솜이 일본 어뢰정의 공격을 받았지만, 이후 철수하면서 발생했다.

#### 제1차 세계 대전

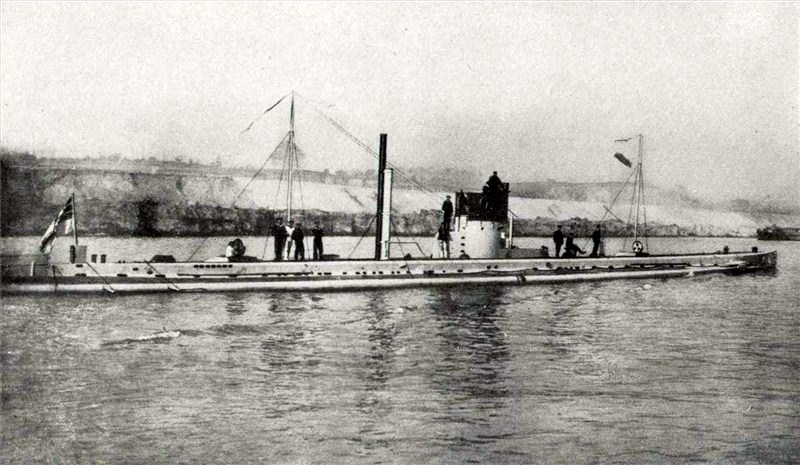
1914년 9월 한 시간도 안 되어 영국 순양함 3척을 침몰시킨 독일 잠수함

군사 잠수함은 제1차 세계 대전에서 처음으로 큰 영향을 미쳤다. 독일의 U보트와 같은 전력은 제1차 대서양 전투에서 활약했으며, 무제한 잠수함 작전의 결과로 침몰한 RMS Lusitania를 포함하여 미국이 전쟁에 참전하게 된 이유 중 하나로 자주 언급된다.
전쟁 발발 시 독일은 전투에 사용할 수 있는 잠수함이 20척에 불과했지만, 이들 중에는 틀:SM U-19 (Germany)급 디젤 엔진 함정이 포함되어 있었는데, 이들은 5,000 마일 (8,000 km)의 충분한 항속 거리와 8 노트 (15 km/h)의 속도를 갖추어 영국 해안 전체에서 효과적으로 작전할 수 있었다. 대조적으로 영국 해군은 총 74척의 잠수함을 보유하고 있었지만, 효과는 다양했다. 1914년 8월, 10척의 U보트 편대가 헬골란트섬 기지에서 출항하여 북해의 영국 해군 군함을 공격했는데, 이는 역사상 최초의 잠수함 전쟁 순찰이었다.
U보트가 실용적인 전쟁 병기로 기능할 수 있었던 것은 새로운 전술, 그들의 수, 그리고 지난 몇 년 동안 개발된 디젤-전기 추진 시스템과 같은 잠수함 기술에 의존했다. 진정한 잠수함이라기보다는 대부분 잠수정이었던 U보트는 주로 일반 엔진을 사용하여 수상에서 운용되었고, 배터리 동력으로 공격하기 위해 가끔 잠수했다. 그들은 대략 삼각형 단면을 가졌고, 수상에서 횡요를 제어하기 위한 뚜렷한 용골과 뚜렷한 선수부를 가지고 있었다. 제1차 세계 대전 동안 5,000척 이상의 연합군 선박이 U보트에 의해 침몰했다.
영국은 독일의 잠수함 기술 발전에 대응하여 K급 잠수함을 건조했다. 그러나 이 잠수함들은 다양한 설계 결함과 형편없는 기동성 때문에 운용하기에 위험하다는 오명을 얻었다.

#### 제2차 세계 대전

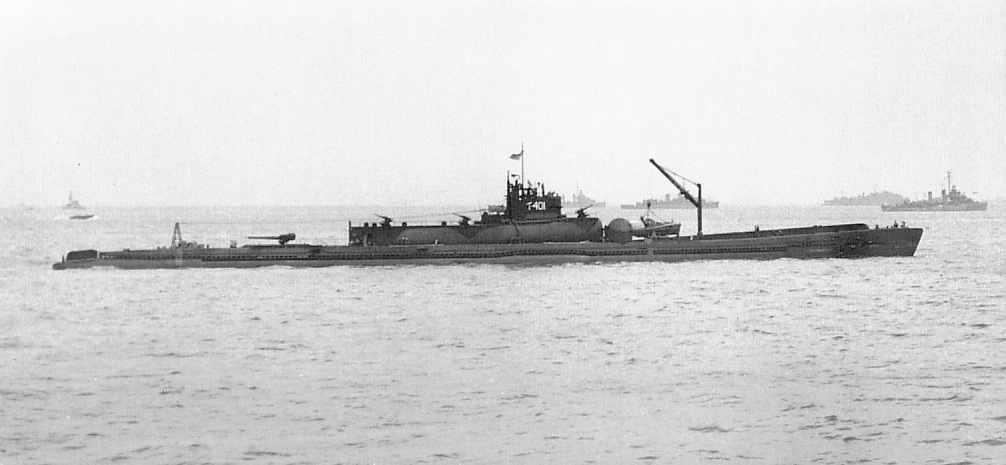
일본 제국 해군의, 제2차 세계 대전의 가장 큰 잠수함 유형

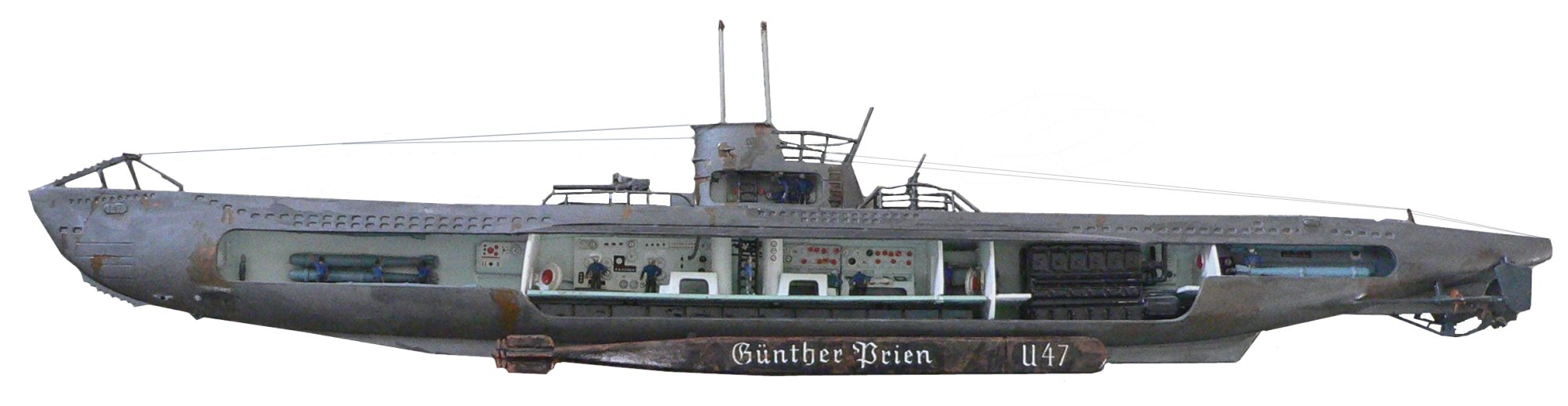
귄터 프린의 모델, 독일 제2차 세계 대전 VII형 디젤-전기 헌터

제2차 세계 대전 동안 독일은 대서양 전투에서 잠수함을 파괴적인 효과로 사용했으며, 영국이 보충할 수 있는 것보다 더 많은 상선을 침몰시켜 영국의 보급로를 차단하려고 시도했다. 이 상선들은 영국의 인구에게 식량을, 산업에 원자재를, 군대에 연료와 무기를 공급하는 데 필수적이었다. 비록 U보트는 전간기에 업데이트되었지만, 주요 혁신은 에니그마 기계를 사용하여 암호화된 통신 개선이었다. 이것은 대규모 공격 해군 전술 (Rudeltaktik, 일반적으로 "이리떼 전술"로 알려짐)을 가능하게 했지만, U보트의 에니그마가 해독되면서 궁극적으로 효과를 잃었다. 전쟁이 끝날 무렵, 거의 3,000척의 연합군 선박 (군함 175척, 상선 2,825척)이 U보트에 의해 침몰했다. 전쟁 초반에는 성공적이었지만, 독일 U보트 함대는 심각한 사상자를 냈으며, 793척의 U보트와 41,000명의 잠수함 승무원 중 약 28,000명을 잃어 약 70%의 사상률을 기록했다.
일본 제국 해군은 가이텐 유인어뢰, 소형 잠수함(Type A Ko-hyoteki 및 Kairyu급), 중거리 잠수함, 특수 제작된 보급 잠수함 및 장거리 함대 잠수함을 포함하여 어떤 해군보다도 가장 다양한 잠수함 함대를 운용했다. 또한 제2차 세계 대전 중 가장 빠른 수중 속도(I-201급 submarines)와 여러 대의 항공기를 운반할 수 있는 잠수함(I-400급 submarines)도 보유하고 있었다. 또한 산소 추진 95식 어뢰와 같은 분쟁에서 가장 발전된 어뢰 중 하나를 장비하고 있었다. 그럼에도 불구하고 일본은 잠수함을 함대전에 사용하기로 선택했고, 그 결과 군함은 상선에 비해 빠르고 기동성이 좋으며 방어력이 뛰어나 상대적으로 성공적이지 못했다.
잠수함 부대는 미국 무기고에서 가장 효과적인 대함 무기였다. 잠수함은 미 해군의 약 2%에 불과했지만, 8척의 항공모함, 1척의 전함, 11척의 순양함을 포함하여 일본 해군의 30% 이상을 파괴했다. 미 잠수함은 또한 일본 상선의 60% 이상을 파괴하여 일본의 군대 및 산업 전쟁 노력 보급 능력을 마비시켰다. 태평양 전쟁의 연합군 잠수함은 다른 모든 무기를 합친 것보다 더 많은 일본 선박을 파괴했다. 이러한 성과는 일본 제국 해군이 국가의 상선대를 위한 적절한 호위 부대를 제공하지 못한 것에 의해 크게 도움을 받았다.
제2차 세계 대전 중 미 해군에는 314척의 잠수함이 있었고, 그 중 거의 260척이 태평양에 배치되었다. 1941년 12월 일본이 하와이를 공격했을 때, 111척의 잠수함이 취역 중이었다. 전쟁 중 가토급 잠수함, 밸라오급 잠수함, 그리고 텐치급 잠수함에서 203척의 잠수함이 취역했다. 전쟁 중 52척의 미 잠수함이 모든 원인으로 손실되었고, 48척은 직접적으로 적대 행위로 인한 것이었다. 미 잠수함은 1,560척의 적함을 침몰시켰고, 총 530만 톤(총 침몰 톤수의 55%)이었다.
영국 왕립 해군 잠수함대는 주로 고전적인 봉쇄에 사용되었다. 주요 작전 구역은 노르웨이 주변, 지중해(북아프리카로 가는 추축군 보급로에 대항하여), 그리고 극동이었다. 그 전쟁에서 영국 잠수함은 2백만 톤의 적 선박과 57척의 주요 전함을 침몰시켰으며, 후자에는 35척의 잠수함이 포함된다. 이 중에는 잠수함이 잠수 상태에서 다른 잠수함을 침몰시킨 유일한 기록된 사례가 있다. 이는 HMS Venturer가 U-864를 교전했을 때 발생했다. 벤처러 승무원은 현대 어뢰 컴퓨터 표적 시스템의 기초가 된 기술을 사용하여 3차원으로 기동하는 표적에 대해 성공적인 발사 해법을 수동으로 계산했다. 74척의 영국 잠수함이 손실되었는데, 이 중 대부분인 42척이 지중해에서 손실되었다.

#### 냉전 군사 모델

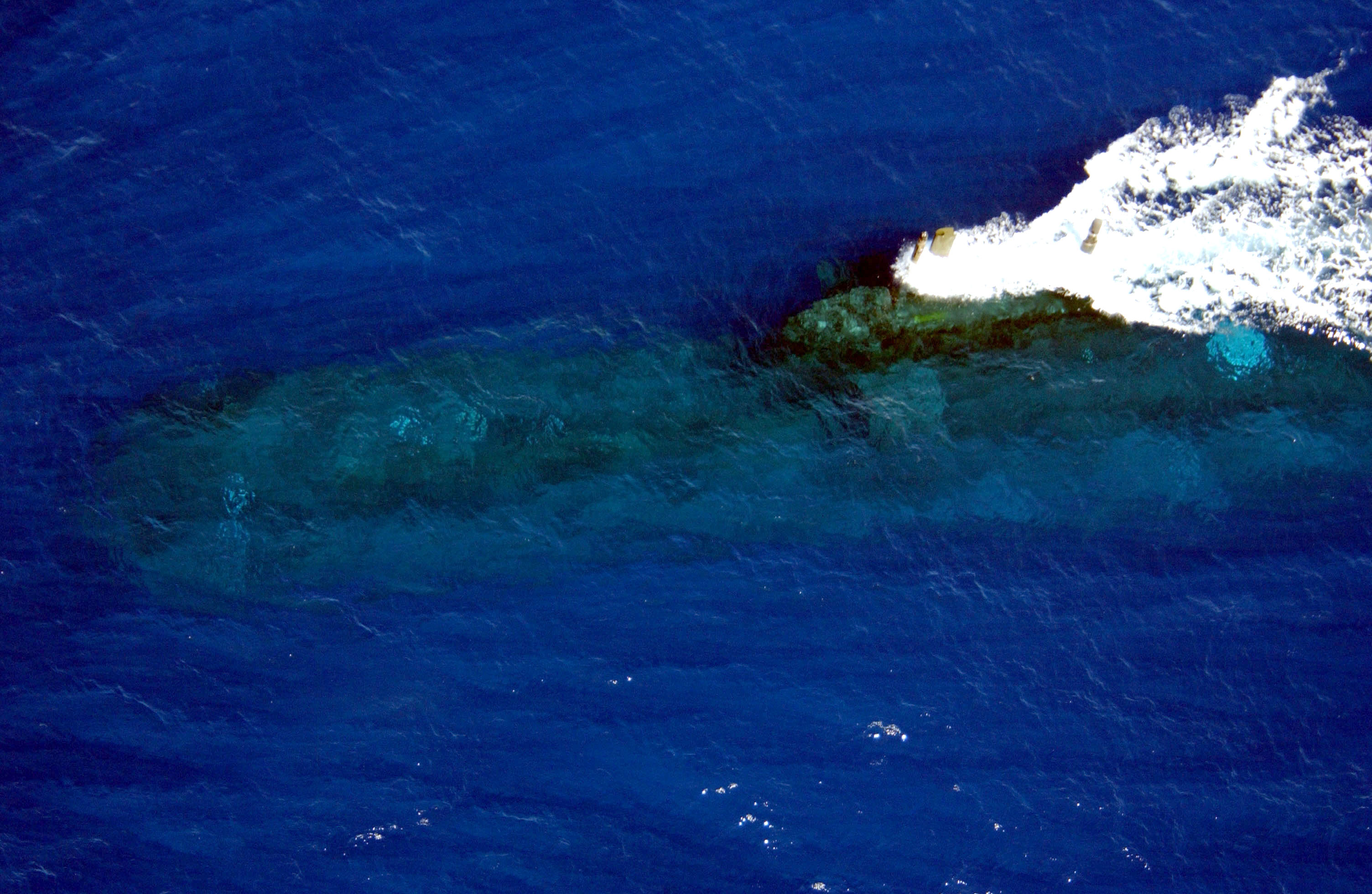
콜린스급 잠수함인 의 잠망경 심도

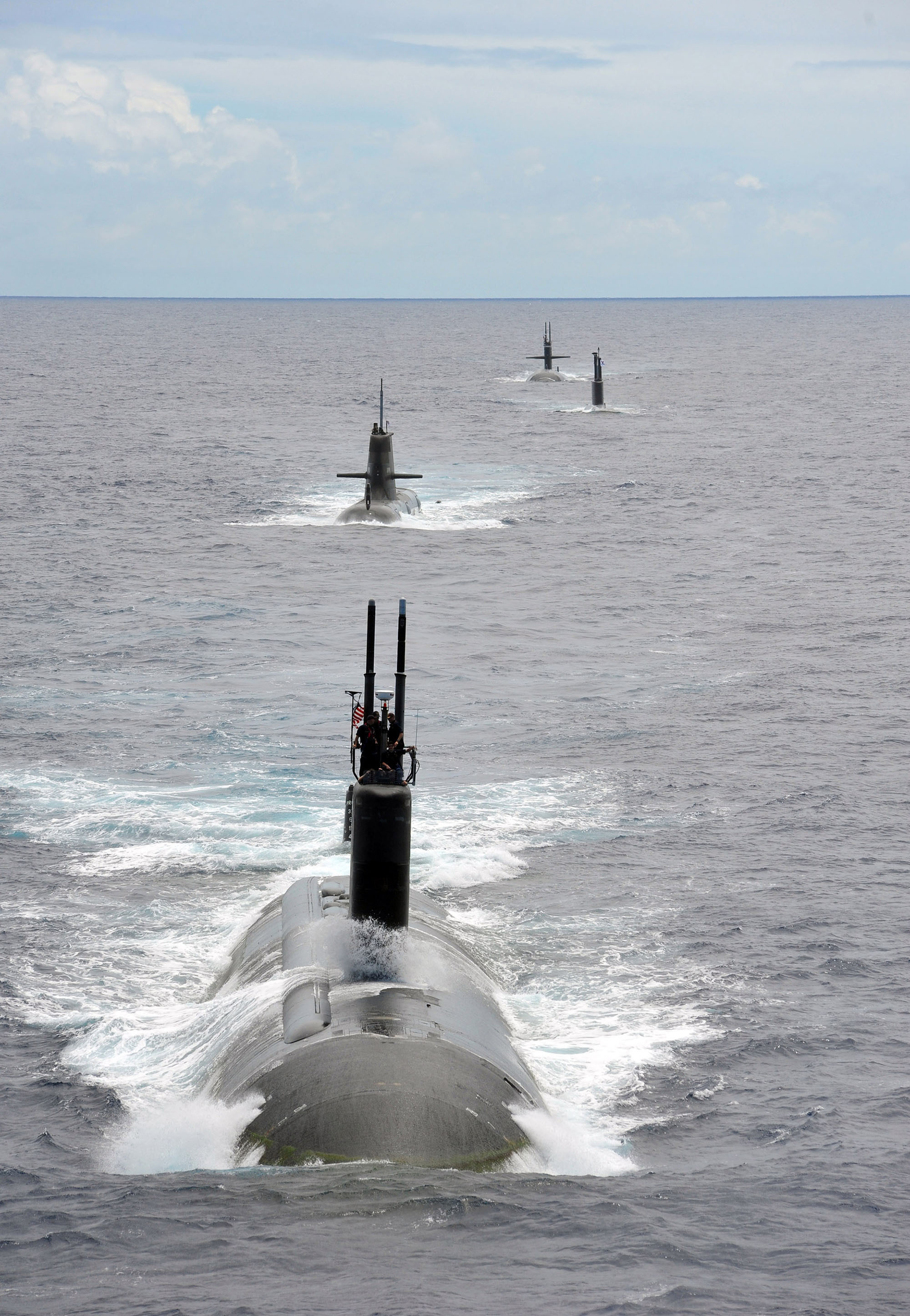
로스앤젤레스급 잠수함인 가 RIMPAC 2014에서 협력국 잠수함들과 함께 밀집 대형으로 항해한다.

순항 미사일 (SSM-N-8 레귤러스)을 잠수함에서 최초로 발사한 것은 1953년 7월, 제2차 세계 대전 함대 잠수함인 USS Tunny호의 갑판에서였다. 이 잠수함은 핵무기 탄두를 탑재한 미사일을 운반하도록 개조되었다. 투니와 그 자매함인 Barbero는 미국의 첫 핵 억지력 순찰 잠수함이었다. 1950년대에는 원자력 추진이 디젤-전기 추진을 부분적으로 대체했다. 또한 해수에서 산소를 추출하는 장비도 개발되었다. 이 두 가지 혁신은 잠수함이 몇 주 또는 몇 달 동안 잠수 상태를 유지할 수 있는 능력을 부여했다. 그 이후 미국 해군, 소련(현재 러시아), 영국, 프랑스 해군에서 건조된 대부분의 해군 잠수함은 원자로로 구동되었다.
1959년~1960년, 최초의 탄도미사일 잠수함이 미국 해군(George Washington급)과 소련(Golf급)에 의해 냉전 핵 억지력 전략의 일환으로 취역했다.
냉전 기간 동안 미국과 소련은 대규모 잠수함 함대를 유지하며 쫓고 쫓기는 게임을 벌였다. 소련은 이 기간 동안 최소 4척의 잠수함을 잃었다: 1968년에 손실된 K-129(일부 CIA가 글로마 익스플로러 선박을 설계한 하워드 휴즈의 도움을 받아 해저에서 인양), 1970년에 손실된 K-8, 1986년에 손실된 K-219, 그리고 1989년에 손실된 Komsomolets(군용 잠수함 중 가장 깊은 1,000 m (3,300 ft)의 심도 기록을 보유). K-19(최초의 소련 핵잠수함이자 북극에 도달한 최초의 소련 잠수함)와 같은 다른 많은 소련 잠수함들은 화재나 방사능 누출로 심하게 손상되었다. 미국은 이 기간 동안 두 척의 핵잠수함을 잃었다: USS Thresher는 작전 한계에서 시험 잠수 중 장비 고장으로, 그리고 USS Scorpion는 알려지지 않은 원인으로.
1971년 인도-파키스탄 전쟁 동안 파키스탄 해군의 Hangor는 인도 프리깃 INS Khukri를 침몰시켰다. 이는 제2차 세계 대전 이후 잠수함에 의한 최초의 침몰이었다. 같은 전쟁 동안 미국에서 파키스탄에 대여된 텐치급 잠수함인 Ghazi는 인도 해군에 의해 침몰했다. 이는 제2차 세계 대전 이후 잠수함 전투 손실이었다. 1982년 포클랜드 전쟁 중에는 아르헨티나 순양함 General Belgrano가 영국 잠수함 HMS Conqueror에 의해 침몰했는데, 이는 전쟁에서 핵추진 잠수함에 의한 첫 침몰이었다. 몇 주 뒤인 6월 16일, 1982년 레바논 전쟁 중에 이름 없는 이스라엘 잠수함이 팔레스타인 난민 56명을 키프로스로 수송하던 레바논 해안선 트랜싯을 어뢰로 침몰시켰다. 이스라엘 해군은 이 선박이 반이스라엘 민병대를 대피시키고 있다고 믿었다. 이 배는 두 발의 어뢰를 맞았고, 좌초되었지만 결국 침몰했다. 선장을 포함하여 25명이 사망했다. 이스라엘 해군은 2018년 11월에 이 사건을 공개했다.

## 사용법

### 군사

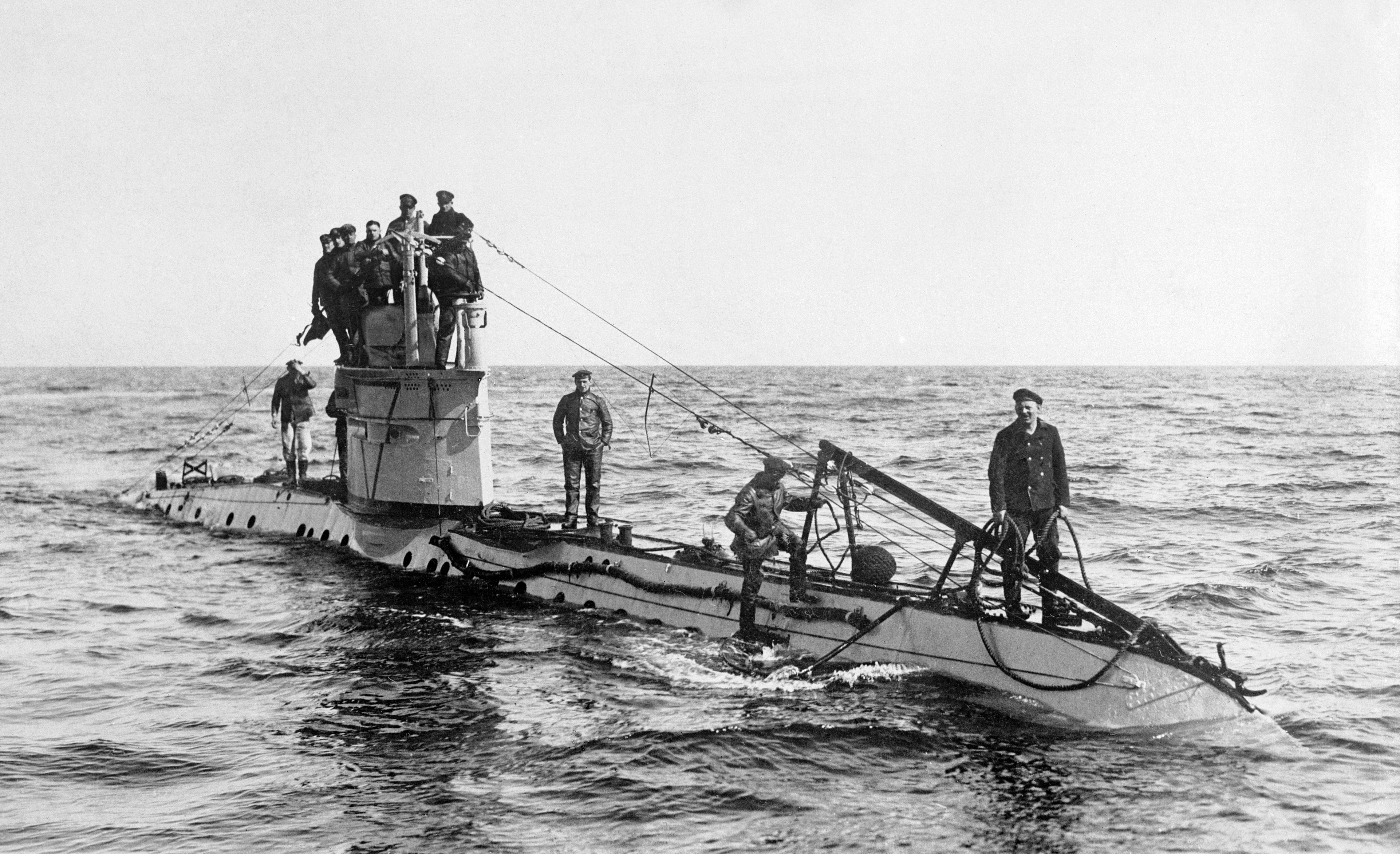
독일 UC-1급 제1차 세계 대전 잠수함. 함수에서 사령탑으로 이어지는 와이어는 점핑 와이어이다.

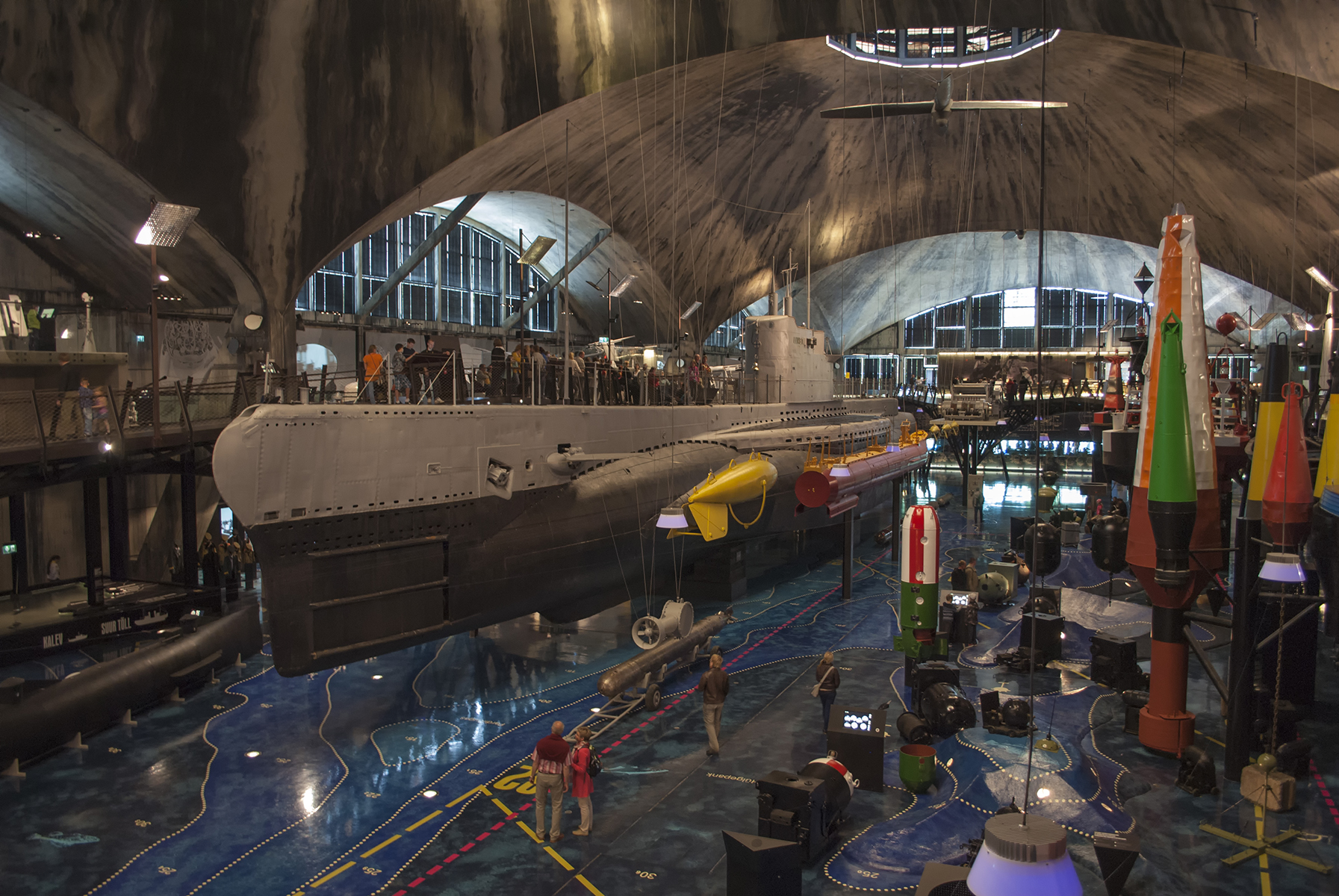
에스토니아 해양 박물관의. 렘비트는 전 세계에 남아 있는 유일한 기뢰 부설 잠수함이다.

제2차 세계 대전 이전과 동안 잠수함의 주요 역할은 대수상함전이었다. 잠수함은 수상에서는 갑판포로, 수중에서는 어뢰로 공격했다. 그들은 양차 세계 대전에서 연합군의 대서양 횡단 선박을 침몰시키는 데, 그리고 제2차 세계 대전에서 일본의 보급로와 태평양 해군 작전을 방해하는 데 특히 효과적이었다.
기뢰 부설 잠수함은 20세기 초에 개발되었다. 이 시설은 양차 세계 대전에서 사용되었다. 잠수함은 또한 은밀한 요원과 군사력을 특수 작전에 투입하고 회수하는 데, 정보 수집에, 그리고 섬에 대한 공중 공격 중 비행 승무원을 구조하는 데 사용되었는데, 이때 조종사들은 잠수함이 구조할 수 있도록 안전한 비상 착륙 장소를 알려주었다. 잠수함은 적대적인 수역을 통해 화물을 운반하거나 다른 잠수함의 보급선 역할을 할 수 있었다.
잠수함은 일반적으로 수면에서만 다른 잠수함을 찾아 공격할 수 있었지만, HMS Venturer는 양측이 잠수 상태에서 4개의 어뢰를 퍼부어 U-864를 침몰시키는 데 성공했다. 영국은 제1차 세계 대전에서 R급이라는 특수 대잠 잠수함을 개발했다. 제2차 세계 대전 이후, 유도 어뢰, 개선된 소나 시스템, 그리고 원자력 추진의 개발로 잠수함 또한 서로를 효과적으로 사냥할 수 있게 되었다.
잠수함 발사 탄도 미사일과 잠수함 발사 순항 미사일의 개발로 잠수함은 집속탄부터 핵무기에 이르는 다양한 무기로 지상 및 해상 목표물을 공격할 수 있는 상당하고 장거리 능력을 갖게 되었다.
잠수함의 주요 방어는 대양의 깊은 곳에 숨어 있을 수 있는 능력에 있다. 초기 잠수함은 그들이 내는 소리로 감지될 수 있었다. 물은 소리의 훌륭한 도체(공기보다 훨씬 낫다)이며, 잠수함은 비교적 소음이 많은 수상함을 장거리에서 탐지하고 추적할 수 있다. 현대 잠수함은 스텔스 기술에 중점을 두고 건조된다. 고급 프로펠러 설계, 광범위한 소음 감소 단열재, 그리고 특수 기계는 잠수함이 주변 해양 소음만큼 조용하게 유지되도록 도와 감지하기 어렵게 만든다. 현대 잠수함을 찾아 공격하는 데는 특수 기술이 필요하다.

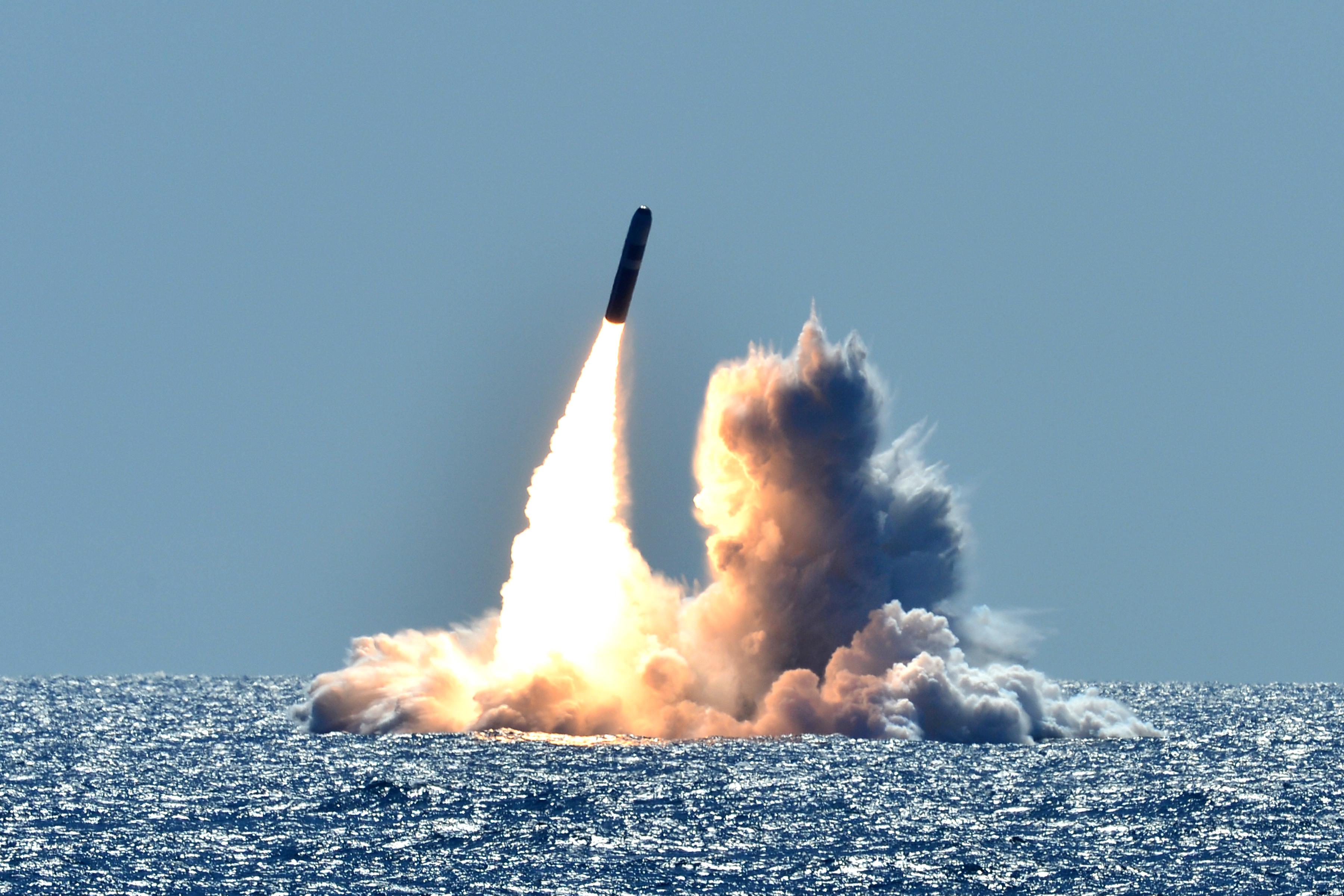
트라이던트 II D5는 가장 진보된 잠수함 발사 탄도 미사일 중 하나이다.

능동 소나는 탐색 장비에서 방출된 소리의 반사를 이용하여 잠수함을 탐지한다. 제2차 세계 대전 이후 수상함, 잠수함, 항공기(투하 부표 및 헬리콥터 "딥핑" 배열을 통해)에 의해 사용되었지만, 이는 방출자의 위치를 드러내고 대책에 취약하다.
숨겨진 군사 잠수함은 실제적인 위협이며, 그 스텔스 특성 때문에 적 해군이 광대한 해역을 수색하고 공격으로부터 선박을 보호하는 데 자원을 낭비하도록 강요할 수 있다. 이러한 이점은 1982년 포클랜드 전쟁에서 영국 원자력 잠수함 HMS Conqueror가 아르헨티나 순양함 General Belgrano를 침몰시켰을 때 생생하게 입증되었다. 침몰 후 아르헨티나 해군은 잠수함 공격에 대한 효과적인 방어가 없음을 인정했으며, 아르헨티나 수상 함대는 전쟁 기간 동안 항구로 철수했다. 그러나 아르헨티나 잠수함 한 척은 계속 해상에 남아 있었다.

### 민간
세계의 잠수함 대부분은 군용이지만, 관광, 탐험, 유전 및 가스 플랫폼 검사, 파이프라인 조사에 사용되는 민간 잠수함도 있다. 일부는 불법 활동에도 사용된다.
1959년 디즈니랜드에서 서브마린 보야지 놀이기구가 개장했지만, 수중으로 운행되었음에도 불구하고 궤도를 따라 움직이고 대기에 노출되어 있어 진정한 잠수함은 아니었다. 최초의 관광 잠수함은 1964년 엑스포64에서 운항을 시작한 Auguste Piccard였다. 1997년까지 전 세계에서 45척의 관광 잠수함이 운항 중이었다. 내파 심도가 400–500 피트 (120–150 m) 범위인 잠수함은 전 세계 여러 지역에서 운용되며, 일반적으로 바닥 깊이는 100 to 120 피트 (30 to 37 m) 정도이고, 50~100명의 승객을 수송할 수 있다.
일반적인 작동 방식은 수상선이 승객을 해상 운영 구역으로 운송하여 잠수함에 태우는 것이다. 잠수함은 자연 또는 인공 암초 구조물과 같은 수중 명소를 방문한다. 충돌 위험 없이 안전하게 부상하기 위해 잠수함의 위치는 공기 방출로 표시되며, 부상 이동은 지원 선박의 관찰자가 조정한다.
최근의 발전은 남미 마약 밀수업자들이 법 집행 당국의 탐지를 회피하기 위해 이른바 나르코 잠수함을 배치하는 것이다. 비록 그들이 가끔 진정한 잠수함을 배치하기도 하지만, 대부분은 반잠수정으로, 선박의 일부가 항상 수면 위에 남아 있다. 2011년 9월, 콜롬비아 당국은 승무원 5명을 수용할 수 있고 약 200만 달러의 비용이 드는 16m 길이의 잠수정을 압수했다. 이 선박은 FARC 반군 소유였으며 최소 7톤의 마약을 운반할 수 있었다.

민간 잠수함
메소스카프 오귀스트 피카르 모델메소스카프 오귀스트 피카르 모델
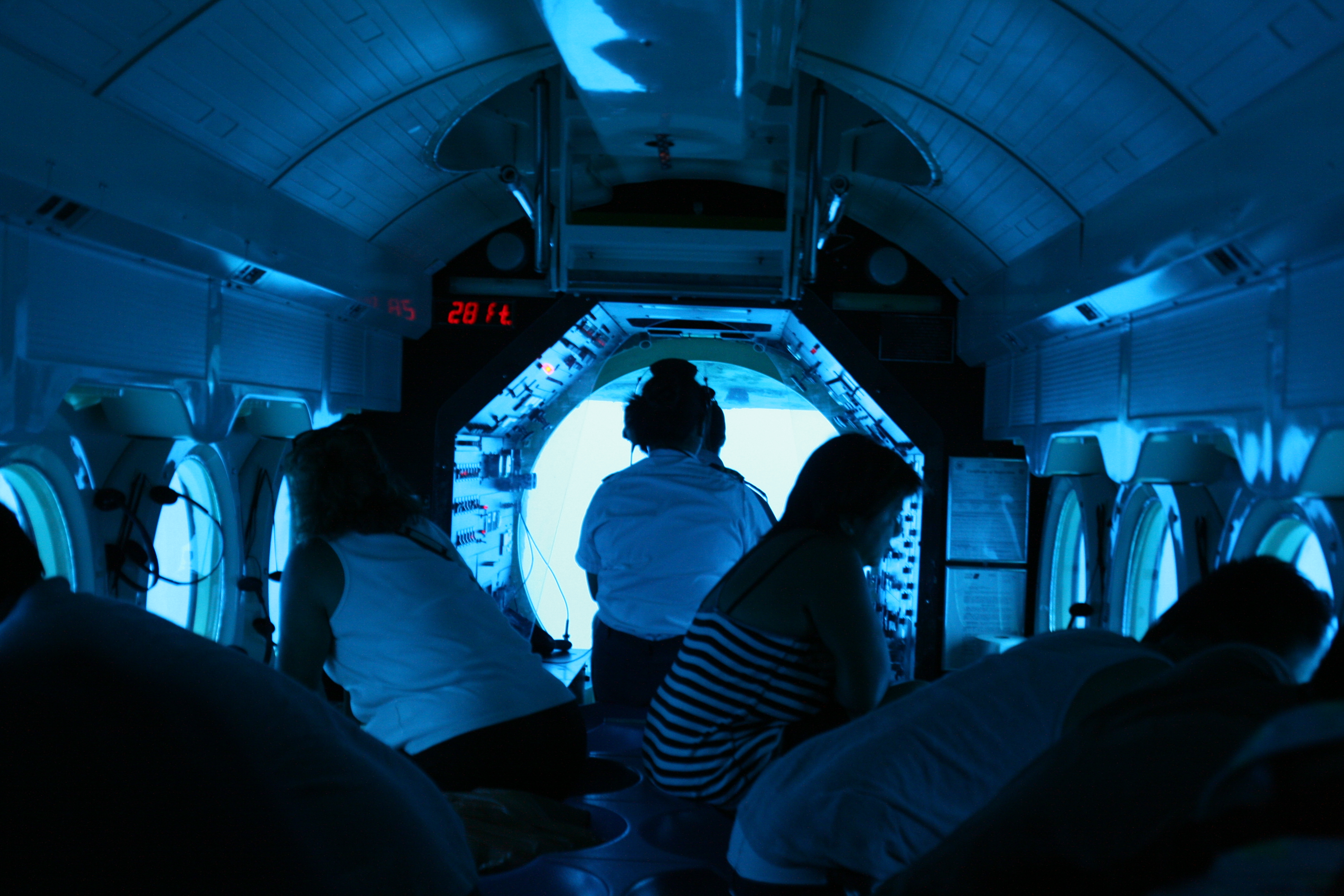
관광용 아틀란티스 잠수함의 내부(잠수 중)
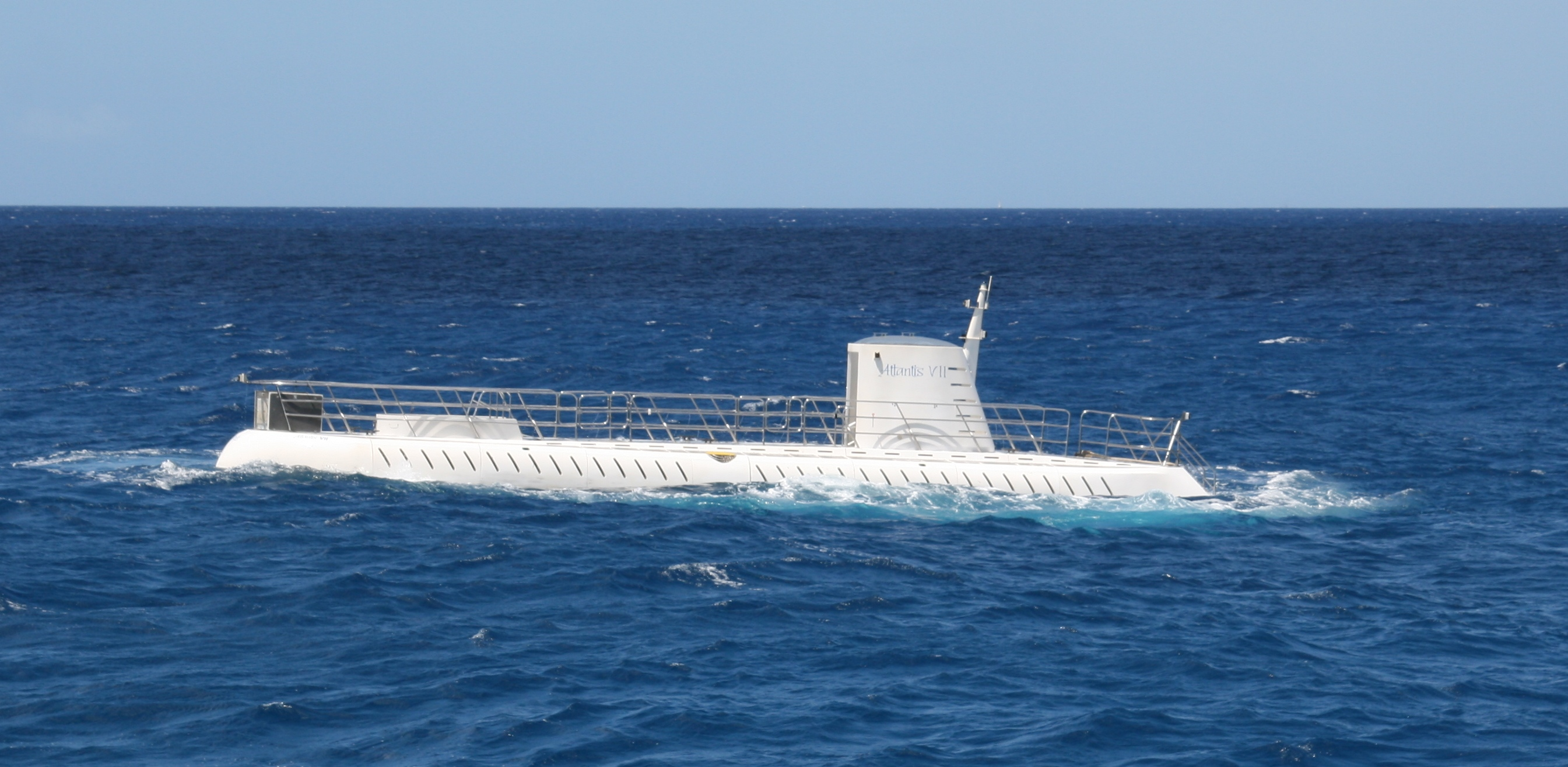
관광용 잠수함 아틀란티스

### 극지 작전

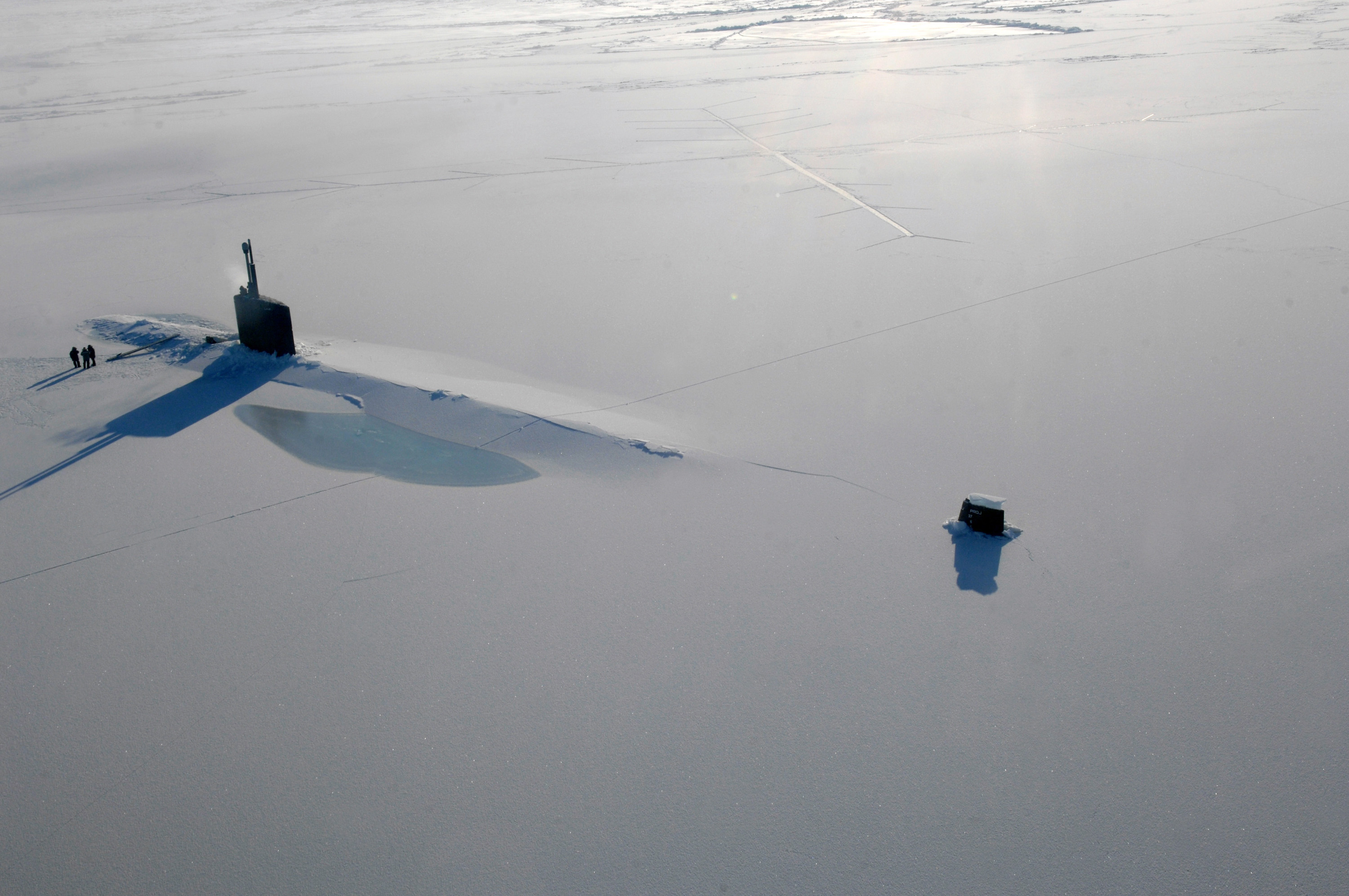
미국 해군 공격 잠수함 가 2009년 3월 21일 아이스 훈련 2009 중 1미터 두께의 얼음을 뚫고 부상한 후 북극해에 정박해 있다.

- 1903년 – 사이먼 레이크 잠수함 프로텍터가 로드아일랜드 뉴포트 해안의 얼음을 뚫고 부상했다.[53]
- 1930년 – USS O-12가 스피츠베르겐섬 근처 얼음 아래에서 작전했다.[53]
- 1937년 – 소련 잠수함 크라스노그바르제예츠가 덴마크 해협의 얼음 아래에서 작전했다.[53]
- 1941년~1945년 – 독일 U보트가 바렌츠해에서 랍테프해까지 얼음 아래에서 작전했다.[53]
- 1946년 – USS Atule가 오퍼레이션 나눅 중 데이비스 해협에서 상방 지향 음향 측심기를 사용했다.[53]
- 1946년~1947년 – USS Sennet가 남극 하이 점프 작전 중 얼음 아래 소나를 사용했다.[53]
- 1947년 – USS Boarfish가 축치해의 부빙 아래에서 상방 지향 에코 사운더를 사용했다.[53]
- 1948년 – USS Carp가 축치해의 폴리냐를 통해 수직 상승 및 하강 기법을 개발했다.[53]
- 1952년 – USS Redfish가 보퍼트해에서 확장된 상방 지향 음향 탐지 배열을 사용했다.[53]
- 1957년 – USS Nautilus가 스피츠베르겐섬 근처 북위 87도에 도달했다.[53]
- 1958년 8월 3일 – 노틸러스는 관성항법장치를 사용하여 북극점에 도달했다.[53]
- 1959년 3월 17일 – USS Skate가 북극 얼음을 뚫고 부상했다.[53]
- 1960년 – USS Sargo가 얕은(깊이 125 to 180 피트 or 38 to 55 미터) 베링-축치 대륙붕 아래 900 마일 (1,400 km)를 횡단했다.[53]
- 1960년 – USS Seadragon가 얼음 아래 북서항로를 횡단했다.[53]
- 1962년 – 소련 November급 submarine K-3 Leninsky Komsomol가 북극점에 도달했다.[53]
- 1970년 – USS Queenfish가 시베리아 대륙붕에 대한 광범위한 해저 매핑 조사를 수행했다.[54]
- 1971년 – HMS Dreadnought가 북극점에 도달했다.[53]
- USS Gurnard는 세 차례의 극지 훈련을 실시했다: 1976년(미국 배우 찰턴 헤스턴 승선), 1984년 USS Pintado와 합동 작전, 1990년 USS Seahorse와 합동 훈련.[55]
- 1986년 5월 6일 – USS Ray, USS Archerfish, USS Hawkbill가 북극점에서 만나 함께 부상했다. 극점에서의 최초 삼잠수함 부상이었다.[56]
- 1987년 5월 19일 – HMS Superb가 북극점에서 USS Billfish 및 USS Sea Devil에 합류했다.[57]
- 2007년 3월 – USS Alexandria가 트라팔가급 잠수함 HMS Tireless와 함께 북극해에서 미국 해군/영국 왕립 해군 합동 아이스 훈련 2007(ICEX-2007)에 참여했다.[58]
- 2009년 3월 – USS Annapolis가 북극 조건에서 잠수함 운용 능력과 전투 능력을 시험하기 위한 아이스 훈련 2009에 참가했다.[59]

## 기술

### 부력 및 트림

잠수함 조종면 및 트림 탱크를 보여주는 그림

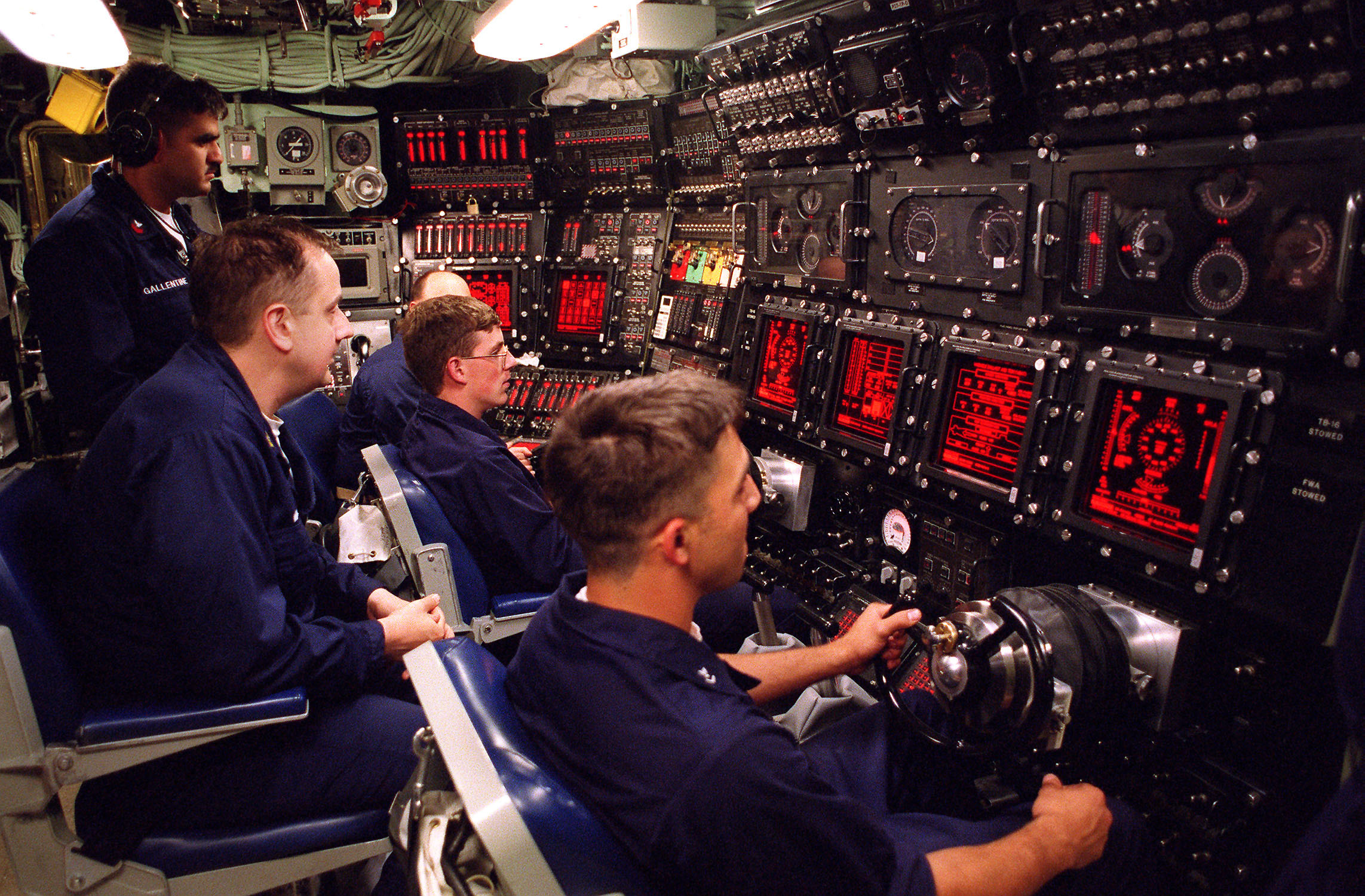
USS Seawolf (SSN-21) 함정 제어판, 조종면(플레인 및 방향타)용 요크, 그리고 탱크의 물과 함정 트림을 제어하는 밸러스트 제어판(배경)

모든 수상함과 수상으로 부상한 잠수함은 양의 부력 상태에 있어, 완전히 잠수했을 때 배제하는 물의 부피보다 무게가 적다. 수압으로 잠수하려면 선박은 자체 무게를 늘리거나 물의 배제량을 줄여 음의 부력을 가져야 한다. 배제량과 무게를 제어하기 위해 잠수함은 다양한 양의 물과 공기를 담을 수 있는 밸러스트 탱크를 가지고 있다.
일반적인 잠수 또는 부상을 위해 잠수함은 주변 압력 탱크인 주 밸러스트 탱크(MBT)를 사용하는데, 이 탱크는 잠수할 때는 물로 채워지고 부상할 때는 공기로 채워진다. 잠수 중에는 MBT가 일반적으로 침수 상태를 유지하여 설계를 단순화하고, 많은 잠수함에서 이 탱크는 경선체와 압력 선체 사이 공간의 일부이다. 심도를 더 정밀하게 제어하기 위해 잠수함은 더 작은 심도 제어 탱크(DCT)를 사용하는데, 이는 단단한 탱크(더 높은 압력을 견딜 수 있는 능력 때문에) 또는 트림 탱크라고도 불린다. 이들은 가변 부력 압력 용기로, 일종의 부력 제어 장치이다. 심도 제어 탱크의 물 양은 수압적으로 심도를 변경하거나 외부 조건(주로 물 밀도)이 변함에 따라 일정한 심도를 유지하도록 조절할 수 있다. 심도 제어 탱크는 트림에 미치는 영향을 최소화하기 위해 잠수함의 무게 중심 근처에 위치하거나, 물의 이동을 통해 정적 트림을 조절할 수 있도록 선체 길이를 따라 분리되어 있을 수 있다.
잠수 시 잠수함 선체에 가해지는 수압은 강철 잠수함의 경우 4 MPa (580 psi)까지, K-278 Komsomolets와 같은 타이타늄 잠수함의 경우 10 MPa (1,500 psi)까지 도달할 수 있으며, 내부 압력은 상대적으로 변하지 않는다. 이러한 차이는 선체 압축을 초래하여 배제량을 감소시킨다. 수압과 염분이 높을수록 물 밀도도 깊이에 따라 미미하게 증가한다. 이러한 밀도 변화는 선체 압축을 불완전하게 보상하므로, 깊이가 증가함에 따라 부력은 감소한다. 잠수된 잠수함은 불안정한 평형 상태에 있으며, 가라앉거나 표면으로 떠오르는 경향이 있다. 일정한 깊이를 유지하려면 심도 제어 탱크나 조종면의 지속적인 작동이 필요하다.
중립 부력 상태의 잠수함은 본질적으로 트림이 안정적이지 않다. 원하는 종 방향 트림을 유지하기 위해 잠수함은 전방 및 후방 트림 탱크를 사용한다. 펌프는 탱크 사이에서 물을 이동시켜 중량 분포를 변경하고 잠수함을 위아래로 기울인다. 유사한 시스템을 사용하여 횡 방향 트림을 유지할 수도 있다.

### 조종면

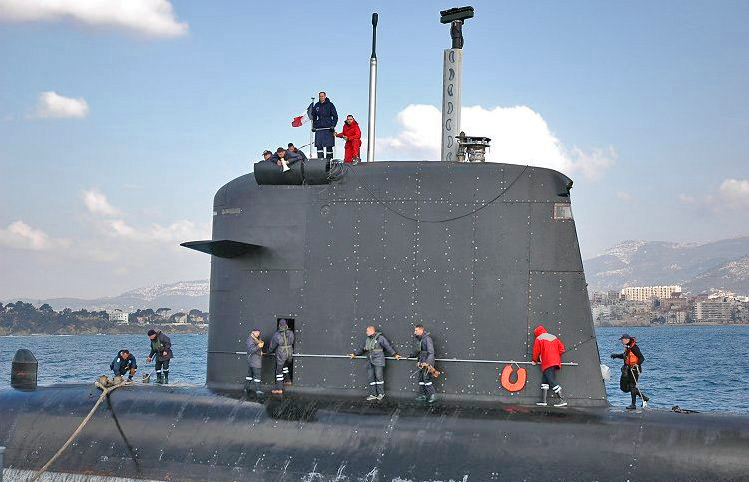
프랑스 핵잠수함 의 세일; 잠수타륜, 위장 (과학)된 마스트, 잠망경, 전자전 마스트, 해치, 그리고 죽은 빛에 주목한다.

가변 밸러스트 탱크의 정수압 효과만이 수중에서 잠수함을 제어하는 유일한 방법은 아니다. 유체역학적 기동은 여러 조종면에 의해 이루어지며, 이를 통틀어 잠수타륜 또는 수중타라고 부르는데, 잠수함이 충분한 속도로 종방향으로 움직일 때 유체역학적 힘을 생성하기 위해 움직일 수 있다. 고전적인 십자형 선미 배치에서 수평 선미타는 트림 탱크와 동일한 목적을 가지며 트림을 제어한다. 대부분의 잠수함은 추가로 전방 수평타를 가지고 있는데, 1960년대까지는 일반적으로 함수에 위치했지만, 이후 설계에서는 무게 중심에 더 가깝고 트림에 미치는 영향이 적게 심도를 제어할 수 있는 세일에 위치하는 경우가 많다.

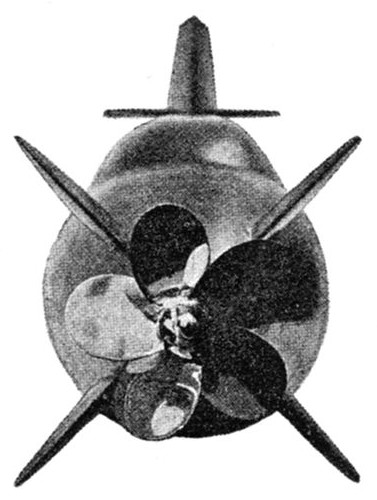
스웨덴 잠수함 HMS 셰외르멘 모델의 후면도. X-선미를 특징으로 하는 최초의 양산형 잠수함이다.

잠수함의 선미에 조종면을 배치하는 명확한 방법은 수직 조종면으로 요(yaw)를 제어하고 수평 조종면으로 피치(pitch)를 제어하는 것으로, 이는 선박의 후미에서 볼 때 십자형 모양을 이룬다. 오랫동안 지배적인 이 배치에서 수평 조종면은 트림과 심도를 제어하는 데 사용되며, 수직 조종면은 수상함의 방향타처럼 측면 기동을 제어하는 데 사용된다.
대안적으로, 후방 조종면은 X-선미 또는 X-형 방향타로 알려진 형태로 결합될 수 있다. 덜 직관적이지만, 이러한 구성은 전통적인 십자형 배치보다 여러 가지 이점을 가지는 것으로 밝혀졌다. 첫째, 수평 및 수직 방향으로 기동성을 향상시킨다. 둘째, 해저에 착륙하거나 이탈할 때, 그리고 정박 및 이탈 시 조종면이 손상될 가능성이 적다. 마지막으로, 두 대각선 중 하나가 우발적으로 막힐 경우 수직 및 수평 운동에 대해 다른 하나를 상쇄할 수 있다는 점에서 더 안전하다.

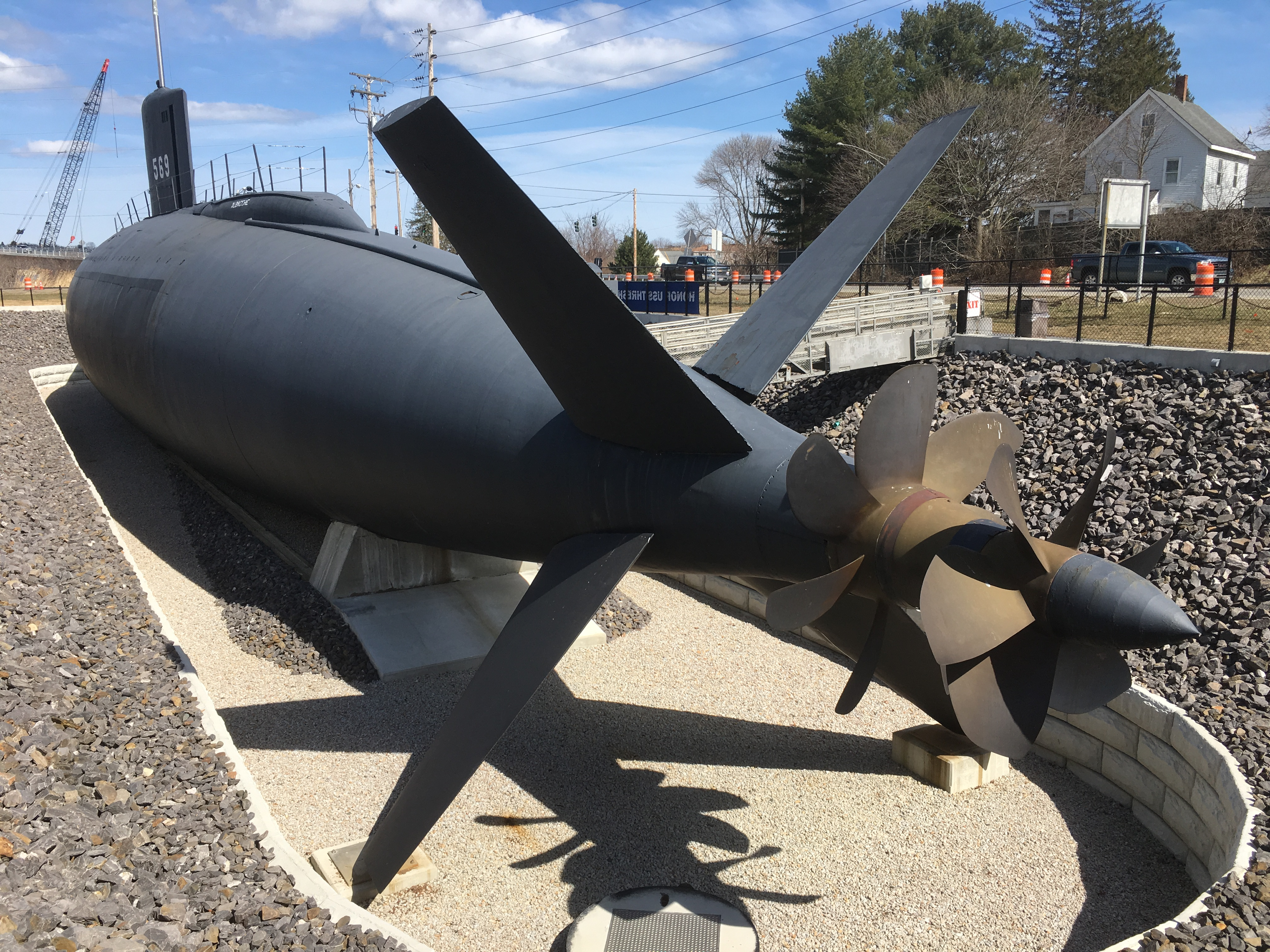
USS 앨버코어, 실제로 X-러더를 사용한 최초의 잠수함으로, 현재 뉴햄프셔주 포츠머스에 전시되어 있다.

X-선미는 1960년대 초 미국 해군의 실험용 잠수함인 USS 앨버코어 (AGSS-569)에서 처음 시도되었다. 이러한 배치가 유리하다는 것이 밝혀졌음에도 불구하고, 조종면을 원하는 효과로 조작하기 위해 컴퓨터 사용이 필요하다는 사실 때문에 이후 미국 생산 잠수함에는 사용되지 않았다. 대신, 표준 작전에서 X-선미를 처음 사용한 것은 스웨덴 해군으로, 1967년에 진수된 셰외르멘급의 선두 잠수함이 앨버코어의 시험 운행이 끝나기도 전에 사용되었다. 실제로 매우 잘 작동하는 것으로 밝혀졌기 때문에, 이후의 모든 스웨덴 잠수함급(내켄급 잠수함, 베스테르예틀란드급 잠수함, 고틀란드급 잠수함, 그리고 블레킹게급 잠수함)은 X-러더를 장착했거나 장착할 예정이다.

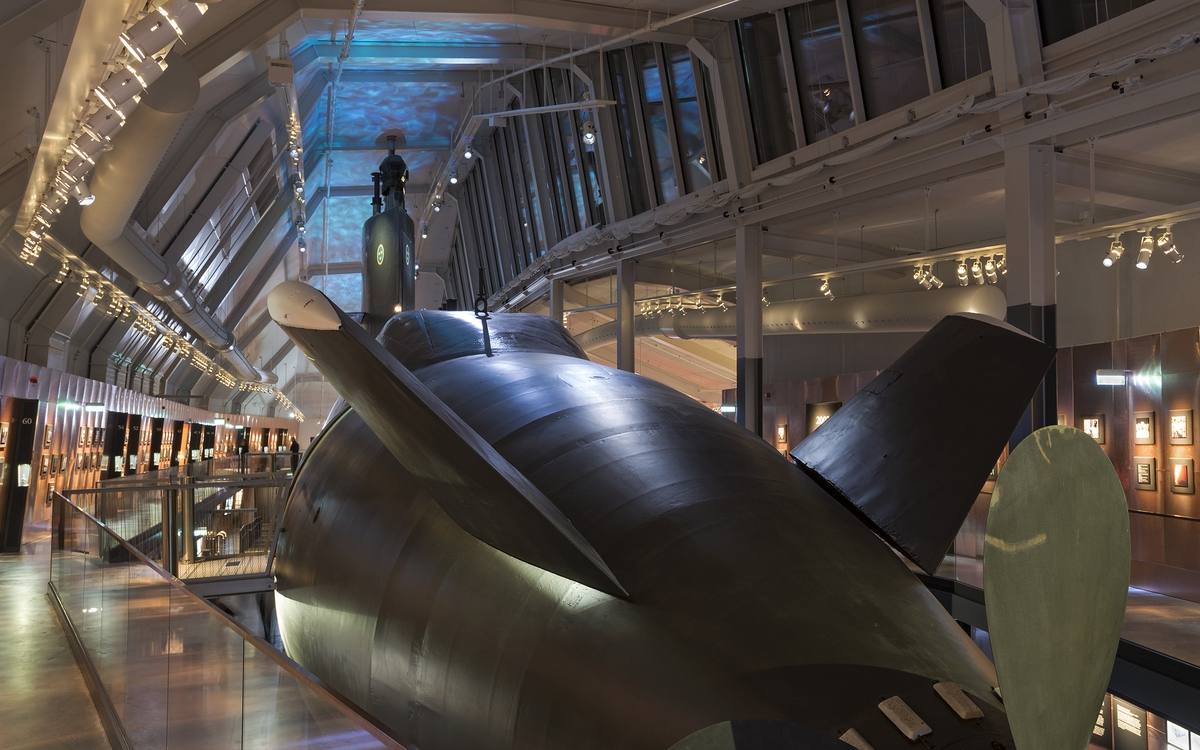
HMS 넵툰의 X-러더. 1980년부터 1998년까지 스웨덴 해군에서 운용된 내켄급 잠수함으로, 현재 칼스크로나의 해양 박물관에 전시되어 있다.

사브 코쿰스 조선소는 스웨덴 잠수함의 X-선미 설계에 책임이 있었으며, 결국 콜린스급 잠수함과 소류급 잠수함으로 호주와 일본에 수출했다. 212형의 도입으로 독일과 이탈리아 해군 또한 이를 채택했다. 콜럼비아급 잠수함, 드레드노트급 잠수함, 그리고 바라쿠다급을 보유한 미국 해군, 영국 해군, 프랑스 해군 모두 X-선미 계열에 합류할 예정이다. 따라서 2020년대 초의 상황으로 판단할 때, X-선미는 지배적인 기술이 될 예정이다.
잠수함이 비상 부상 시에는 모든 심도 및 트림 제어 방식이 동시에 사용되며, 보트를 위로 추진하는 것도 함께 이루어진다. 이러한 부상은 매우 빨라서 선박이 부분적으로 물 밖으로 튀어 나올 수도 있으며, 이는 잠수함 시스템에 잠재적인 손상을 줄 수 있다.

### 선체

#### 개요

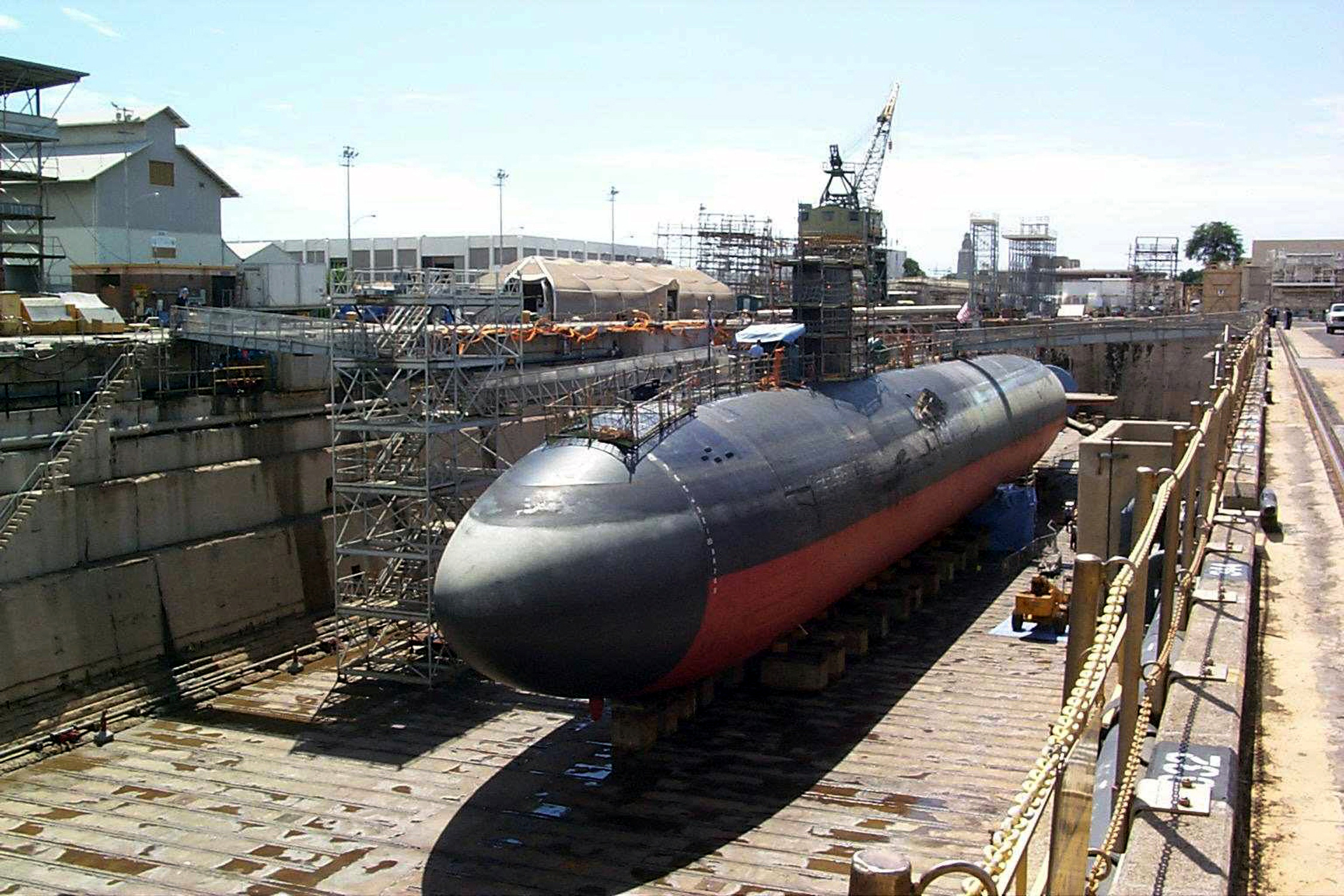
미국 해군 로스앤젤레스급 잠수함 가 드라이독에 들어서 있는 모습으로, 시가 모양의 선체를 보여준다.

현대 잠수함은 시가 모양이다. 이러한 디자인은 아주 초기 잠수함에서도 사용되었으며, 때로는 "눈물방울 선체"라고도 불린다. 이 디자인은 잠수함이 잠수했을 때 항력을 줄여주지만, 해상 성능을 저하시키고 수상 운항 시 항력을 증가시킨다. 초기 잠수함의 추진 시스템 한계로 인해 대부분의 시간을 수상에서 운용해야 했으므로, 그들의 선체 디자인은 타협의 산물이었다. 이들 잠수함의 느린 수중 속도(보통 10kt(18km/h) 미만) 때문에 수중 이동 시 항력 증가는 허용될 만했다. 제2차 세계 대전 말기에 기술 발전으로 더 빠르고 긴 수중 작전이 가능해졌고 항공기 감시가 잠수함을 수중으로 머물도록 강요하면서, 항력과 소음을 줄이기 위해 선체 디자인은 다시 눈물방울 모양으로 돌아왔다. USS Albacore (AGSS-569)는 현대 잠수함의 미국식 눈물방울 선체 형태(때로는 "앨버코어 선체"라고도 함)를 개척한 독특한 연구 잠수함이었다. 현대 군용 잠수함의 외피는 탐지를 줄이기 위해 소음 흡수 고무층 또는 무반향 타일로 덮여 있다.
심해 잠수함(예: DSV Alvin)의 유인 내압 선체는 원통형 대신 구형이다. 이는 응력의 보다 균등한 분포와 외부 압력을 견디기 위한 재료의 효율적인 사용을 가능하게 하며, 구조적 중량에 대한 최대 내부 부피를 제공하고 압축에서 좌굴 불안정성을 피하는 가장 효율적인 형태이기 때문이다. 일반적으로 내압 선체 외부에 프레임이 부착되어 밸러스트 및 트림 시스템, 과학 계측기, 배터리 팩, 신택틱 폼, 조명 등을 부착할 수 있도록 한다.
표준 잠수함 상단의 돌출된 탑은 잠망경과 전자 마스트를 수용하며, 여기에는 라디오, 레이더, 전자전, 기타 시스템이 포함될 수 있다. 또한 스노클 마스트도 포함될 수 있다. 초기 잠수함의 많은 클래스(역사 참조)에서는 제어실 또는 "conn"이 이 탑 안에 위치했으며, 이를 "사령탑"이라고 불렀다. 그 이후로 conn은 잠수함 선체 안에 위치하게 되었으며, 탑은 이제 "세일" 또는 "핀"이라고 불린다. conn은 수상 작전 시 관측용으로 사용되는 세일 상단의 작은 개방형 플랫폼인 "브릿지"와는 구별된다.
"배스튜"는 사령탑과 관련이 있지만, 더 작은 잠수함에 사용된다. 배스튜는 파도가 직접 선실로 들어오는 것을 막는 해치 주변의 금속 원통이다. 이는 수상으로 부상한 잠수함이 건현이 제한적이기 때문에, 즉 물에 낮게 떠 있기 때문에 필요하다. 배스튜는 선박이 침수되는 것을 방지하는 데 도움이 된다.

#### 단일 선체 및 이중 선체

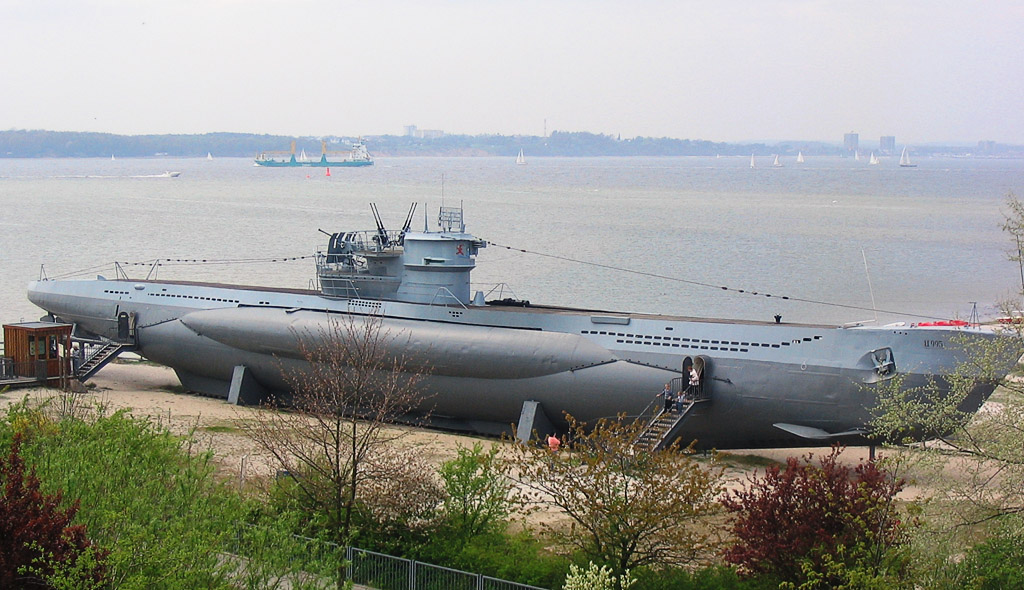
, 제2차 세계 대전의 VII C/41형 U보트. 수상 항해를 위한 외피의 선박 같은 선형이 원통형 압력 선체 구조물과 조화롭게 연결되어 있다.

현대 잠수함과 잠수정은 초기 모델과 마찬가지로 일반적으로 단일 선체를 가지고 있다. 대형 잠수함은 일반적으로 외부에 추가 선체 또는 선체 부분을 가지고 있다. 이 외부 선체는 실제로 잠수함의 형태를 형성하며, 외피(케이싱 in the Royal Navy) 또는 경선체라고 불리는데, 압력차를 견딜 필요가 없기 때문이다. 외피 안에는 해수압을 견디고 내부에 정상 대기압이 유지되는 강력한 선체 또는 압력 선체가 있다.
제1차 세계 대전 초기에 압력을 견디는 최적의 형태가 해상 성능과 표면에서의 최소 항력에 대한 최적의 형태와 충돌하며, 건설상의 어려움이 문제를 더욱 복잡하게 한다는 사실이 밝혀졌다. 이는 타협적인 형태로 해결되거나, 두 개의 층으로 된 선체를 사용하여 해결되었다: 압력을 견디는 내부 강도 선체와 유체역학적 형태를 위한 외부 페어링. 제2차 세계 대전 말까지 대부분의 잠수함은 상부, 함수 및 선미에 더 얇은 금속으로 만들어진 추가적인 부분 외피를 가지고 있었는데, 이는 잠수 시 침수되었다. 독일은 현대 잠수함의 일반적인 선구자인 21형에서 한 걸음 더 나아가 압력 선체가 경선체 내부에 완전히 둘러싸여 있었지만, 이전 설계가 표면 작전에 최적화된 것과는 달리 잠수 항해에 최적화되었다.

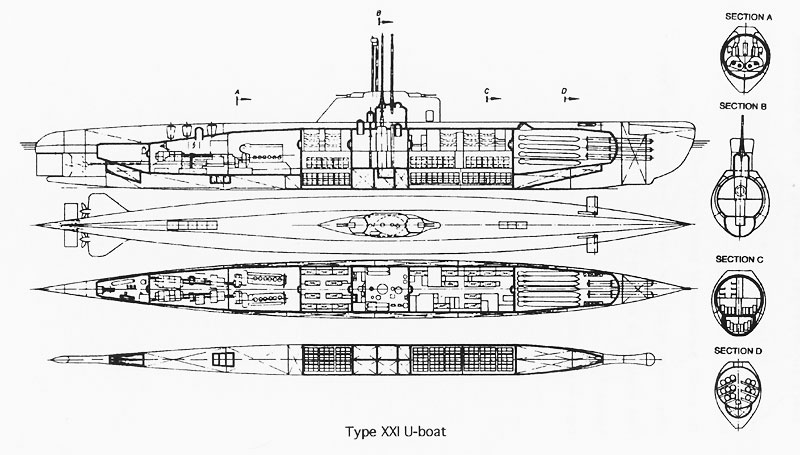
독일 21형 잠수함, 제2차 세계 대전 후반. 압력 선체가 경선체 내부에 거의 완전히 둘러싸여 있다.

제2차 세계 대전 이후 접근 방식이 나뉘었다. 소련은 독일의 발전을 토대로 설계를 변경했다. 제2차 세계 대전 이후의 모든 대형 소련 및 러시아 잠수함은 이중 선체 구조로 건조되었다. 미국과 대부분의 다른 서방 잠수함은 주로 단일 선체 접근 방식으로 전환했다. 이들 잠수함은 여전히 주 밸러스트 탱크를 수용하고 유체역학적으로 최적화된 형태를 제공하는 함수와 선미에 경선체 부분을 가지고 있지만, 주요 원통형 선체 부분은 단일 선체판 층만 가지고 있다. 이중 선체는 향후 미국의 잠수함에 탑재 용량, 스텔스 성능 및 항속 거리를 개선하기 위해 고려되고 있다.

#### 압력 선체

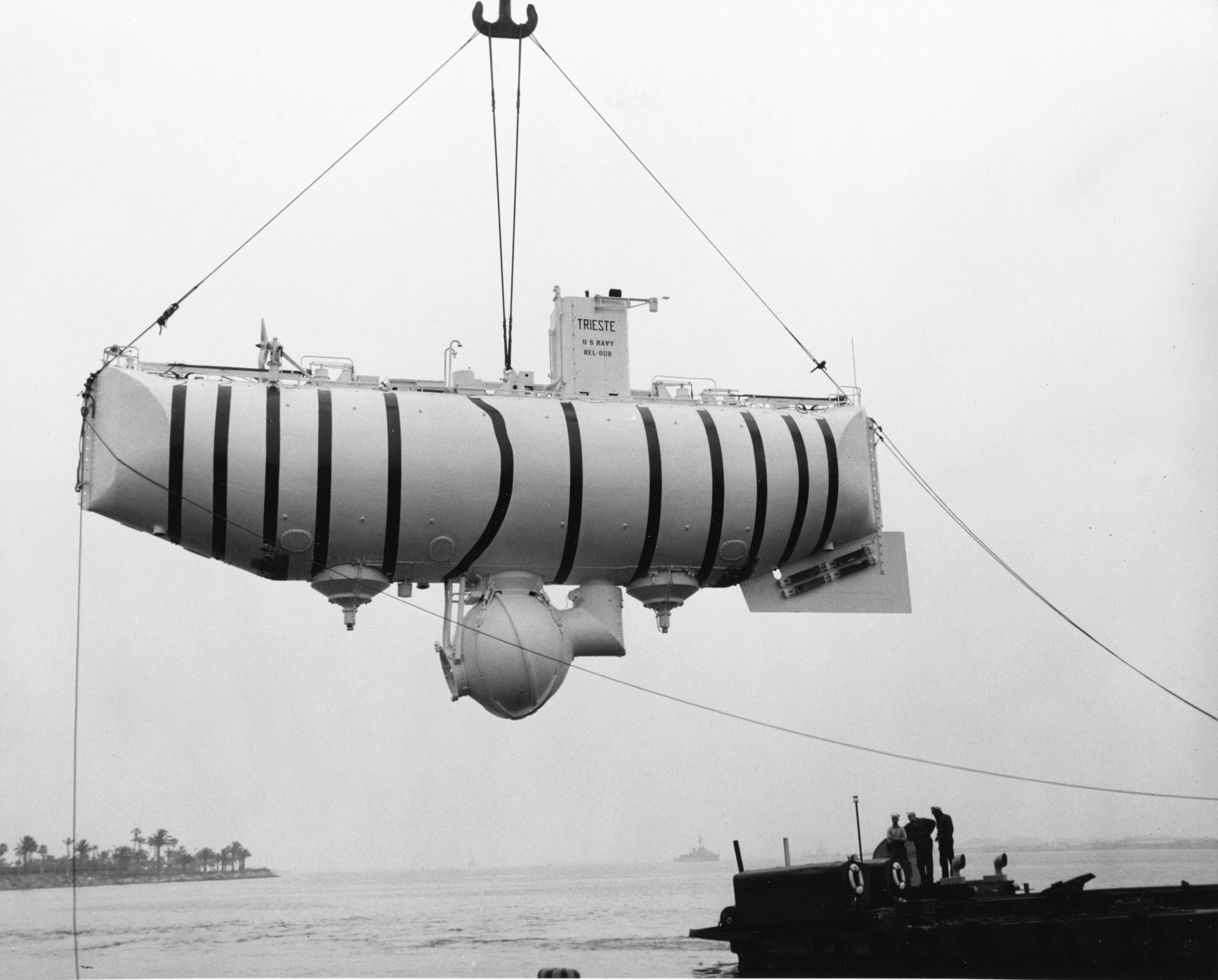
1960년, 자크 피카르와 돈 월시는 오귀스트 피카르가 설계한 에서 세계 대양의 가장 깊은 부분과 지구 표면 지각의 가장 깊은 지점인 챌린저 해연을 탐험한 최초의 사람들이었다.

압력 선체는 일반적으로 복잡한 구조와 높은 강도 여유를 가진 두꺼운 고강도 강철로 만들어지며, 방수 격벽에 의해 여러 구획으로 나뉜다. 또한 잠수함에는 두 개 이상의 선체가 있는 경우도 있는데, 예를 들어 Typhoon급는 두 개의 주 압력 선체와 제어실, 어뢰, 조타 장비용 세 개의 작은 선체를 가지고 있으며, 주 선체 사이에 미사일 발사 시스템이 있고, 이 모든 것이 외부의 유체역학적 경선체에 둘러싸여 지지된다. 잠수 시 압력 선체는 전체 선박의 대부분의 부력을 제공한다.
잠수심도는 쉽게 늘릴 수 없다. 단순히 선체를 두껍게 하는 것은 구조적 중량을 증가시키고 탑재 장비 중량을 줄여야 하며, 직경을 늘리는 것은 동일한 재료와 구조에 대해 두께를 비례적으로 증가시켜야 하며, 궁극적으로는 바티스카프처럼 자체 중량을 지탱할 충분한 부력을 갖지 못하는 압력 선체가 된다. 이는 민간 연구 잠수정에게는 허용되지만, 기능을 수행하기 위해 많은 장비, 승무원 및 무기를 운반해야 하는 군용 잠수함에게는 허용되지 않는다. 더 큰 비강도와 비탄성률을 가진 건설 재료가 필요하다.
제1차 세계 대전 잠수함은 탄소강으로 만들어진 선체를 가졌으며 최대 100-미터 (330 ft)의 심도였다. 제2차 세계 대전 중에는 고강도 합금 강철이 도입되어 200-미터 (660 ft)의 심도가 가능해졌다. 고강도 합금 강철은 오늘날에도 잠수함의 주요 재료로 남아 있으며, 250–400-미터 (820–1,310 ft)의 심도를 가지며, 이는 설계 타협 없이는 군용 잠수함에서 초과할 수 없다. 그 한계를 초과하기 위해 몇몇 잠수함은 타이타늄 선체로 건조되었다. 타이타늄 합금은 강철보다 강하고 가벼우며, 가장 중요한 것은 더 높은 침수 비강도와 비탄성률을 가진다는 점이다. 타이타늄은 또한 강자성을 띠지 않아 스텔스에 중요하다. 타이타늄 잠수함은 특수 고강도 합금을 개발한 소련에 의해 건조되었다. 소련은 여러 종류의 타이타늄 잠수함을 생산했다. 타이타늄 합금은 심도를 크게 증가시키지만, 다른 시스템도 이에 대처하도록 재설계되어야 하므로, 시험 심도는 가장 깊이 잠수하는 전투 잠수함인 Soviet submarine K-278 Komsomolets의 경우 1,000 미터 (3,300 ft)로 제한되었다. 알파급 잠수함은 1,300 미터 (4,300 ft)에서 성공적으로 작동했을 수 있지만, 그러한 깊이에서의 연속적인 작동은 많은 잠수함 시스템에 과도한 스트레스를 줄 것이다. 타이타늄은 강철처럼 쉽게 구부러지지 않으며, 많은 잠수 주기 후에 취약해질 수 있다. 이러한 이점에도 불구하고, 타이타늄 건설의 높은 비용은 냉전이 끝남에 따라 타이타늄 잠수함 건설의 포기로 이어졌다. 심해 민간 잠수함은 두꺼운 아크릴 압력 선체를 사용했다. 아크릴의 비강도와 비탄성률은 그다지 높지 않지만, 밀도가 1.18g/cm3에 불과하여 물보다 아주 약간만 밀도가 높으며, 두께 증가로 인한 부력 손실이 그에 상응하게 낮다.
현재까지 가장 깊은 심해 잠수정 (DSV)은 트리에스테이다. 1959년 10월 5일, 트리에스테는 화물선 산타 마리아를 타고 괌을 향해 샌디에이고를 출발하여 마리아나 해구에서 일련의 매우 깊은 잠수를 하는 넥턴 프로젝트에 참여했다. 1960년 1월 23일, 트리에스테는 자크 피카르(오귀스트 피카르의 아들)와 미 해군 중위 돈 월시를 태우고 챌린저 해연(마리아나 해구의 가장 깊은 남부 지역)의 해저에 도달했다. 이는 유인 또는 무인 선박이 지구 해양의 가장 깊은 지점에 도달한 최초의 사례였다. 탑재 시스템은 11,521 미터 (37,799 ft)의 깊이를 나타냈지만, 이는 나중에 10,916 미터 (35,814 ft)로 수정되었고, 1995년의 더 정확한 측정에서는 챌린저 해연이 약간 더 얕은 10,911 미터 (35,797 ft)로 나타났다.
압력 선체는 필요한 잠수 심도에서 압력을 견뎌야 하므로 제작이 어렵다. 선체 단면이 완벽하게 원형일 경우 압력은 균등하게 분산되어 선체 압축만 유발한다. 모양이 완벽하지 않으면 선체는 일부 지점에서 더 많이 변형되며, 좌굴 불안정성이 일반적인 고장 모드이다. 불가피한 사소한 편차는 보강 링으로 보강되지만, 완벽한 원형에서 1인치(25mm)만 벗어나도 최대 수압 하중이 30% 이상 감소하여 결과적으로 잠수 심도가 줄어든다. 따라서 선체는 고정밀로 제작되어야 한다. 모든 선체 부품은 결함 없이 용접되어야 하며, 모든 이음새는 다양한 방법으로 여러 번 확인되어 현대 잠수함의 높은 비용에 기여한다. (예를 들어, 각 버지니아급 잠수함 공격 잠수함은 26억 달러가 들며, 영국톤 당 20만 달러 이상이 든다.)

### 추진

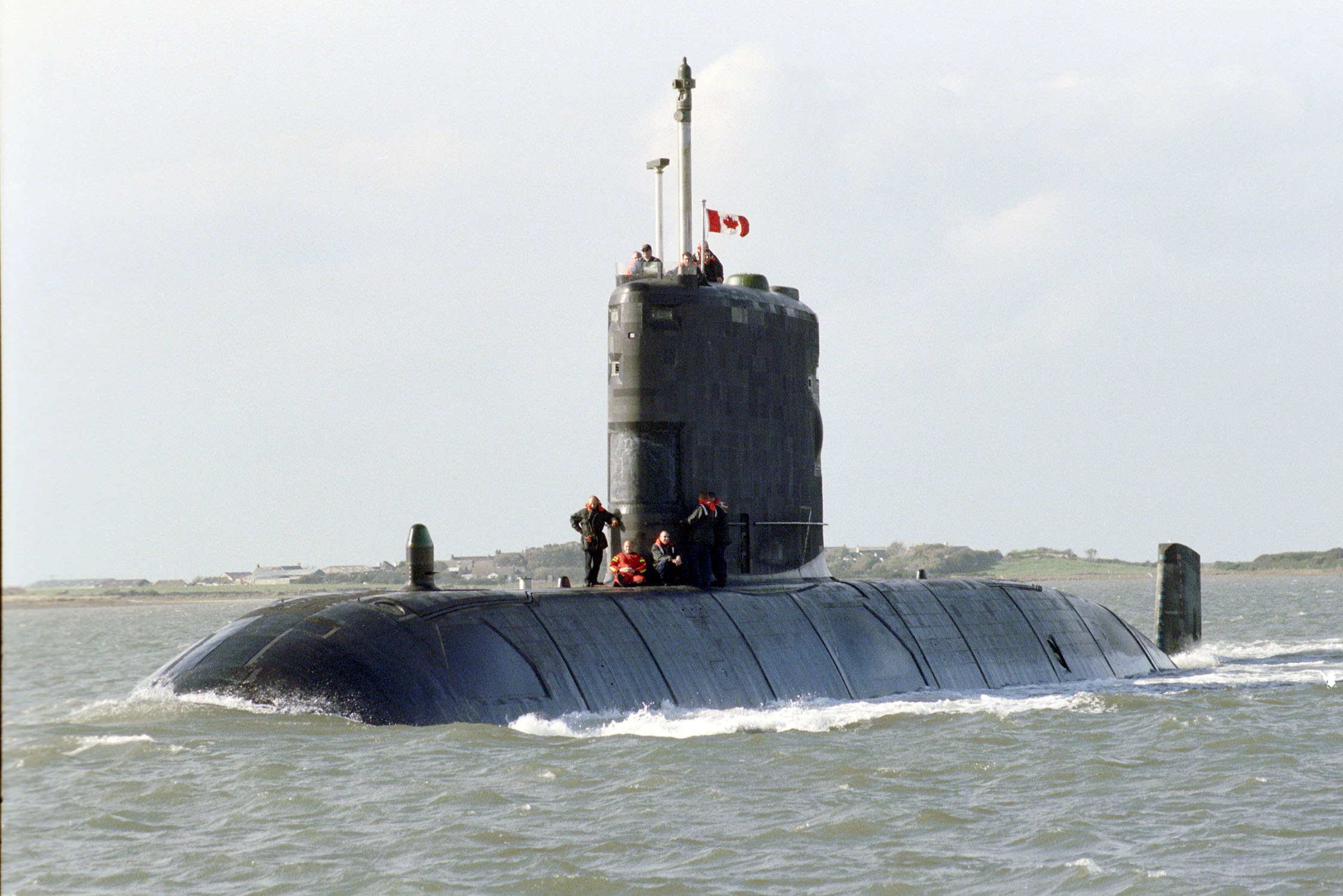
캐나다 왕립 해군의 빅토리아급 잠수함 디젤-전기 헌터-킬러 잠수함인

최초의 잠수함은 인간의 힘으로 추진되었다. 기계적으로 구동되는 최초의 잠수함은 1863년 프랑스 Plongeur로, 압축공기를 추진에 사용했다. 무산소 추진은 1864년 스페인의 이크티네오 2세에 의해 처음 사용되었는데, 이는 아연, 이산화 망가니즈, 그리고 염소산 칼륨 용액을 사용하여 증기 엔진을 구동할 충분한 열을 발생시키면서 승무원에게 산소를 공급했다. 유사한 시스템은 1940년 독일 해군이 실험용 V-80 잠수함과 이후 해군 U-791 및 XVII형 잠수함에 헬무트 발터 터빈이라는 과산화 수소 기반 시스템을 시험할 때까지 다시 사용되지 않았다. 이 시스템은 1958년에 완성된 영국 Explorer급을 위해 더욱 개발되었다.
원자력 추진이 등장하기 전까지 20세기 대부분의 잠수함은 수중 운항을 위해 전동기와 배터리를 사용했으며, 수상에서는 내연기관을 사용하여 배터리를 재충전했다. 초기 잠수함은 휘발유 엔진을 사용했지만, 이는 인화성 감소와 디젤 엔진의 연료 효율성 개선 및 그에 따른 항속 거리 증가로 인해 빠르게 등유 엔진으로, 그리고 다시 경유 엔진으로 바뀌었다. 디젤과 전기 추진의 조합이 표준이 되었다.
처음에 내연기관과 전동기는 대부분의 경우 동일한 축에 연결되어 둘 다 직접 프로펠러를 구동할 수 있었다. 내연기관은 선미 부분의 전면에 배치되었고 그 뒤에 전동기가 이어졌으며 그 뒤에 프로펠러 축이 있었다. 엔진은 클러치로 모터에 연결되었고 모터는 다른 클러치로 프로펠러 축에 연결되었다.
후방 클러치만 맞물리면 전동기가 프로펠러를 구동할 수 있었고, 이는 완전히 잠수하여 운용할 때 필요했다. 두 클러치가 모두 맞물리면 내연기관이 프로펠러를 구동할 수 있었고, 이는 수상에서 운용할 때 또는 나중에 스노클링할 때 가능했다. 이 경우 전동기는 발전기 역할을 하여 배터리를 충전하거나, 충전이 필요 없을 경우 자유롭게 회전하도록 허용되었다. 전방 클러치만 맞물리면 내연기관이 전동기를 발전기로 구동하여 동시에 프로펠러를 움직일 필요 없이 배터리를 충전할 수 있었다.
모터는 축에 여러 개의 전기자를 가질 수 있었고, 이들은 저속에서는 직렬로, 고속에서는 병렬로 전기적으로 연결될 수 있었다(이러한 연결을 각각 "그룹 다운"과 "그룹 업"이라고 불렀다).

#### 디젤–전기 추진

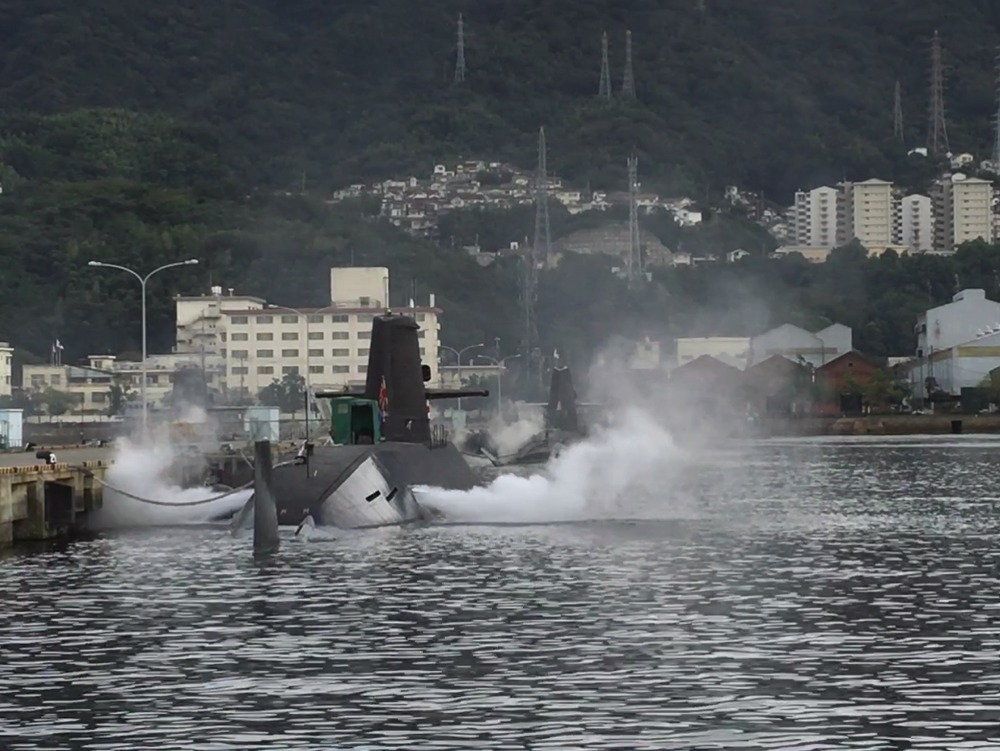
해상자위대 잠수함 배터리 충전 중

대부분의 초기 잠수함은 내연기관과 프로펠러 사이에 직접적인 기계적 연결을 사용했지만, 초기 단계부터 대체 솔루션이 고려되고 구현되었다. 이 솔루션은 내연기관의 작업을 전용 발전기를 통해 먼저 전기 에너지로 변환하는 것이다. 이 에너지는 전동기를 통해 프로펠러를 구동하는 데 사용되며, 필요한 경우 배터리 충전에도 사용된다. 이 구성에서 전동기는 공기가 있어 내연기관도 사용할 수 있는지 여부와 관계없이 항상 프로펠러를 구동하는 역할을 한다.
이 대체 솔루션의 선구자 중 하나는 1904년에 진수된 스웨덴 해군의 최초 잠수함인 HSwMS Hajen (1904)(나중에 Ub no 1로 개명)이었다. 이 잠수함의 설계는 일반적으로 미국 해군이 최초로 취역한 잠수함인 USS 홀란드에서 영감을 받았지만, 최소한 세 가지 중요한 방식으로 홀란드와 달랐다: 잠망경을 추가하고, 휘발유 엔진을 세미디젤 엔진(열구 엔진으로 주로 등유를 연료로 사용하도록 고안되었으며, 나중에 진정한 디젤 엔진으로 교체됨)으로 교체했으며, 내연기관과 프로펠러 사이의 기계적 연결을 끊고 대신 전용 발전기를 구동하도록 했다. 이로써 이 잠수함은 결국 재래식(즉, 비핵) 잠수함의 지배적인 기술이 될 방향으로 세 가지 중요한 발걸음을 내디뎠다.

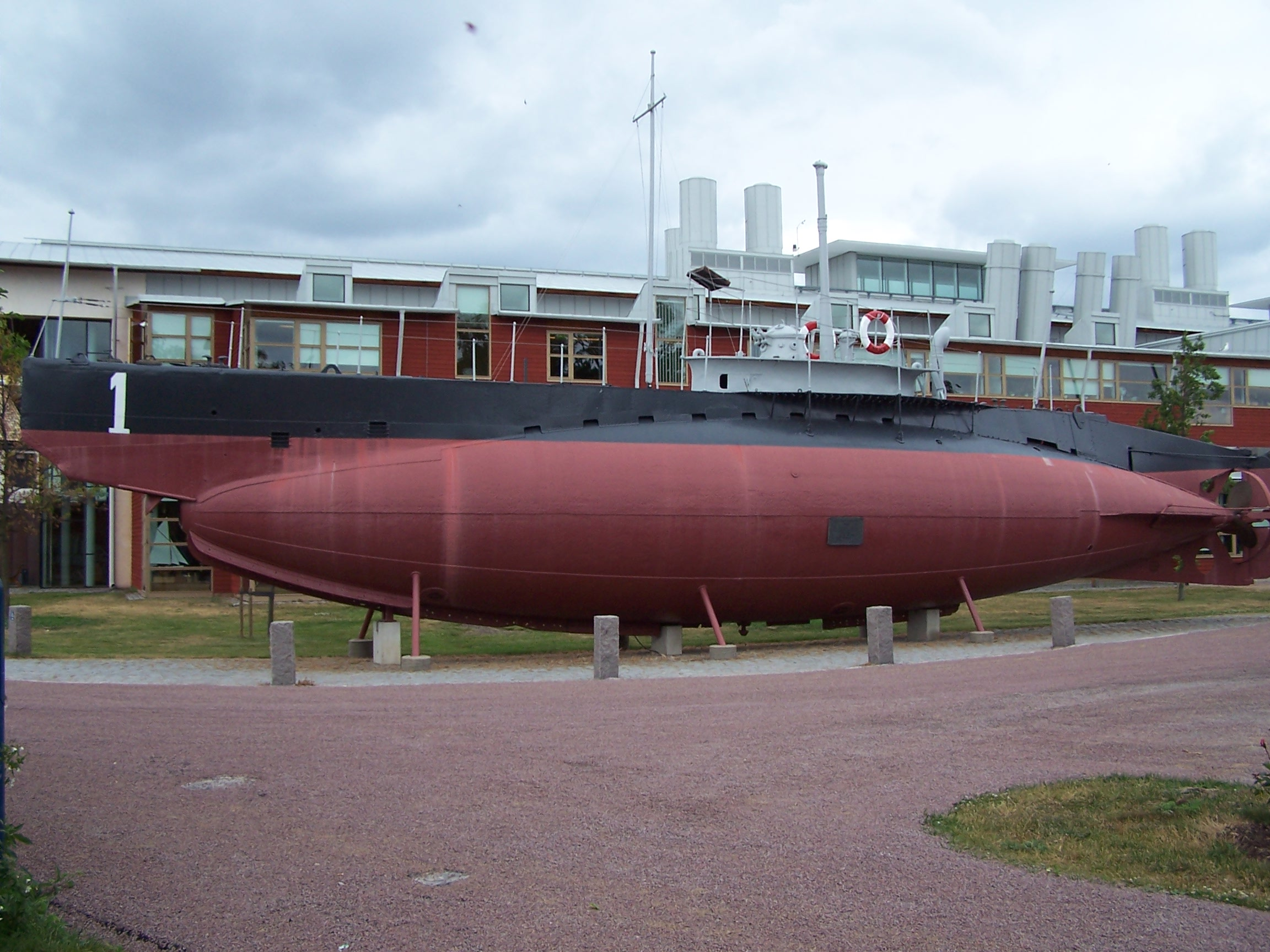
디젤-전기 추진을 적용한 최초의 잠수함 중 하나인 HMS 하옌. 현재 칼스크로나의 해양 박물관 외부에 전시되어 있다.

그 후 몇 년 동안 스웨덴 해군은 동일한 추진 기술을 사용하지만 처음부터 세미디젤 대신 진정한 디젤 엔진을 장착한 세 가지 다른 등급(2nd-class submarine, Laxen-class submarine, 그리고 Braxen-class submarine)의 잠수함 7척을 추가했다. 그 무렵에는 이 기술이 다른 유형의 연소 엔진보다는 디젤 엔진을 기반으로 하는 경우가 많았기 때문에, 결국 디젤–전기 추진으로 알려지게 되었다.
다른 많은 초기 잠수함과 마찬가지로, 스웨덴에서 처음 설계된 잠수함은 매우 작았고(200톤 미만) 따라서 연안 작전에만 국한되었다. 스웨덴 해군이 해안에서 더 멀리 떨어진 곳에서 작전할 수 있는 더 큰 함정을 추가하기를 원했을 때, 그들의 설계는 이미 필요한 경험을 가진 해외 회사들로부터 구매되었다: 처음에는 이탈리아(피아트-체사레 로렌티)였고 나중에는 독일(A.G. 베저 및 IvS)이었다. 부수적으로 디젤-전기 추진은 일시적으로 포기되었다.
그러나 스웨덴이 1930년대 중반에 자체 잠수함을 다시 설계하기 시작했을 때 디젤-전기 추진은 즉시 재도입되었다. 그 시점부터 이 기술은 모든 새로운 스웨덴 잠수함급에 일관되게 사용되었지만, 1988년 HMS 내켄을 시작으로 스털링 기관에 의해 제공되는 공기 불요 추진(AIP)이 보완되었다.

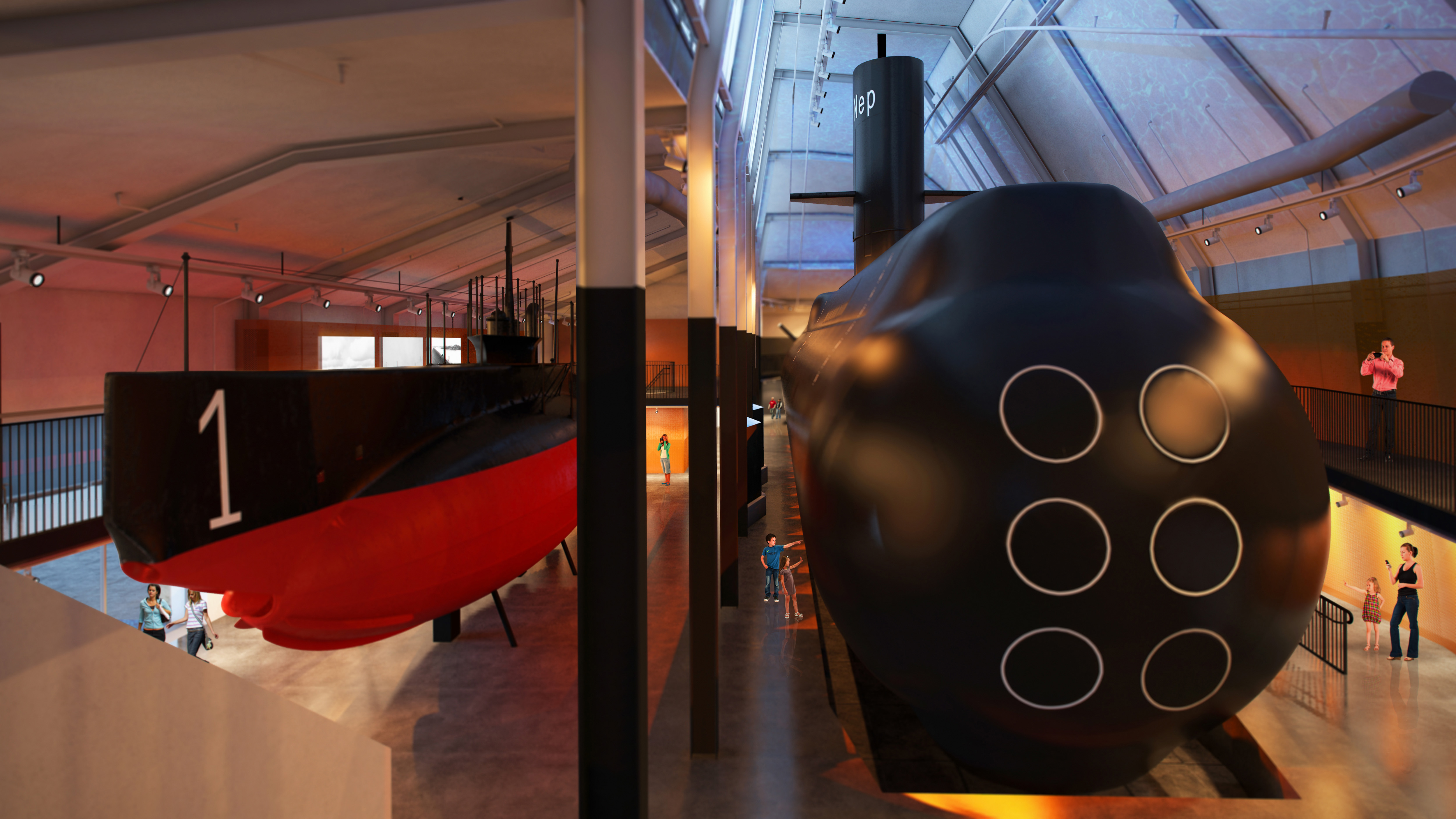
디젤-전기 추진을 사용하는 스웨덴 잠수함의 두 가지 매우 다른 세대: 1905년~1922년 운용된 HSwMS Hajen와 1980년~1998년 운용된 HMS 넵툰

디젤-전기 추진을 초기에 채택한 또 다른 곳은 미국 해군으로, 1928년 공학국에서 사용을 제안했다. 이후 S급 잠수함인 S-3, S-6, 그리고 S-7에서 시도되었고, 1930년대의 포르푸아즈급부터 생산에 들어갔다. 그 이후로 대부분의 미국 재래식 잠수함에 계속 사용되었다.
영국의 U급 잠수함과 저속 운항에 별도의 디젤 발전기를 사용한 일본 제국 해군의 일부 잠수함을 제외하고, 스웨덴과 미국 외의 다른 해군들은 1945년 이전에 디젤-전기 추진을 거의 사용하지 않았다. 대조적으로, 제2차 세계 대전 이후에는 점차적으로 재래식 잠수함의 지배적인 추진 방식이 되었다. 그러나 그 채택은 항상 신속하지는 않았다. 특히, 소련 해군은 1980년 팔투스급이 되어서야 재래식 잠수함에 디젤-전기 추진을 도입했다.
디젤-전기 추진이 디젤 엔진을 프로펠러에 기계적으로 직접 연결하는 시스템에 비해 장점만 있고 단점이 없었다면, 의심할 여지 없이 훨씬 더 일찍 지배적이 되었을 것이다. 단점은 다음과 같다:
- 디젤 엔진의 출력을 전기로 변환함으로써 연료 효율과 동력 손실이 발생한다. 발전기와 전동기 모두 매우 효율적인 것으로 알려져 있지만, 그 효율은 100%에 미치지 못한다.
- 전용 발전기라는 추가 구성 요소가 필요하다. 전동기가 항상 프로펠러를 구동하는 데 사용되므로 더 이상 발전기 서비스도 겸할 수 없다.
- 잠수함이 수상이나 스노클링 상태일 때 디젤 엔진과 전동기가 동시에 프로펠러를 기계적으로 구동하여 최고 속도를 내는 것이 불가능하다. 그러나 이 옵션은 배터리가 부분적으로 소모된 상태에서 잠수해야 할 위험에 잠수함을 노출시킬 수 있으므로 실질적으로 중요하지 않을 수 있다.

디젤-전기 추진이 이러한 단점에도 불구하고 지배적인 대안이 된 이유는 물론 많은 장점도 함께 제공되며, 이러한 장점들이 결국 더 중요하다고 판단되었기 때문이다. 장점은 다음과 같다:
- 비교적 시끄러운 디젤 엔진과 프로펠러 축 및 선체 사이의 직접적이고 단단한 기계적 연결을 끊어 외부 소음을 줄인다. 잠수함에 스텔스는 가장 중요한 요소이므로, 이는 매우 중요한 이점이다.
- 잠수 준비 태세를 증가시킨다. 이는 잠수함에 있어 매우 중요하다. 추진 관점에서 필요한 유일한 것은 디젤 엔진을 끄는 것이다.
- 디젤 엔진의 속도를 잠수함의 속도와 일시적으로 독립시킨다. 이는 결과적으로 연료 효율과 내구성 측면에서 최적의 속도로 디젤 엔진을 가동할 수 있게 한다. 또한 잠수함 자체의 속도에 영향을 주지 않고 디젤 엔진을 최대 속도로 가동하여 수상 또는 스노클링 상태에서 보내는 시간을 줄일 수 있다.
- 디젤 엔진, 전동기, 프로펠러 축을 연결하는 데 필요한 클러치를 제거한다. 이는 공간을 절약하고 신뢰성을 높이며 유지보수 비용을 줄인다.
- 구동계 구성 요소의 구성, 위치 및 유지보수와 관련하여 유연성을 높인다. 예를 들어, 디젤은 더 이상 전동기 및 프로펠러 축과 정렬할 필요가 없으며, 두 개의 디젤이 단일 프로펠러를 구동하는 데 사용될 수 있으며(또는 그 반대도 가능), 두 번째 디젤이 필요한 양의 전기를 제공할 수 있는 한 하나의 디젤은 유지보수를 위해 꺼질 수 있다.
- 디젤 엔진 외에 다양한 종류의 공기 불요 추진(AIP) 시스템과 같은 추가적인 주 에너지원의 통합을 용이하게 한다. 하나 이상의 전동기가 항상 프로펠러를 구동하므로, 이러한 시스템은 디젤 엔진과 배터리 외에 또 다른 전기 에너지원으로서 쉽게 도입될 수 있다.

#### 스노클

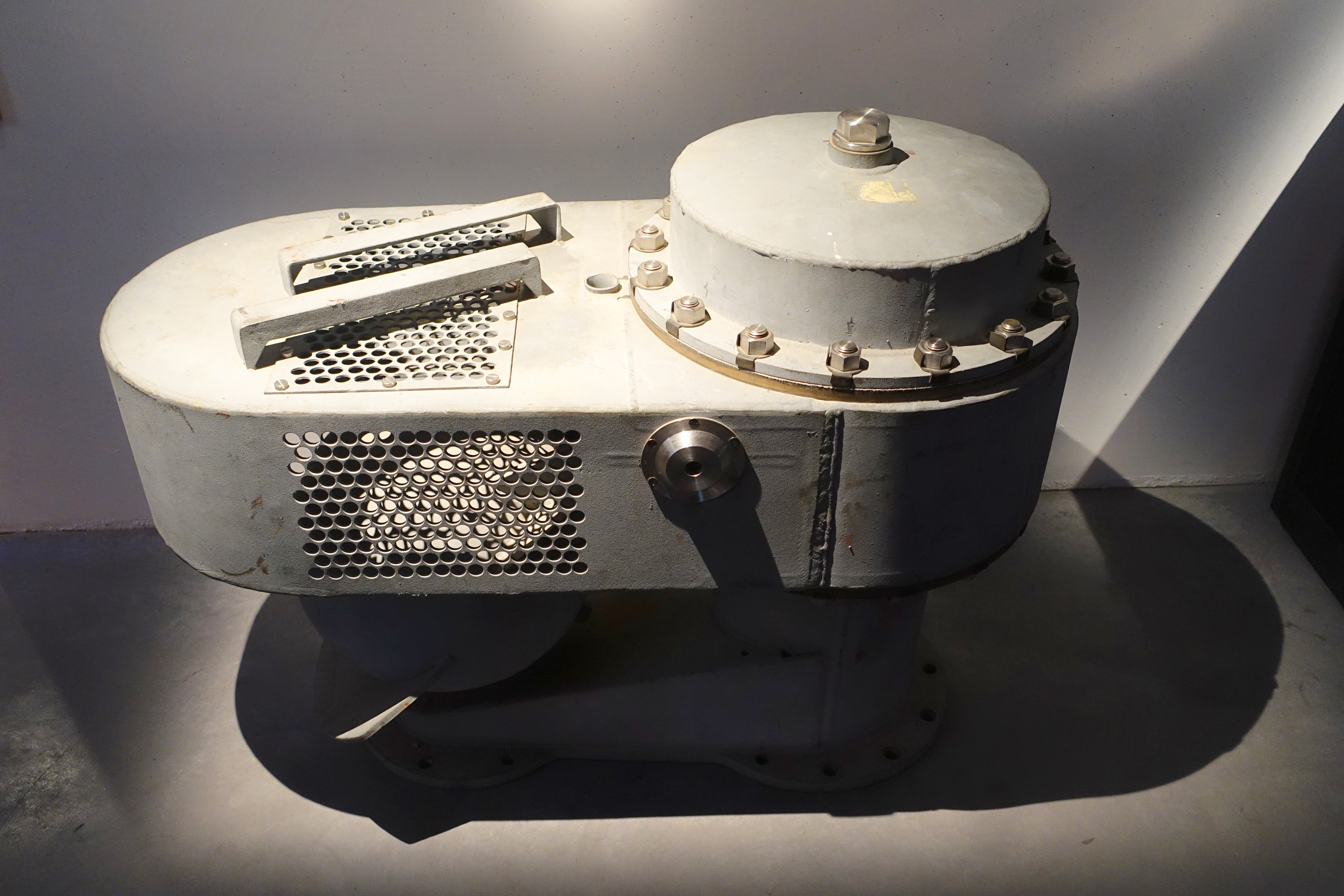
1945년 5월 8일 예테보리 외곽에서 침몰했지만, 스웨덴 해군이 인양하여 미래 스웨덴 잠수함 설계를 개선하기 위해 정밀 조사한 독일 독일 21형 잠수함 U-3503의 스노클 마스트 헤드

제2차 세계 대전 중 독일은 포획한 네덜란드 잠수함에서 슈노르켈(스노클) 아이디어를 실험했지만 전쟁 후반까지 그 필요성을 느끼지 못했다. 슈노르켈은 잠망경 심도에서 잠수 중 디젤 엔진에 공기를 공급하는 접이식 파이프로, 잠수함이 어느 정도 스텔스를 유지하면서 항해하고 배터리를 재충전할 수 있게 해준다.
그러나 특히 처음 구현되었을 때는 완벽한 해결책과는 거리가 멀었다. 거친 날씨에 장치의 밸브가 막히거나 잠수하면서 닫히는 문제가 있었다. 이 시스템은 전체 압력 선체를 완충 장치로 사용했기 때문에 디젤 엔진은 즉시 함정 구획에서 엄청난 양의 공기를 빨아들였고, 승무원들은 종종 고통스러운 귀 부상을 입었다. 속도는 8 노트 (15 km/h)로 제한되었는데, 그렇지 않으면 장치가 스트레스로 인해 부러질 수 있었기 때문이었다. 슈노르켈은 또한 잠수함을 소나로 더 쉽게 탐지할 수 있도록 소음을 발생시켰지만, 반대로 함내 소나가 다른 선박의 신호를 감지하기는 더 어렵게 만들었다. 마지막으로, 연합군 레이더는 결국 스노클 마스트를 시야 범위 밖에서도 감지할 수 있을 정도로 충분히 발전했다.
스노클이 잠수함의 탐지 가능성을 훨씬 낮추지만, 완벽하지는 않다. 맑은 날씨에는 디젤 배기가스가 약 3마일 거리에서 수면에 보일 수 있으며, "잠망경 깃털"(스노클이나 잠망경이 물을 가르며 만들어내는 파도)은 잔잔한 바다 조건에서 멀리서도 볼 수 있다. 현대 레이더는 또한 잔잔한 바다 조건에서 스노클을 탐지할 수 있다.

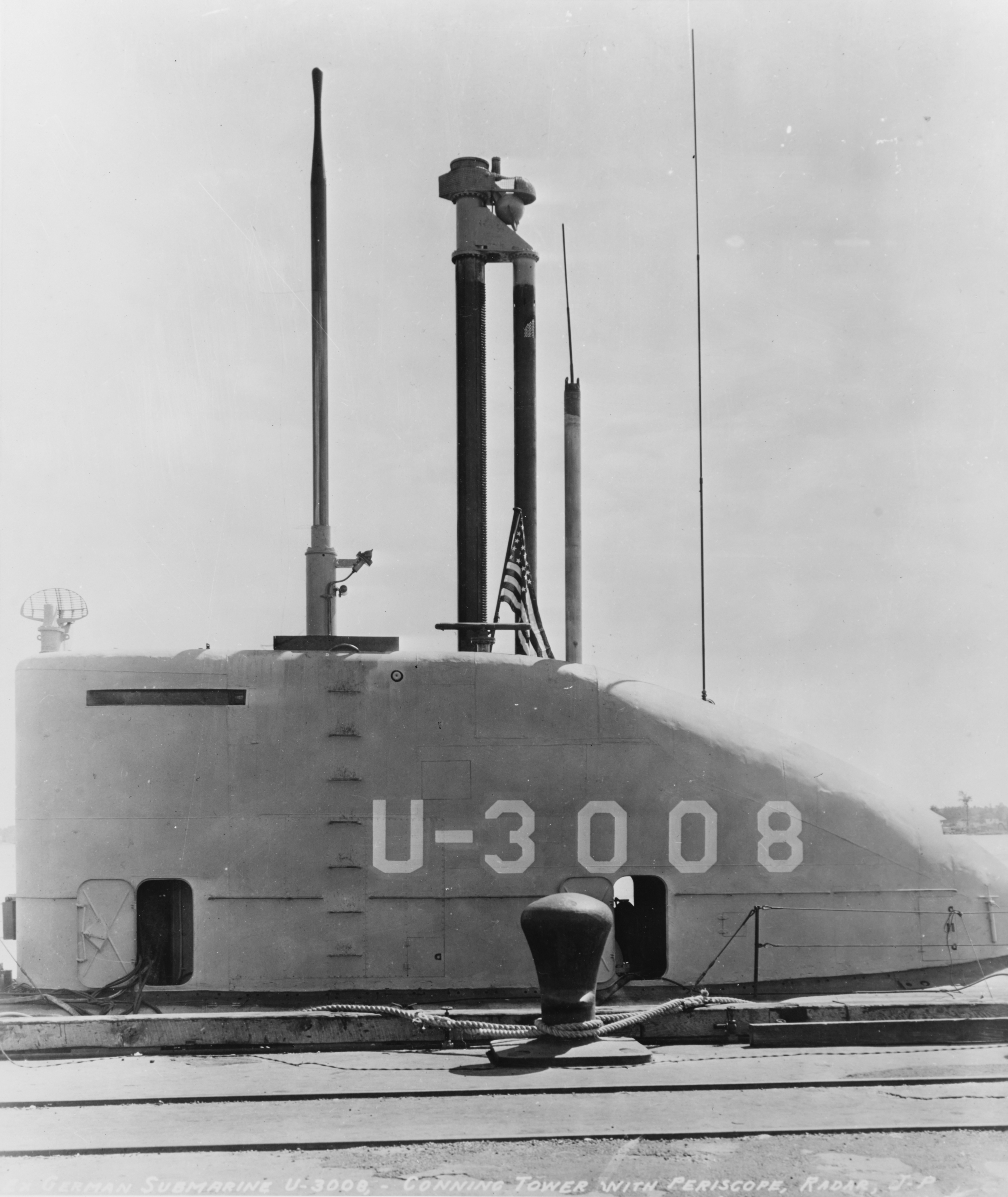
USS U-3008(구 독일 잠수함 U-3008)이 메인주 키터리의 포츠머스 해군 조선소에서 스노클 마스트를 올린 모습

수중에서 헤드 밸브가 잠겼을 때 디젤 엔진이 잠수함 내부에 진공을 유발하는 문제는 후기 모델 디젤 잠수함에도 여전히 존재하지만, 함선 내 진공이 사전 설정된 지점에 도달하면 엔진을 끄는 고진공 차단 센서에 의해 완화된다. 현대 스노클 유도 마스트는 간단한 전기 회로로 제어되는 압축공기를 사용하여 강력한 스프링의 당김에 맞서 "헤드 밸브"를 열린 상태로 유지하는 안전장치 설계를 가지고 있다. 마스트 위로 씻겨 내려오는 바닷물은 상단에 노출된 전극을 단락시켜 제어를 끊고, 잠수 중에는 "헤드 밸브"를 닫는다. 미국 잠수함은 제2차 세계 대전 이후에야 스노클 사용을 채택했다.

#### 공기 불요 추진

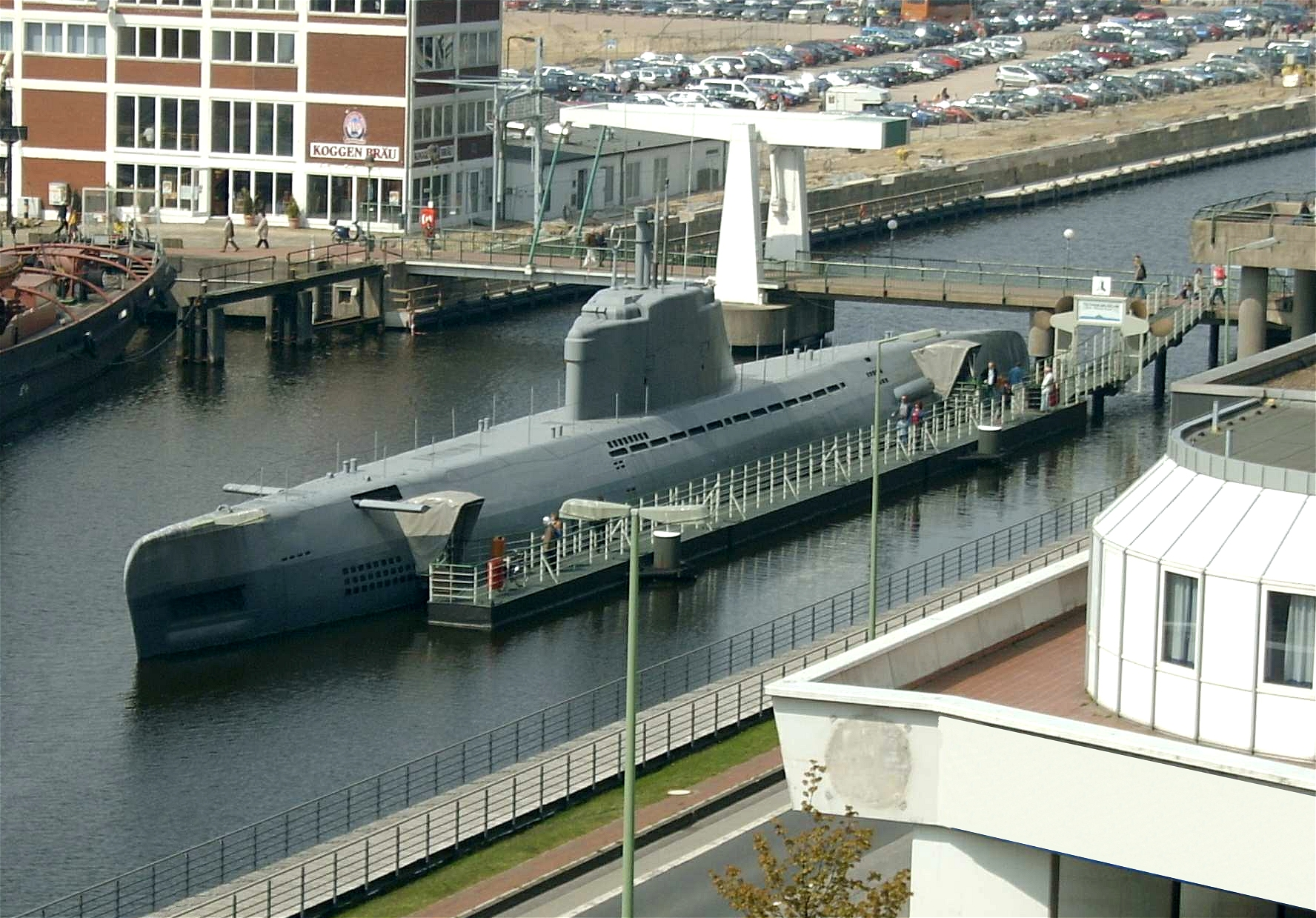
독일 21형 잠수함

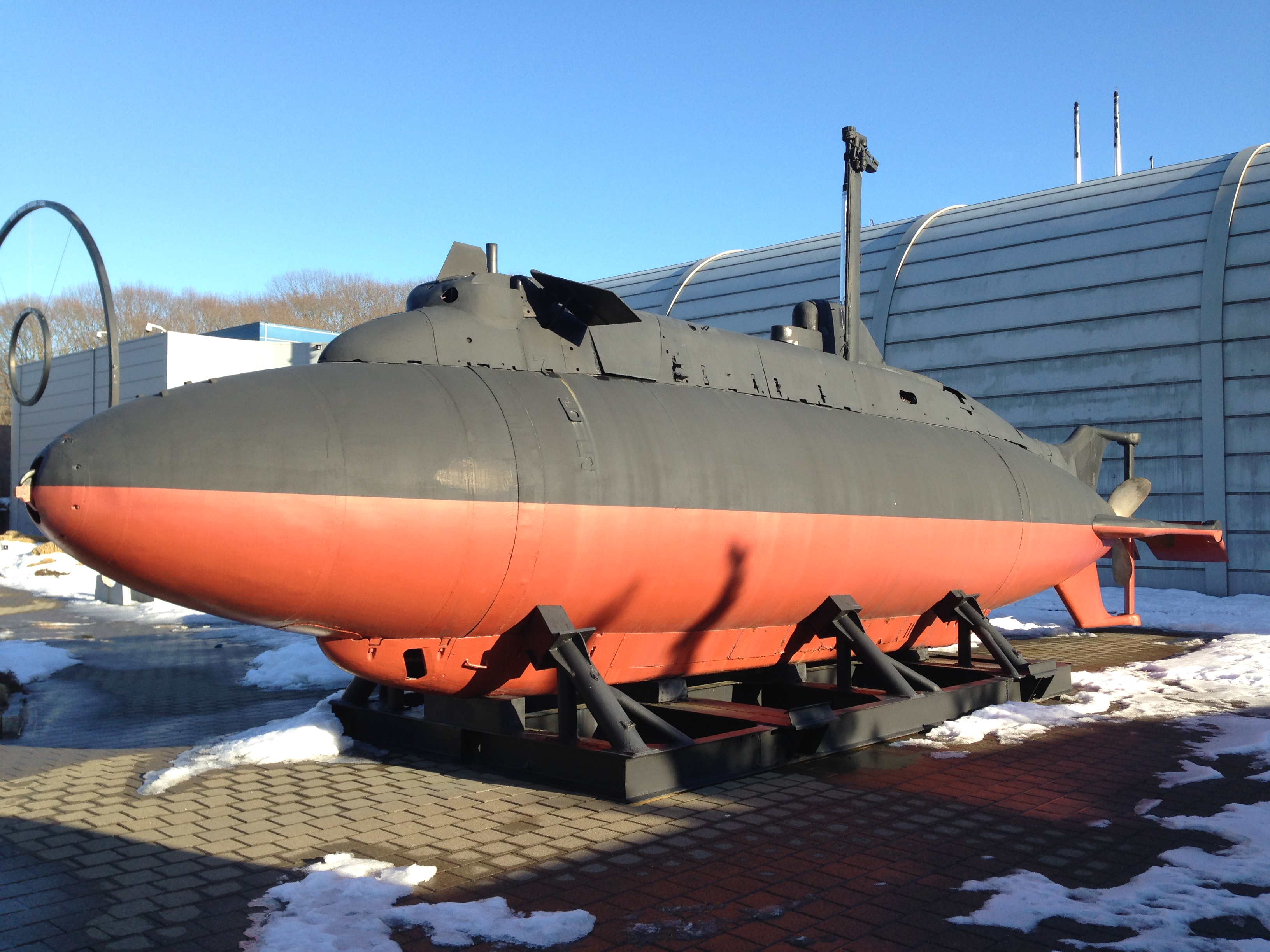
미국 X-1 소형 잠수함

제2차 세계 대전 중 독일 21형 잠수함(또는 "엘렉트로보트"라고도 불림)은 장기간 수중 작전을 위해 설계된 최초의 잠수함이었다. 처음에는 장기 고속 공기 불요 추진을 위해 과산화수소를 탑재할 예정이었으나, 결국 매우 큰 배터리를 장착하여 건조되었다. 전쟁이 끝날 무렵, 영국과 소련은 수상 및 수중에서 작동할 수 있는 과산화수소/등유 엔진을 실험했다. 결과는 고무적이지 않았다. 소련이 이 엔진 유형을 탑재한 잠수함급(퀘벡급 잠수함으로 NATO에서 코드명 지정)을 배치했지만, 성공적이지 못하다고 간주되었다.
미국 또한 실험용 소형 잠수정인 X-1에 과산화 수소를 사용했다. 이 잠수정은 원래 과산화수소/디젤 엔진 및 배터리 시스템으로 구동되었으나, 1957년 5월 20일 과산화수소 공급 장치의 폭발로 인해 문제가 발생했다. X-1은 나중에 디젤-전기 추진으로 개조되었다.
오늘날 여러 해군이 공기 불요 추진을 사용한다. 특히 스웨덴은 고틀란드급 잠수함과 쇠데르만란드급 잠수함에 스털링 기관 기술을 사용한다. 스털링 기관은 극저온 탱크에서 액체 산소와 함께 경유를 연소시켜 가열된다. 공기 불요 추진의 새로운 발전은 수소 연료전지로, 독일 독일 212형 잠수함에서 처음 사용되었으며 9개의 34kW 또는 2개의 120kW 전지를 사용한다. 연료전지는 새로운 스페인 해군 S-80급 submarine에도 사용되지만, 연료는 에탄올로 저장된 후 사용 전에 수소로 변환된다.
일본 해군의 소류급 잠수함 중 11번째 함(JS 오류)부터 도입되는 새로운 기술 중 하나는 더욱 현대적인 배터리인 리튬 이온 전지이다. 이 배터리는 기존 배터리의 약 두 배에 달하는 전기 저장 용량을 가지며, 기존의 납산 배터리를 교체하고 일반적으로 AIP 엔진 및 연료 탱크에 할애되던 넓은 선체 공간을 수많은 리튬 이온 배터리로 채움으로써, 현대 잠수함은 실제로 "순수" 디젤-전기 구성으로 돌아갈 수 있으면서도 AIP 장착 잠수함에서 일반적으로 연상되는 추가적인 수중 항속 거리와 동력을 가질 수 있다.

#### 원자력

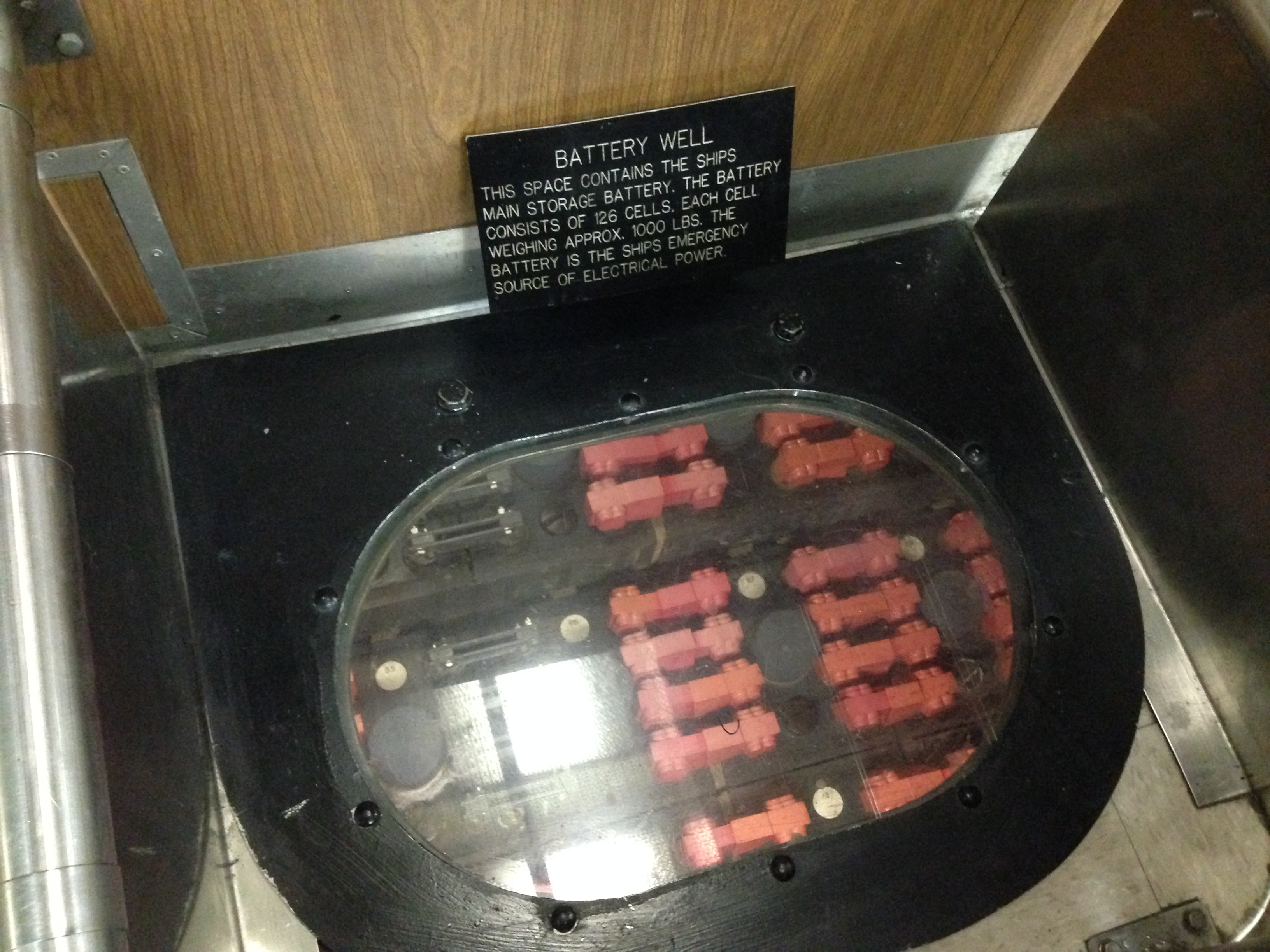
최초의 원자력 잠수함인 의 배터리 격실에 126개의 셀이 들어있다.

원자로로 구동되는 증기 터빈이 발전기를 구동하는 방식은 1950년대에 다시 도입되었다. 대기 중 산소의 필요성을 없앰으로써 잠수함이 잠수 상태를 유지할 수 있는 시간은 식량 저장량에 의해서만 제한되었는데, 이는 호흡 공기가 재활용되고 담수는 해수에서 증류되었기 때문이다. 더 중요한 것은 원자력 잠수함은 최고 속도에서 무제한의 항속 거리를 가진다는 점이다. 이는 작전 기지에서 전투 지역까지 훨씬 짧은 시간 안에 이동할 수 있게 하며, 대부분의 대잠 무기에 대한 훨씬 더 어려운 표적이 되게 한다. 원자력 잠수함은 원자로를 꺼야 할 경우 비상용으로 비교적 작은 배터리와 디젤 엔진/발전기 발전소를 가지고 있다.
원자력은 현재 모든 대형 잠수함에 사용되지만, 원자로의 높은 비용과 큰 크기 때문에 소형 잠수함은 여전히 디젤-전기 추진을 사용한다. 대형 잠수함과 소형 잠수함의 비율은 전략적 필요에 따라 달라진다. 미국 해군, 프랑스 해군, 그리고 영국 영국 왕립 해군은 오직 원자력 잠수함만 운용하는데, 이는 원거리 작전의 필요성으로 설명된다. 다른 주요 운용국들은 전략적 목적을 위한 핵잠수함과 방어 목적을 위한 디젤-전기 잠수함의 혼합에 의존한다. 대부분의 함대는 핵잠수함이 없는데, 이는 핵 동력 및 잠수함 기술의 제한된 가용성 때문이다.
디젤-전기 잠수함은 핵잠수함에 비해 스텔스 면에서 이점이 있다. 핵잠수함은 저출력 수준에서도 원자로를 작동시키는 데 필요한 냉각 펌프와 터보 기계에서 소음이 발생한다. 미국 오하이오급 잠수함과 같은 일부 핵잠수함은 원자로 냉각 펌프를 고정하여 작동할 수 있어 전기 잠수함보다 조용하다. 배터리로 작동하는 재래식 잠수함은 거의 완전히 조용하며, 유일한 소음은 축 베어링, 프로펠러, 그리고 선체 주위의 유동 소음에서 발생하며, 이 모든 소음은 잠수함이 물속에서 떠서 듣는 동안 멈추고 승무원 활동으로 인한 소음만 남는다. 상업용 잠수함은 일반적으로 모함 (배)와 함께 작동하므로 배터리에만 의존한다.
몇몇 사망자 수별 핵 및 방사능 사고는 핵잠수함 사고와 관련이 있었다. Soviet submarine K-19 원자로 사고는 1961년에 8명의 사망자와 30명 이상의 방사선 과다 노출자를 발생시켰다. Soviet submarine K-27 원자로 사고는 1968년에 9명의 사망자와 83명의 다른 부상자를 발생시켰다. Soviet submarine K-431 사고는 1985년에 10명의 사망자와 49명의 다른 방사선 부상자를 발생시켰다.

#### 대안
제1차 세계 대전 및 그 이후에 건조된 영국의 K급 잠수함은 전투 함대와 보조를 맞출 수 있는 수상 속도를 위해 기름을 연료로 하는 증기 터빈을 사용했다. 그러나 K급 잠수함은 그다지 성공적이지 못했다.
20세기 말, 일부 잠수함들, 예를 들어 영국의 뱅가드급 잠수함은 프로펠러 대신 펌프 제트 추진기를 장착하기 시작했다. 이들은 프로펠러보다 무겁고 비싸며 효율은 떨어지지만, 훨씬 더 조용하여 중요한 전술적 이점을 제공한다.

### 무장

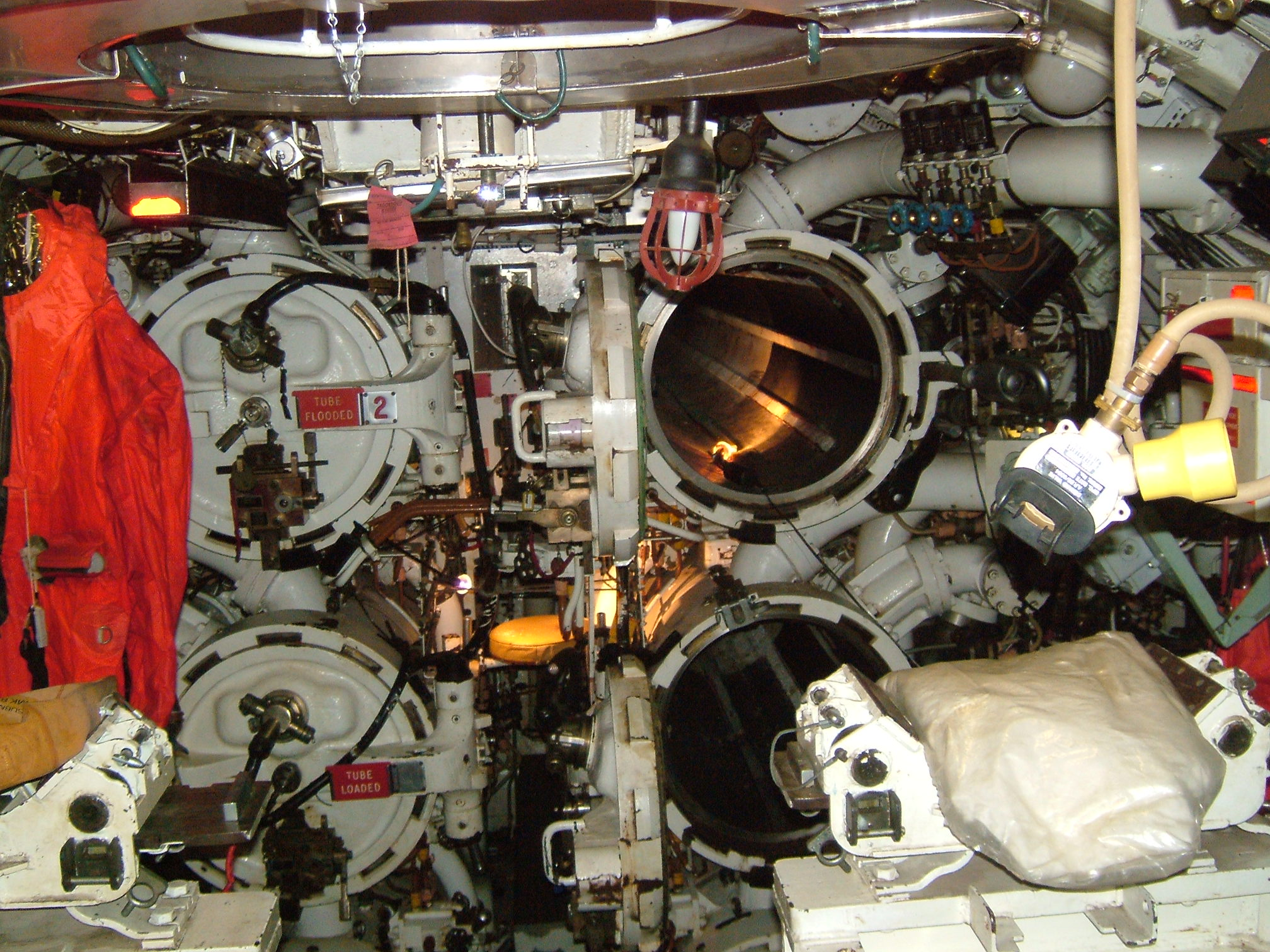
HMS 오셀럿의 전방 어뢰 발사관

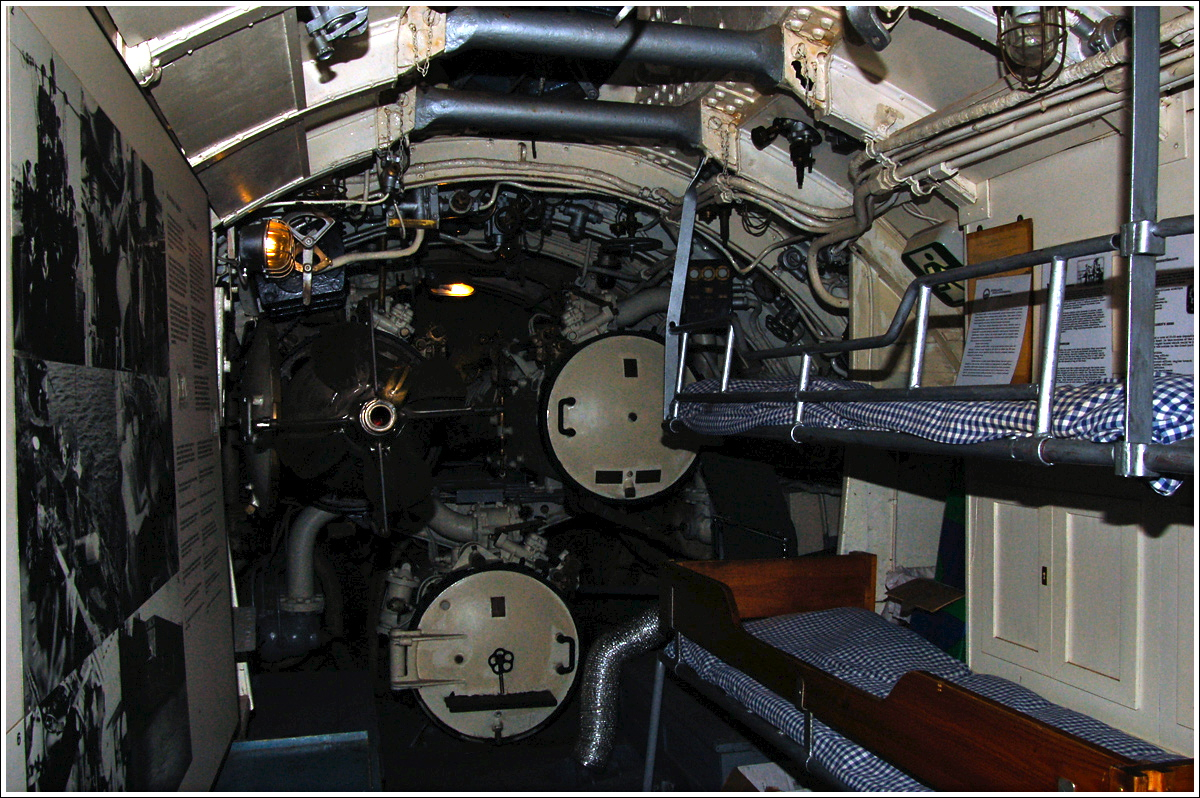
베시코의 어뢰실

잠수함의 성공은 1866년 로버트 화이트헤드가 발명한 어뢰의 개발과 밀접하게 연관되어 있다. 그의 발명(본질적으로 140년 전과 동일함)은 잠수함이 단순한 신기한 장치에서 전쟁 무기로 도약할 수 있도록 했다. 수중 잠수함을 추적할 만큼 충분히 민감한 소나가 개발 및 소형화되기 전에는 공격이 전적으로 수상 또는 수면 근처에서 작동하는 선박과 잠수함에만 국한되었다. 무유도 어뢰의 표적화는 처음에는 눈으로 이루어졌지만, 제2차 세계 대전이 시작되면서 아날로그 표적화 컴퓨터가 확산되기 시작하여 기본적인 발사 해법을 계산할 수 있게 되었다. 그럼에도 불구하고, 목표물에 명중시키기 위해 여러 개의 "직선 주행" 어뢰가 필요할 수 있었다. 최대 20~25개의 어뢰만 탑재할 수 있었으므로, 잠수함이 할 수 있는 공격 횟수는 제한적이었다. 전투 지속 능력을 늘리기 위해 제1차 세계 대전부터 잠수함은 잠수 가능한 포함으로도 기능하여, 비무장 표적에 대해 갑판포를 사용하고, 적 군함을 탈출하고 교전하기 위해 잠수했다. 이들 갑판포의 초기 중요성은 프랑스 Surcouf와 영국 왕립 해군의 X1 및 M급 잠수함과 같은 성공적이지 못한 순양 잠수함의 개발을 장려했다. 대잠수함전 항공기가 등장하면서 총은 공격보다는 방어용이 되었다. 전투 지속 능력을 늘리는 더 실용적인 방법은 항구에서만 장전되는 외부 어뢰 발사관이었다.
잠수함이 은밀하게 적항에 접근할 수 있는 능력은 기뢰부설함으로서의 사용으로 이어졌다. 제1차 세계 대전과 제2차 세계 대전의 기뢰 부설 잠수함은 그 목적을 위해 특별히 제작되었다. 영국의 마크 5 스톤피시 및 마크 6 해삼과 같은 현대 잠수함 발사 기뢰는 잠수함의 어뢰 발사관에서 배치될 수 있다.
제2차 세계 대전 이후 미국과 소련 모두 SSM-N-8 레귤러스 및 P-5 피야티요르카와 같은 잠수함 발사 순항 미사일을 실험했다. 이러한 미사일은 잠수함이 미사일을 발사하기 위해 수면으로 부상해야 했다. 이들은 잠수함 발사 어뢰 발사관에서 발사할 수 있는 현대 순항 미사일, 예를 들어 미국 BGM-109 토마호크 및 러시아 RPK-2 비유가 및 엑조세 및 하푼과 같은 대함 미사일의 변형(잠수함 발사를 위해 캡슐화됨)의 전신이었다. 탄도 미사일도 잠수함의 어뢰 발사관에서 발사될 수 있었는데, 예를 들어 대잠수함 미사일인 SUBROC과 같은 미사일이 있다. 내부 용량이 여전히 제한적이고 더 무거운 무장을 운반하고자 하는 욕구로 인해 외부 발사관의 개념이 부활했으며, 일반적으로 캡슐화된 미사일용으로, 이러한 발사관은 내부 압력 선체와 외부 유선형 선체 사이에 배치되었다. 유도 어뢰 또한 제2차 세계 대전 중 및 그 이후에 광범위하게 확산되어 잠수함의 전투 지속 능력과 치명성을 더욱 증가시켰고, 잠수함이 수중에서 다른 잠수함과 교전할 수 있게 했다(후자는 현대 공격 잠수함의 주요 임무 중 하나이다).
SSM-N-8과 P-5의 전략적 임무는 미국 해군의 UGM-27 폴라리스 미사일을 시작으로 잠수함 발사 탄도 미사일에 의해, 그리고 이후 UGM-73 포세이돈 및 트라이던트 (미사일) 미사일에 의해 수행되었다.
독일은 대잠수함 헬리콥터, 수상함 및 해안 목표물에 사용할 수 있는 어뢰 발사관에서 발사되는 단거리 IDAS 미사일을 개발 중이다.

### 센서
잠수함은 임무에 따라 다양한 센서를 가질 수 있다. 현대 군사 잠수함은 목표물을 찾는 데 전적으로 수동 및 능동 소나에 의존한다. 능동 소나는 가청 "핑"을 사용하여 잠수함 주변의 물체를 드러내는 에코를 생성한다. 능동 시스템은 잠수함의 존재를 드러내므로 거의 사용되지 않는다. 수동 소나는 선체에 설치되거나 예인 배열로 끌려가는 민감한 수중청음기 세트로, 일반적으로 잠수함 뒤 수백 피트 뒤에 매달려 있다. 예인 배열은 NATO 잠수함 탐지 시스템의 주요 구성 요소인데, 이는 운용자가 듣는 유동 소음을 줄이기 때문이다. 선체 장착 소나는 예인 배열 외에도 사용되는데, 예인 배열은 얕은 심도와 기동 중에는 작동할 수 없기 때문이다. 또한 소나는 잠수함을 "통과하는" 사각지대가 있으므로, 앞뒤에 시스템을 장착하여 그 문제를 해결한다. 예인 배열은 잠수함 뒤편 아래로 끌려가므로, 잠수함이 수온약층 위아래로 적절한 깊이에 시스템을 가질 수 있게 하며, 수온약층을 통과하는 소리는 왜곡되어 탐지 범위가 감소한다.
잠수함은 또한 수상함과 항공기를 탐지하기 위한 레이더 장비를 탑재한다. 잠수함 함장들은 능동 레이더보다 레이더 탐지 장비를 사용하여 목표물을 탐지할 가능성이 더 높은데, 이는 레이더가 자체 반사 범위보다 훨씬 멀리서 탐지될 수 있어 잠수함의 위치를 드러내기 때문이다. 잠망경은 위치 확인 및 접촉 대상의 신원 확인을 위해서만 가끔 사용되는데, 이는 가시 범위가 짧기 때문이다. 버지니아급 잠수함과 어스튜트급 잠수함은 선체 관통 광학 잠망경 대신 포토닉스 마스트를 사용한다. 이 마스트는 여전히 수면 위로 배치되어야 하며, 가시광선, 적외선, 레이저 거리 측정 및 전자기 감시를 위한 전자 센서를 사용한다. 마스트를 수면 위로 들어올리는 한 가지 이점은 마스트가 물 위에 있을 때 잠수함 전체가 여전히 물 아래에 있어 시각적으로나 레이더로 탐지하기 훨씬 더 어렵다는 것이다.
알빈이나 러시아 미르 잠수정과 같은 민간 잠수함은 항해를 위해 소형 능동 소나와 관측창에 의존한다. 사람의 눈은 수중 약 300 피트 (91 m) 아래에서는 햇빛을 감지할 수 없으므로, 고강도 조명을 사용하여 관측 영역을 비춘다.

### 항해

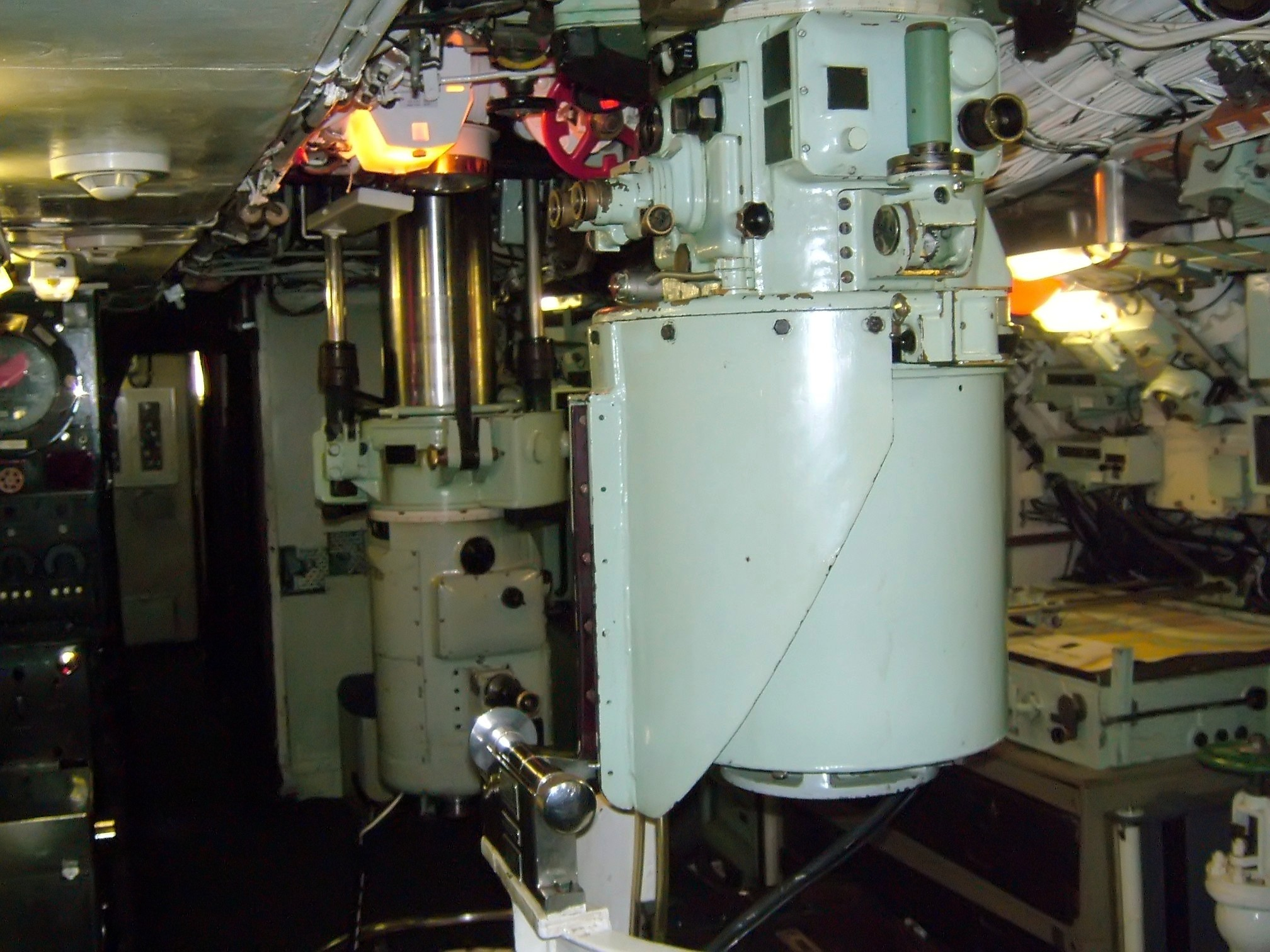
HMS 오셀럿의 더 큰 탐색 잠망경과 더 작고 덜 탐지되는 공격 잠망경

초기 잠수함은 항해 보조 장치가 거의 없었지만, 현대 잠수함은 다양한 항해 시스템을 갖추고 있다. 현대 군사 잠수함은 잠수 중 관성항법장치를 사용하여 항해하지만, 시간이 지남에 따라 필연적으로 표류 오차가 발생한다. 이를 보정하기 위해 승무원은 가끔 글로벌 포지셔닝 시스템을 사용하여 정확한 위치를 얻는다. 잠망경은 수면을 볼 수 있는 프리즘 시스템이 있는 접이식 튜브인데, 가시 범위가 짧기 때문에 현대 잠수함에서는 가끔만 사용된다. 버지니아급 잠수함과 어스튜트급 잠수함은 선체 관통 광학 잠망경 대신 포토닉스 마스트를 사용한다. 이 마스트는 여전히 수면 위로 배치되어야 하며, 가시광선, 적외선, 레이저 거리 측정 및 전자기 감시를 위한 전자 센서를 사용한다. 마스트를 수면 위로 들어올리는 한 가지 이점은 마스트가 물 위에 있을 때 잠수함 전체가 여전히 물 아래에 있어 시각적으로나 레이더로 탐지하기 훨씬 더 어렵다는 것이다.

### 통신
군용 잠수함은 먼 지휘소나 다른 선박과 통신하기 위해 여러 시스템을 사용한다. 그 중 하나는 VLF (초저주파) 라디오로, 수상 또는 비교적 얕은 심도, 보통 250 피트 (76 m) 미만의 심도에 있는 잠수함에 도달할 수 있다. 극저주파 (ELF)는 더 깊은 심도에 있는 잠수함에 도달할 수 있지만, 대역폭이 매우 낮아 일반적으로 VLF 신호가 도달할 수 있는 더 얕은 심도로 잠수함을 호출하는 데 사용된다. 잠수함은 또한 길고 부력 있는 와이어 안테나를 더 얕은 심도까지 띄워 깊이 잠수한 잠수함이 VLF 송신을 할 수 있도록 하는 옵션도 있다.
라디오 마스트를 확장함으로써 잠수함은 "버스트 전송" 기술을 사용할 수도 있다. 버스트 전송은 1초도 채 걸리지 않으므로 잠수함의 탐지 위험을 최소화한다.
다른 잠수함과 통신하기 위해 거트루드(Gertrude)라는 시스템이 사용된다. 거트루드는 기본적으로 수중 전화이다. 한 잠수함에서 음성 통신이 저전력 스피커를 통해 물속으로 전송되면, 수신하는 잠수함의 수동 소나에 의해 감지된다. 이 시스템의 범위는 아마도 매우 짧을 것이며, 이를 사용하면 물속으로 소리가 방출되어 적에게 들릴 수 있다.
민간 잠수함은 해당 지역의 지원 선박이나 다른 잠수정과 통신하기 위해 유사하지만 덜 강력한 시스템을 사용할 수 있다.

### 생명 유지 장치
원자로 또는 공기 불요 추진을 통해 잠수함은 한 번에 몇 달 동안 잠수 상태를 유지할 수 있다. 재래식 디젤 잠수함은 주기적으로 부상하거나 잠수함 스노클을 사용하여 배터리를 재충전해야 한다. 대부분의 현대 군용 잠수함은 담수의 전기 분해를 통해 호흡용 산소를 생산한다("전해 산소 발생기"라는 장치 사용). 비상 산소는 염소산 나트륨 촛불을 태워 생산할 수 있다. 대기 제어 장비에는 이산화 탄소 스크러버가 포함되어 있으며, 이는 모노에탄올아민 흡수제를 분사하여 공기에서 가스를 제거한 후, MEA를 보일러에서 가열하여 CO2를 방출하고 이를 배 밖으로 펌프질한다. 비상 세척은 수산화 리튬으로도 가능하며, 이는 소모성이다. 일산화 탄소를 이산화 탄소(CO2 스크러버로 제거됨)로 변환하고, 함정의 저장 배터리에서 생성된 수소를 대기 중 산소와 결합하여 물을 생성하는 촉매를 사용하는 기계도 사용된다. 대기 모니터링 시스템은 질소, 산소, 수소, R-12 및 R-114 냉매, 이산화 탄소, 일산화 탄소 및 기타 가스를 선내 여러 영역에서 샘플링한다. 유독 가스는 제거되며, 산소는 주 밸러스트 탱크에 위치한 산소 탱크를 사용하여 보충된다. 일부 더 무거운 잠수함에는 두 개의 산소 주입 스테이션(전방 및 후방)이 있다. 공기 중 산소는 화재 위험을 줄이기 위해 때때로 대기 농도보다 몇 퍼센트 낮게 유지된다.
담수는 증발기 또는 역삼투 장치로 생산된다. 담수의 주요 용도는 원자로 및 증기 추진 공장에 공급수를 제공하는 것이다. 추진 공장 요구 사항이 충족되면 샤워, 싱크대, 요리 및 청소용으로도 사용할 수 있다. 해수는 변기 플러시용으로 사용되며, 결과적으로 발생하는 하수는 위생 탱크에 저장되었다가 가압 공기를 사용하여 배 밖으로 불어내거나 특수 위생 펌프를 사용하여 배 밖으로 펌프질된다. 하수 배출 시스템은 작동에 숙련도가 필요하며, 배출 전에 격리 밸브를 닫아야 한다. 독일 VIIC형 잠수함 U-1206는 이 시스템을 사용하는 동안 인적오류로 인해 사상자를 내며 침몰했다. 샤워 및 싱크대에서 나오는 물은 "회수" 탱크에 별도로 저장되어 배수 펌프를 사용하여 배 밖으로 배출된다.
현대 대형 잠수함의 쓰레기는 보통 쓰레기 처리 장치(TDU)라고 불리는 튜브를 사용하여 처리되는데, 이 장치에서 쓰레기는 아연 도금 강철 캔으로 압축된다. TDU 바닥에는 큰 볼 밸브가 있다. 이 볼 밸브를 보호하기 위해 얼음 마개가 설치되며, 캔은 얼음 마개 위에 놓인다. 상단 차단 도어가 닫히고, TDU는 해수압으로 침수 및 평형을 이룬 후 볼 밸브가 열리면 캔은 캔에 있는 고철 무게의 도움을 받아 떨어진다. TDU는 또한 해수로 세척되어 완전히 비어 있고 볼 밸브가 닫히기 전에 깨끗한지 확인한다.

## 승무원

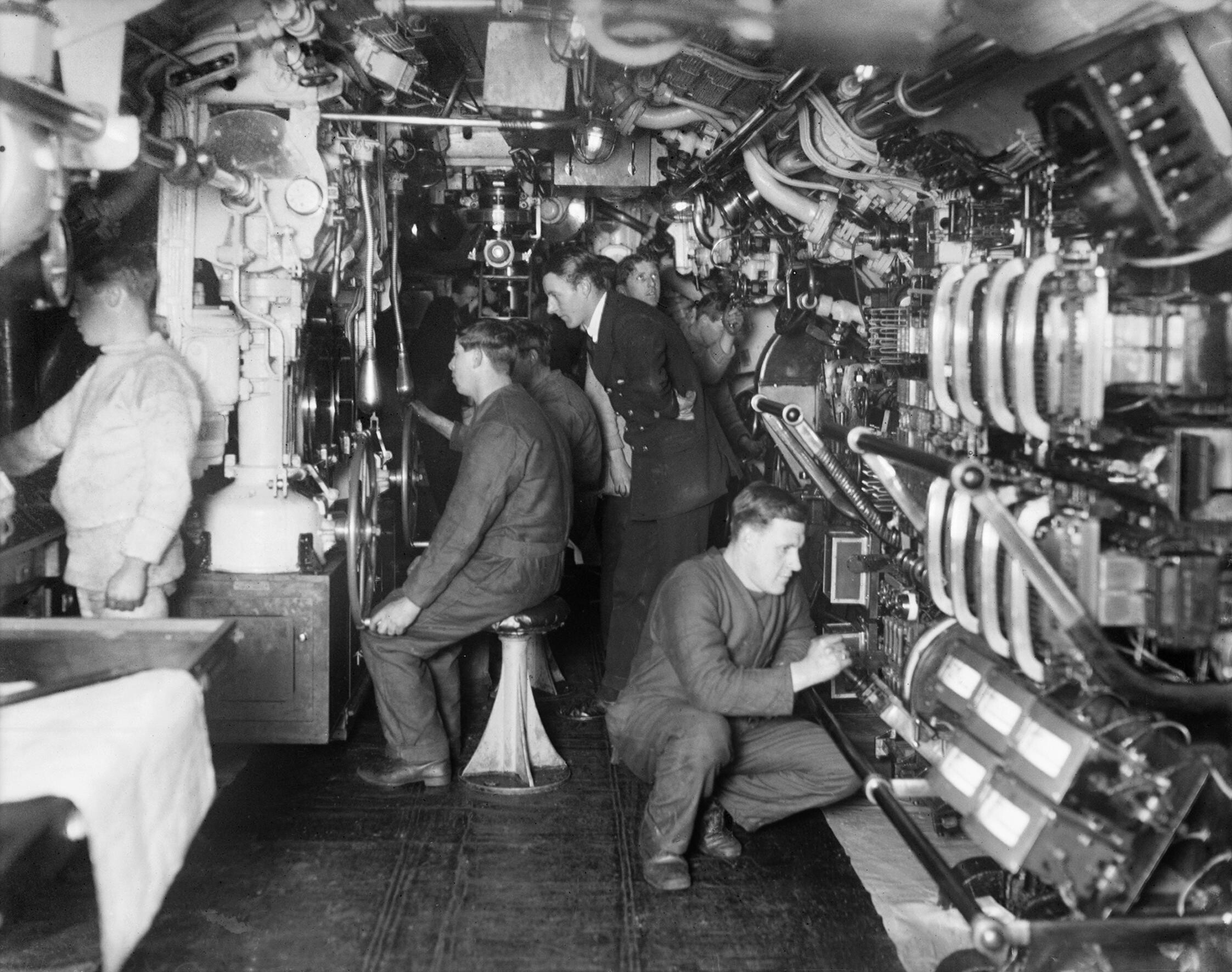
영국 E급 잠수함 내부. 1914년~1918년경, 한 장교가 잠수 작업을 감독하고 있다.

전형적인 핵잠수함은 80명 이상의 승무원을 가지고 있고, 재래식 잠수함은 일반적으로 40명 미만이다. 잠수함 내 환경은 승무원들이 가족과의 연락 없이 장기간 고립된 cramped한 환경에서 일해야 하기 때문에 어려울 수 있다. 잠수함은 탐지를 피하기 위해 일반적으로 무선 침묵을 유지한다. 잠수함 운용은 평시에도 위험하며, 많은 잠수함이 사고로 손실되었다.

### 여성

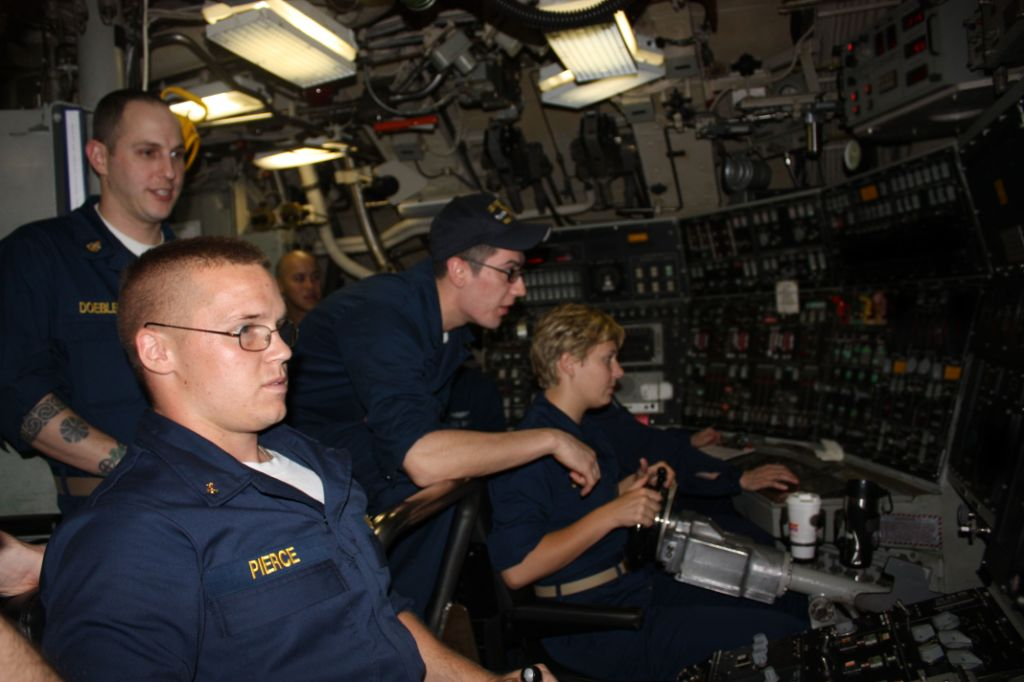
사관생도들이 호(2010년) 조종 훈련을 받고 있다.

대부분의 해군은 여성의 수상 군함 복무를 허용한 후에도 잠수함 복무를 금지했다. 노르웨이 왕립 해군은 1985년에 최초로 여성의 잠수함 승무원 복무를 허용했다. 덴마크 왕립 해군은 1988년에 여성 잠수함 승무원을 허용했다. 이후 스웨덴 해군(1989년), 오스트레일리아 왕립 해군(1998년), 스페인 해군(1999년), 독일 해군(2001년), 캐나다 왕립 해군(2002년) 등이 뒤따랐다. 1995년, 노르웨이 왕립 해군의 솔베이 크레이는 군용 잠수함인 HNoMS 코벤의 지휘를 맡은 최초의 여성 장교가 되었다.
2011년 12월 8일, 영국 필립 해먼드 국방장관은 영국의 여성 잠수함 복무 금지가 2013년부터 해제될 것이라고 발표했다. 이전에는 잠수함 내 이산화탄소 축적으로 인해 여성의 위험이 더 크다는 우려가 있었다. 그러나 연구 결과 여성에게 의료적인 배제 이유는 없었지만, 임산부는 여전히 제외될 것이라는 점이 밝혀졌다. 임산부와 태아에게 유사한 위험이 있었기 때문에 스웨덴에서는 1983년에 여성의 잠수함 복무가 금지되었지만, 다른 모든 직위는 스웨덴 해군에서 여성에게 개방되었다. 오늘날에도 임산부는 스웨덴에서 잠수함에 복무할 수 없다. 그러나 정책 입안자들은 일반적인 금지가 차별적이라고 생각했으며, 여성은 개별적인 능력으로 평가되어 다른 후보자와 적합성이 비교되어야 한다고 주장했다. 또한, 그러한 높은 요구 사항을 충족하는 여성이 임신할 가능성은 낮다고 언급했다. 2014년 5월, 세 명의 여성이 영국 해군 최초의 여성 잠수함 승무원이 되었다.
여성은 1993년부터 미국 해군 수상함에서 근무했으며, 2011년~2012년 현재, 처음으로 잠수함에서 근무하기 시작했다. 현재까지 해군은 여성의 군용 잠수함 승함을 단 세 가지 예외만 허용했다: 여성 민간 기술자는 길어야 며칠 동안, 여름 훈련 중 해군 학군단 및 미국 해군사관학교 사관생도는 하룻밤, 그리고 가족 구성원은 1일 의존 순항. 2009년, 당시 해군장관 레이 마버스, 합동참모본부장 마이클 멀런 제독, 해군 작전참모총장 게리 루게헤드 제독을 포함한 고위 관리들은 여성의 잠수함 복무를 구현할 방법을 찾는 절차를 시작했다. 미국 해군은 2010년에 "여성 잠수함 승함 금지" 정책을 철회했다.
미국과 영국 해군은 모두 6개월 이상 배치되는 핵추진 잠수함을 운용한다. 여성의 잠수함 복무를 허용하는 다른 해군은 훨씬 짧은 기간(보통 몇 달에 불과함) 동안 배치되는 재래식 잠수함을 운용한다. 미국이 정책을 변경하기 전까지는 핵잠수함을 사용하는 어떤 나라도 여성의 탑승을 허용하지 않았다.
2011년, 최초의 여성 잠수함 장교반이 뉴런던 해군 잠수함 기지의 해군 잠수함 학교 잠수함 장교 기초 과정(SOBC)을 졸업했다. 또한, 더 고위직이고 경험 많은 여성 보급 장교들도 SOBC에 참여하여 2011년 후반부터 새로운 여성 잠수함 장교들과 함께 함대 탄도 미사일(SSBN) 및 유도 미사일(SSGN) 잠수함에 배정되었다. 2011년 후반까지 몇몇 여성들이 오하이오급 탄도 미사일 잠수함 USS Wyoming에 배치되었다. 2013년 10월 15일, 미국 해군은 더 작은 버지니아급 잠수함인 USS Virginia와 USS Minnesota에 2015년 1월까지 여성 승무원을 배치할 것이라고 발표했다.
2020년, 일본 해군의 국립 잠수함 사관학교는 최초의 여성 후보를 받아들였다.

### 선박 포기

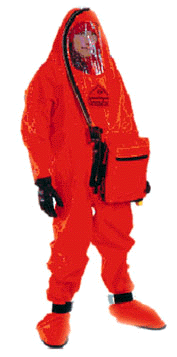
잠수함 탈출 침수 장비 슈트 Mk 10

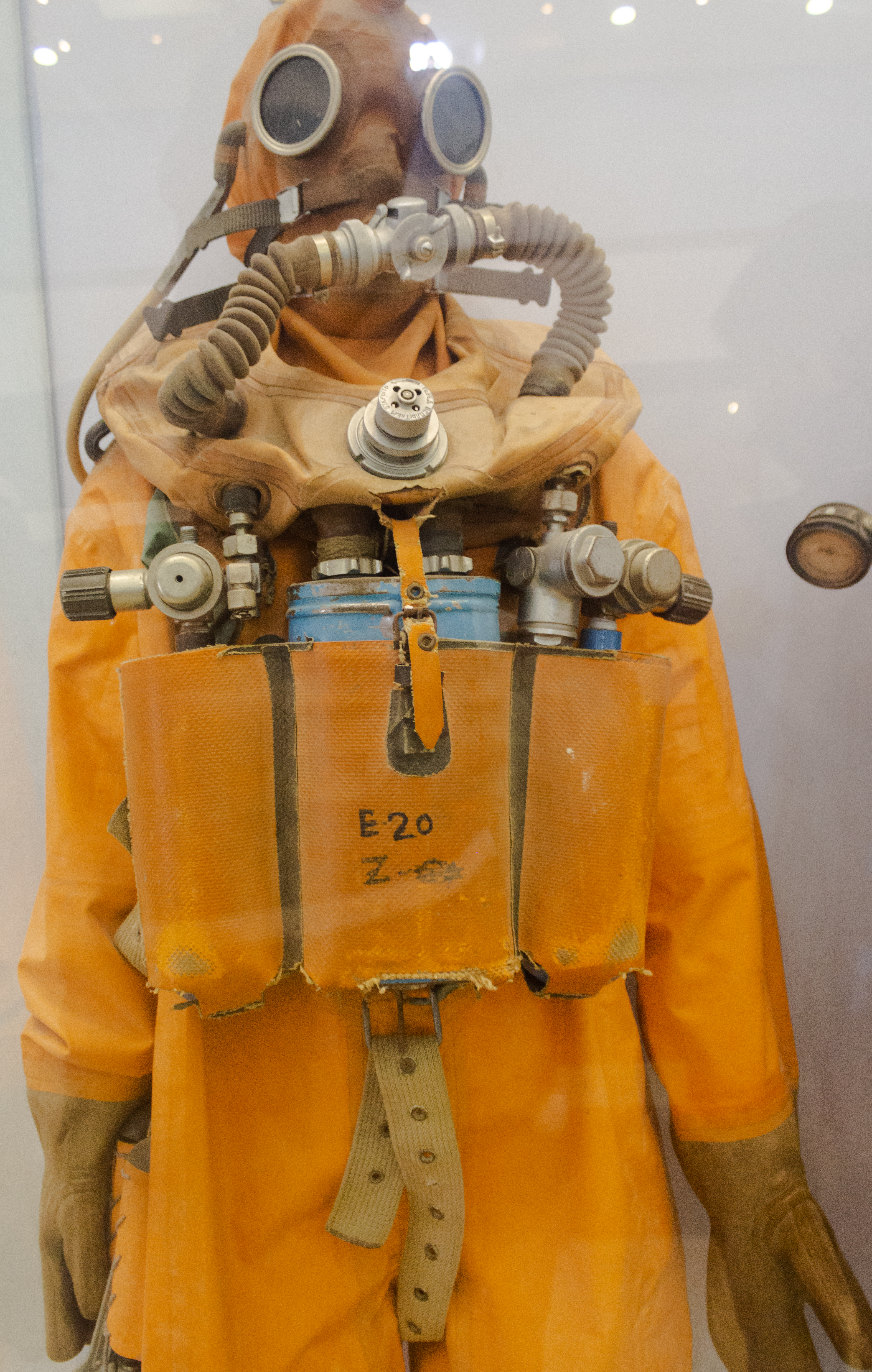
호흡기가 달린 잠수함 탈출복

비상 시 잠수함은 다른 선박에 구조 지원을 요청하고, 승무원이 배를 포기할 때 이들을 구조할 수 있다. 승무원은 잠수함 탈출 침수 장비와 같은 탈출 세트를 사용하여 에어록 구획인 탈출 트렁크를 통해 잠수함을 버릴 수 있는데, 이는 물이 잠수함으로 유입되는 양을 최소화하면서 작은 그룹으로 주변 압력에서 침몰한 잠수함에서 승무원이 탈출할 수 있는 경로를 제공한다. 승무원은 상승 중 열린 기도와 호기를 유지함으로써 압력 변화로 인한 폐의 공기 과팽창으로 인한 폐 기압손상을 피할 수 있다. 물 유입 등의 이유로 내부 압력이 대기압보다 높은 가압 잠수함에서 탈출한 후, 승무원은 수면 압력으로 돌아올 때 잠수병이 발생할 위험이 있다.
대안적인 탈출 수단은 심해구조잠수정을 통해 이루어지는데, 이는 손상된 잠수함에 도킹하여 탈출 해치 주변을 밀봉하고 잠수함 내부와 동일한 압력으로 인력을 이동시킬 수 있다. 잠수함이 가압된 경우 생존자들은 잠수함 구조선의 감압 챔버로 들어가 안전하게 감압할 수 있도록 압력 하 이동할 수 있다.

## 같이 보기
- 나라별 주력 잠수함 목록
- 잠수함의 역사
- 폭뢰
- 가공의 잠수함
- 유보트 목록
- 돌핀급 잠수함